# Henryk Grombecki
Henryk Grombecki (ur. 8 czerwca 1883 w Warszawie, zm. 11 stycznia 1933 tamże) – artysta malarz. Zajmował się malarstwem sztalugowym, zwłaszcza akwarelowym, lecz także olejnym i grafiką zwłaszcza w dziedzinie litografii. Specjalizował się głównie w portrecie i pejzażu.

## Życiorys

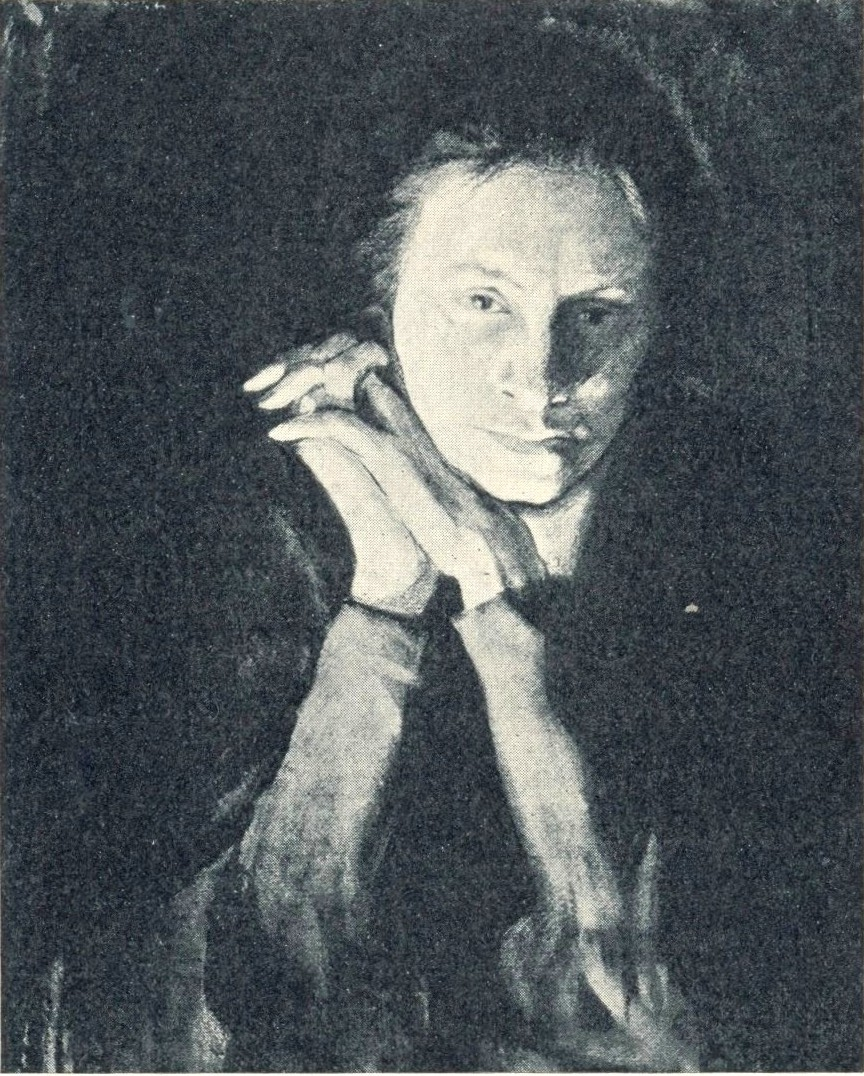
Studium portretowe żony artysty rysunek węglem, wykonany w Warszawie w 1906 roku

Urodził się 8 czerwca 1883 roku w Warszawie Decyzję o swoim artystycznym powołaniu życiowym podjął Grombecki na jesieni 1903 roku wyjeżdżając do Krakowa i rozpoczynając studia malarskie w tamtejszej Akademii Sztuk Pięknych. Nastąpiło to po krótkotrwałej dorywczej nauce (w latach 1902–1903) w Warszawskiej Szkole Rysunkowej u prof. Kauzika i Badowskiego – oprócz „samodzielnych prób na wsi i w domu (nie licząc lekcji rysunków w gimnazjum rosyjskim, gdzie ponoć celował w robieniu trafnych i śmiesznych karykatur)”. W czasie studiów w Akademii krakowskiej mieszkał nie w centrum miasta, lecz na przedmieściu Krakowa – Dębnikach, a potem pod Krakowem, na Czerwonym Prądniku

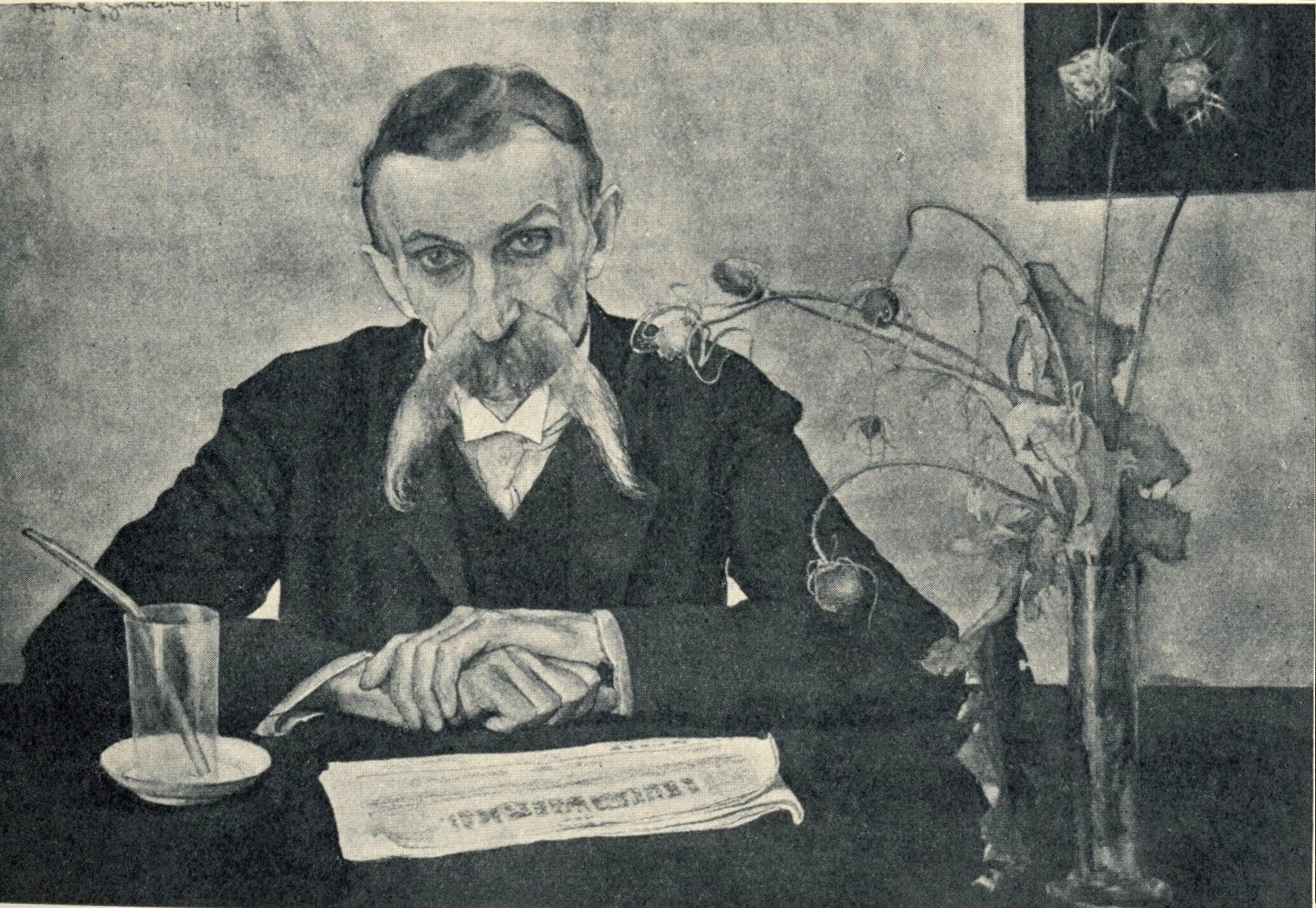
Portret ojca artysty z ostami akwarela namalowana w Warszawie w 1907 roku

Lata szkolne 1903/1904 i 1904/1905 artysta spędził, najpierw w szkole Floriana Cynka, wieloletniego profesora rysunków i sumiennego pedagoga, a następnie w klasie malarstwa Józefa Mehoffera. Fakty znane z jego biografii świadczą o jego równoczesnej, daleko posuniętej, samodzielności już w okresie studiów. Podobnie bowiem, jak w Warszawie – również w Krakowie pracował przede wszystkim sam, „na uboczu i po swojemu” i tylko, co jakiś czas przywoził swe studia do korekty profesorom. Mimo swej indywidualistycznej, samodzielnej postawy otrzymywał dobre oceny, a nawet został nagrodzony na jednym z wewnętrznych konkursów prac uczniowskich.

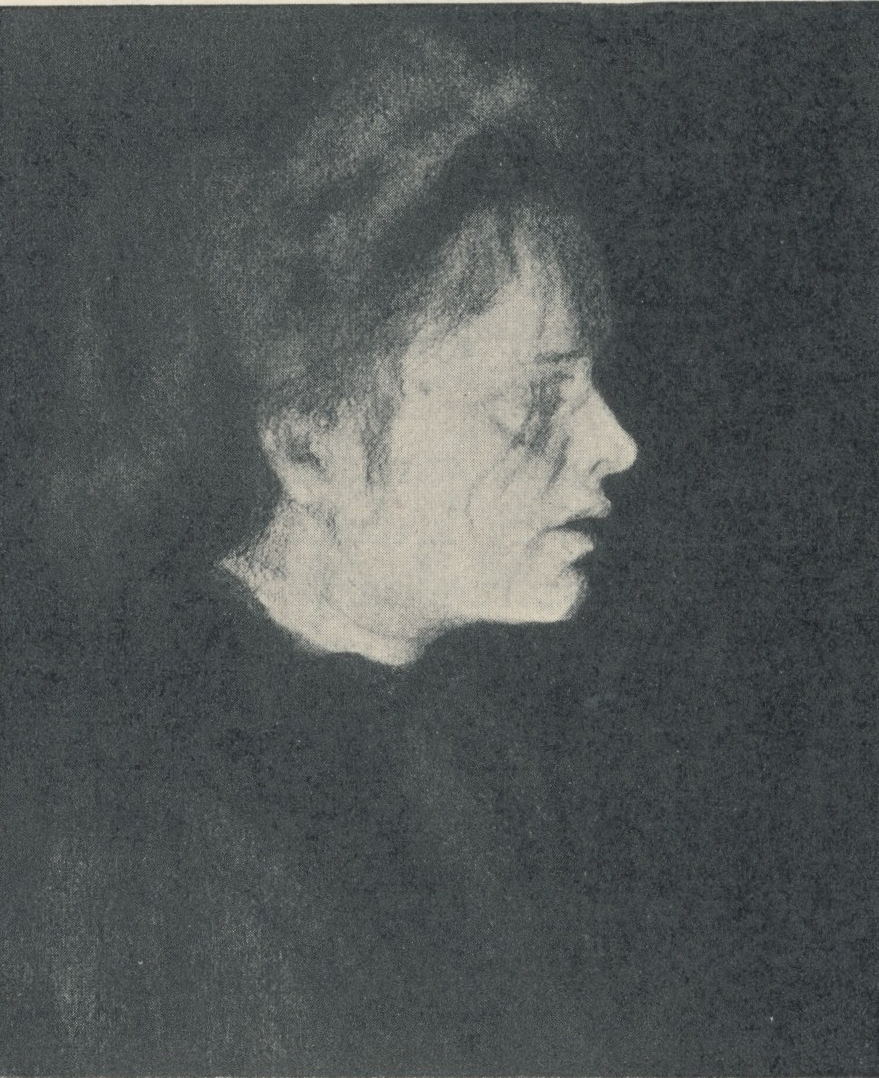
Studium portretowe Pani S. rysunek węglem z lat 1906–1907 wykonany w Warszawie

Okres studiów krakowskich był w biografii artysty okresem szybkiego dojrzewania, do czego przyczyniła się – oprócz samych studiów – panująca w ówczesnym Krakowie atmosfera twórcza. Szczególne znaczenie miały wtedy dla Grombeckiego, największą radość i pożytek przynosiły mu wystawy w Towarzystwie Przyjaciół Sztuk Pięknych. Okres ten był dla niego bardzo istotny również ze względu na podjętą na wiosnę 1905 roku podróż do Włoch – bardzo skądinąd malowniczą i świadczącą o niezwykłej, niezłomnej determinacji poznania tej ojczyzny artystów i sztuki. Odbył bowiem wówczas – mimo swej raczej słabej konstytucji fizycznej, z pojedynczym tylko towarzyszem – wielomiesięczną pieszą wycieczkę z Krakowa przez Zakopane, Słowację, Morawy (Pilzno), Czechy (Pragę), Bawarię (Monachium), Tyrol (wtedy bawarski), Tyrol austriacki i włoski do Włoch.

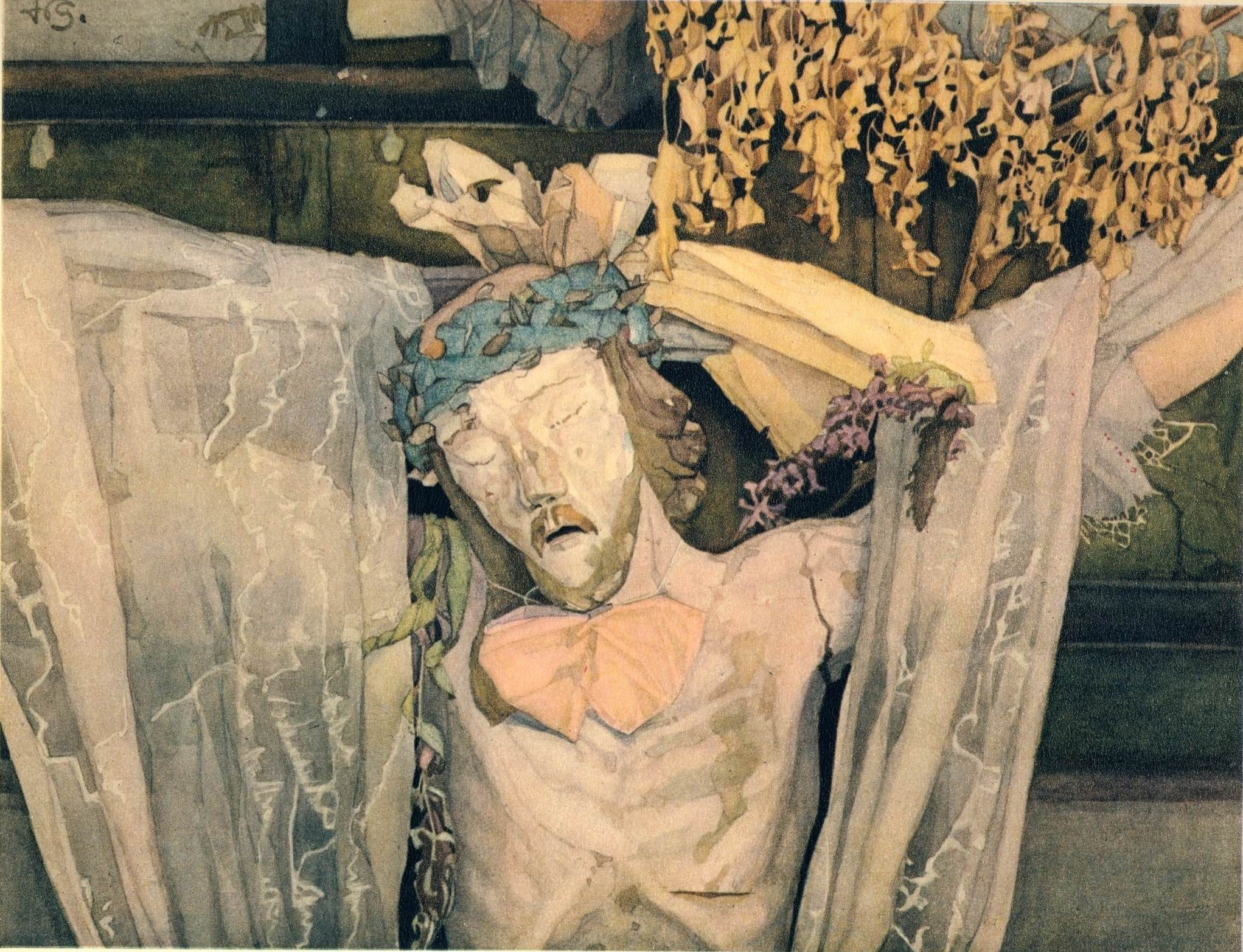
Modlitwa chłopska akwarela z 1909 roku z Rybiniszek

W swej późniejszej (z 1926 roku) autobiograficznej notatce (przeznaczonej dla jednego z paryskich krytyków sztuki) pisał artysta o tej wyprawie: „oglądając Wenecję, Padwę, Bolonię, Sienę, Ferrarę, Florencję, przybyliśmy do Rzymu, wciąż zwiedzając i rysując”.
Kilkumiesięczny bezpośredni kontakt ze znakomitym dorobkiem artystycznym Italii, z pomnikami sztuki średniowiecza, renesansu i baroku wyzwolił i utrwalił w świadomości artysty głęboki szacunek dla mistrzów przeszłości i umocnił jego przekonanie o szlachetnym posłannictwie artysty.

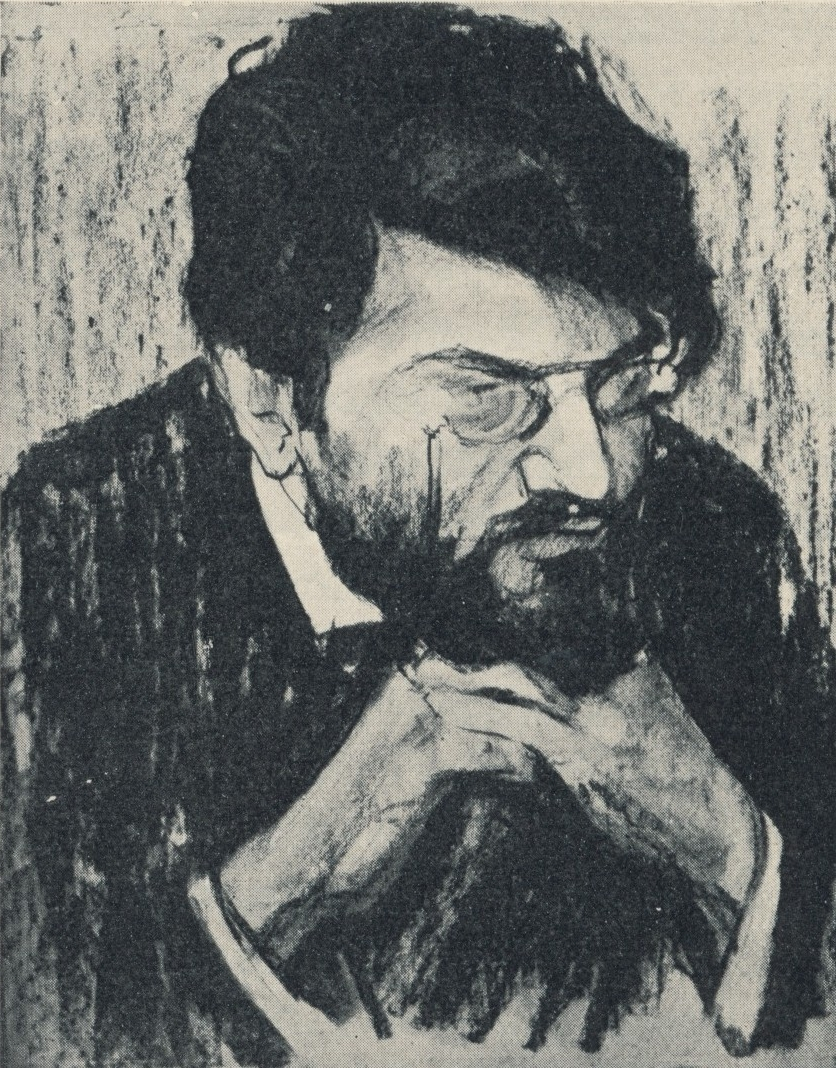
Studium portretowe Pana L. rysunek węglem wykonany w Warszawie w latach 1906–1907

Kończąc wyprawę do Włoch wrócił Grombecki przez Kraków do Warszawy, gdzie osiadł na stałe i jesienią 1906 roku ożenił się. Mimo panującej tam wówczas – w porównaniu z bogactwem życia artystycznego Krakowa – prowincjonalnej atmosfery, był to w życiu Grombeckiego początek kilkuletniego dynamicznego, twórczego rozwoju. Wyrażał się on w zmianach konstrukcji obrazów, w pogłębieniu i wysubtelnieniu ich wyrazu. Czerpał on w tym wczesnym okresie swej twórczości wiele z doświadczeń nabytych w młodopolskim Krakowie wchłaniając powszechne tam tendencje ekspresjonistyczne i dekoracyjno-stylizacyjne. W jego pracach coraz częściej pojawiał się kontur delikatnie wypełniony przy pomocy akwareli kolorem. W malarstwie portretowym Grombeckiego przejawiły się wtedy wyraźnie – powszechne na gruncie europejskim – tendencje anty-naturalistyczne, a szczególnie dążność do podkreślenia fizjonomii modela, kosztem jego strony materialno-cielesnej.
Po-krakowski okres twórczości artysty skończył się z upływem roku 1908.

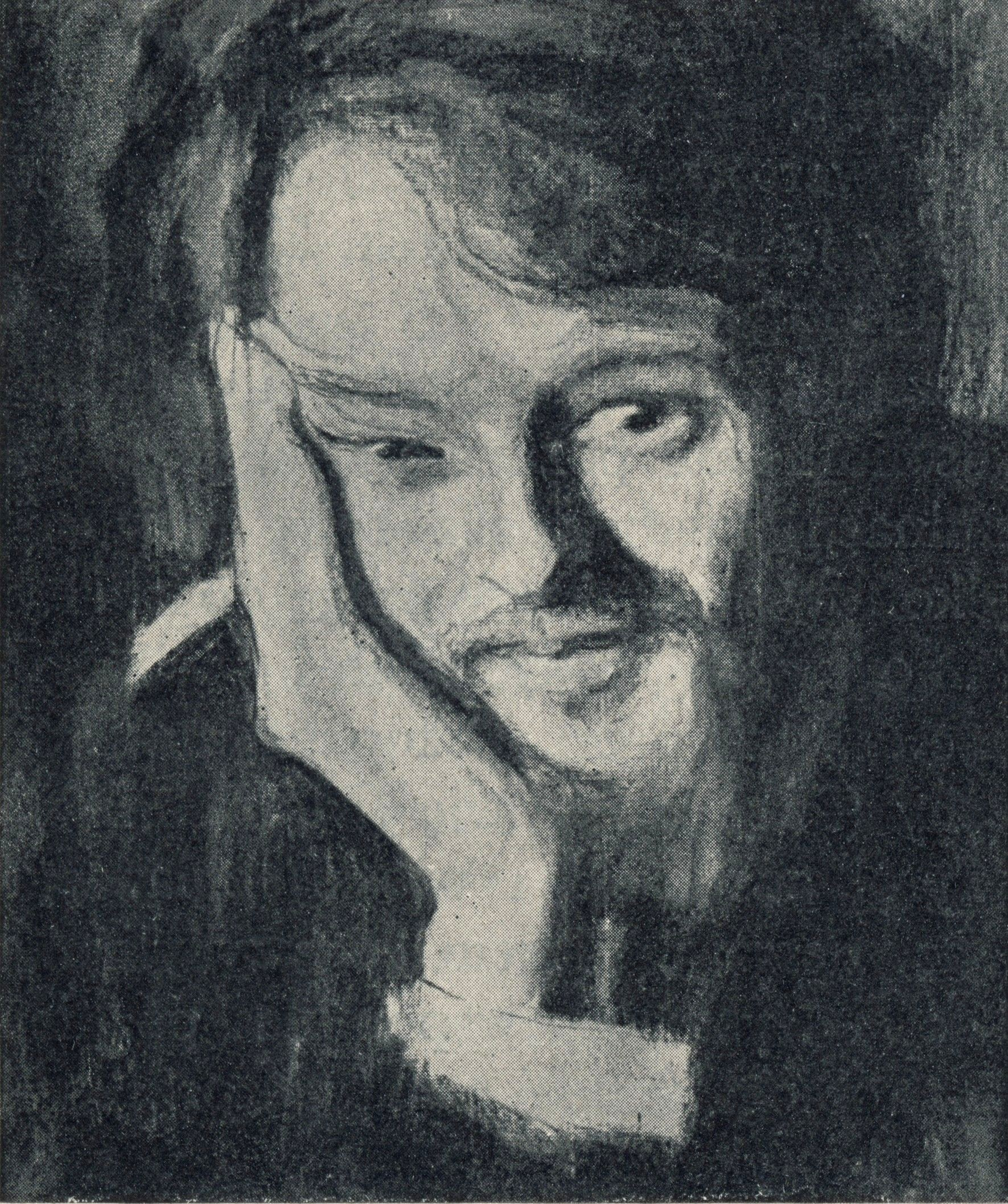
Studium portretowe Pana E. z lat 1906–1907

Lata następne – 1909–1913 – to okres „krystalizacji”, w którym istotne miejsce zajmuje dążenie do doskonalenia warsztatu twórczego, zwłaszcza nacisk na rzetelność wykonania pracy, a także na jakość użytych materiałów. Odtąd jest to jego trwałe, ustawiczne dążenie, wyraźnie dostrzegalne w pracach z następnych lat.
Dziesięciolecie 1913–1923 to okres rozkwitu twórczości Grombeckiego. Charakteryzuje go wytężona praca zarówno nad wizerunkiem człowieka, jak i nad krajobrazem. Wspomniane lata artysta spędził w kraju wyjeżdżając z Warszawy głównie na wakacyjne plenery. I tak w miesiącach letnich w latach 1913 i 1914 – przybywał w Druskiennikach, w latach 1916–1920 w Woli Rafałowskiej, w następnym 1921 roku – w Żegiestowie i na Kurpiowszczyźnie. Grombecki czuł się dobrze w środowisku wiejskim znajdując z nim łatwo płaszczyznę porozumienia i nawiązując emocjonalną więź sympatii z „szarym”, „prostym” człowiekiem. Znajduje to wyraz w tematyce jego twórczości i w treści jego obrazów (zob.dalszy ciąg niniejszego artykułu: „Twórczość”)
Rok 1921 przyniósł Grombeckiemu uznanie jego pracy i talentu na forum międzynarodowym – został bowiem członkiem prestiżowego Societe Nationale des Beaux Arts – za wystawiony w tymże roku w Paryżu na Salonie owego Towarzystwa „Portret Ojca”. Eksponował tam swe prace i później podczas podróży do Francji w 1927 roku na dorocznym Salonie tego Towarzystwa – już jako jego członek – spotykając się z pochlebnymi recenzjami w latach 1926 (obrazy: „Diabli młyn” i „Portret Pani Sabiny T.”) i w 1927 roku („Pejzaż patetyczny” i „Portret chłopca z zabawkami”).

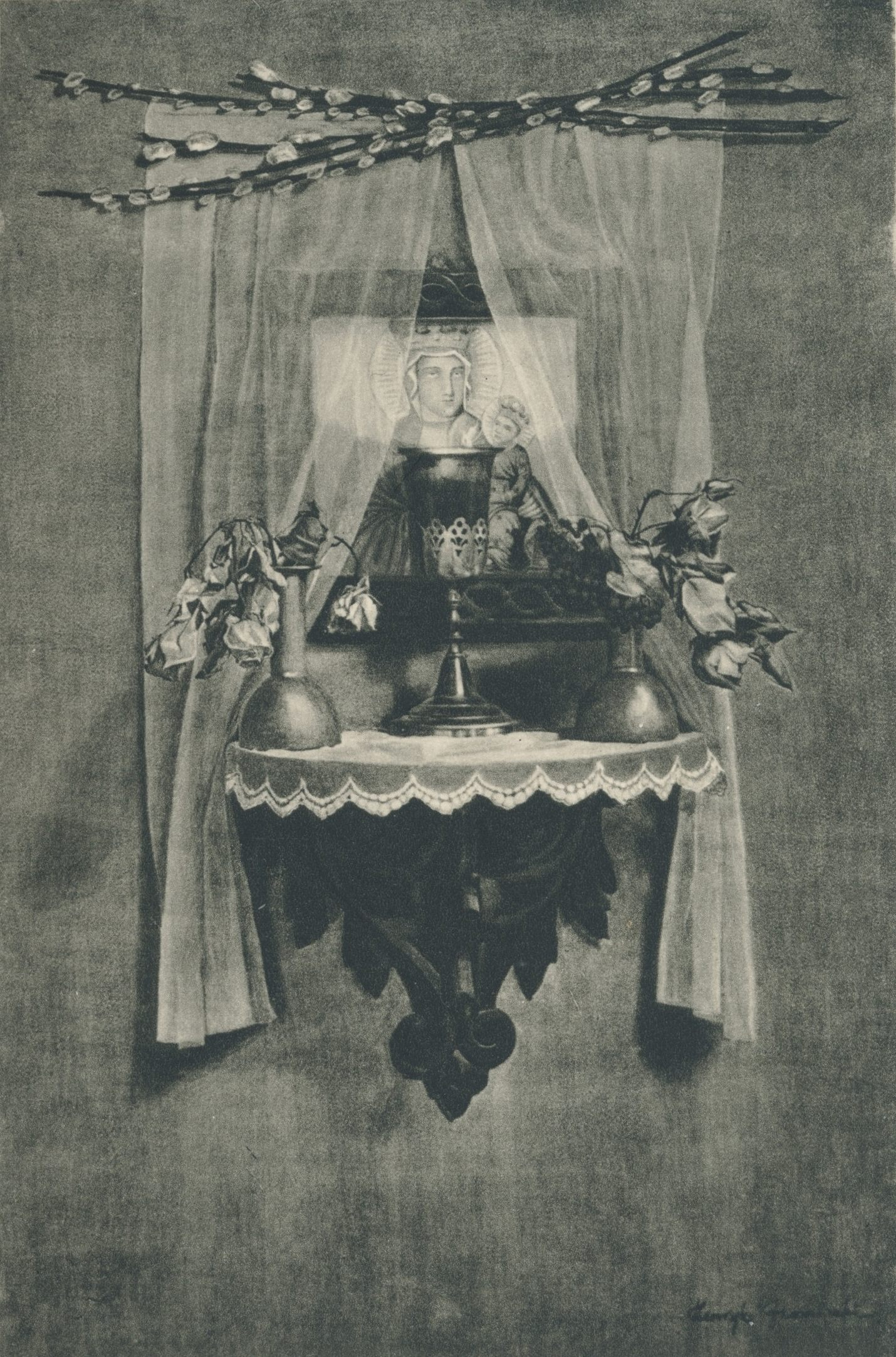
Pamięci naszych babek akwarela namalowana w 1911 roku w Warszawie

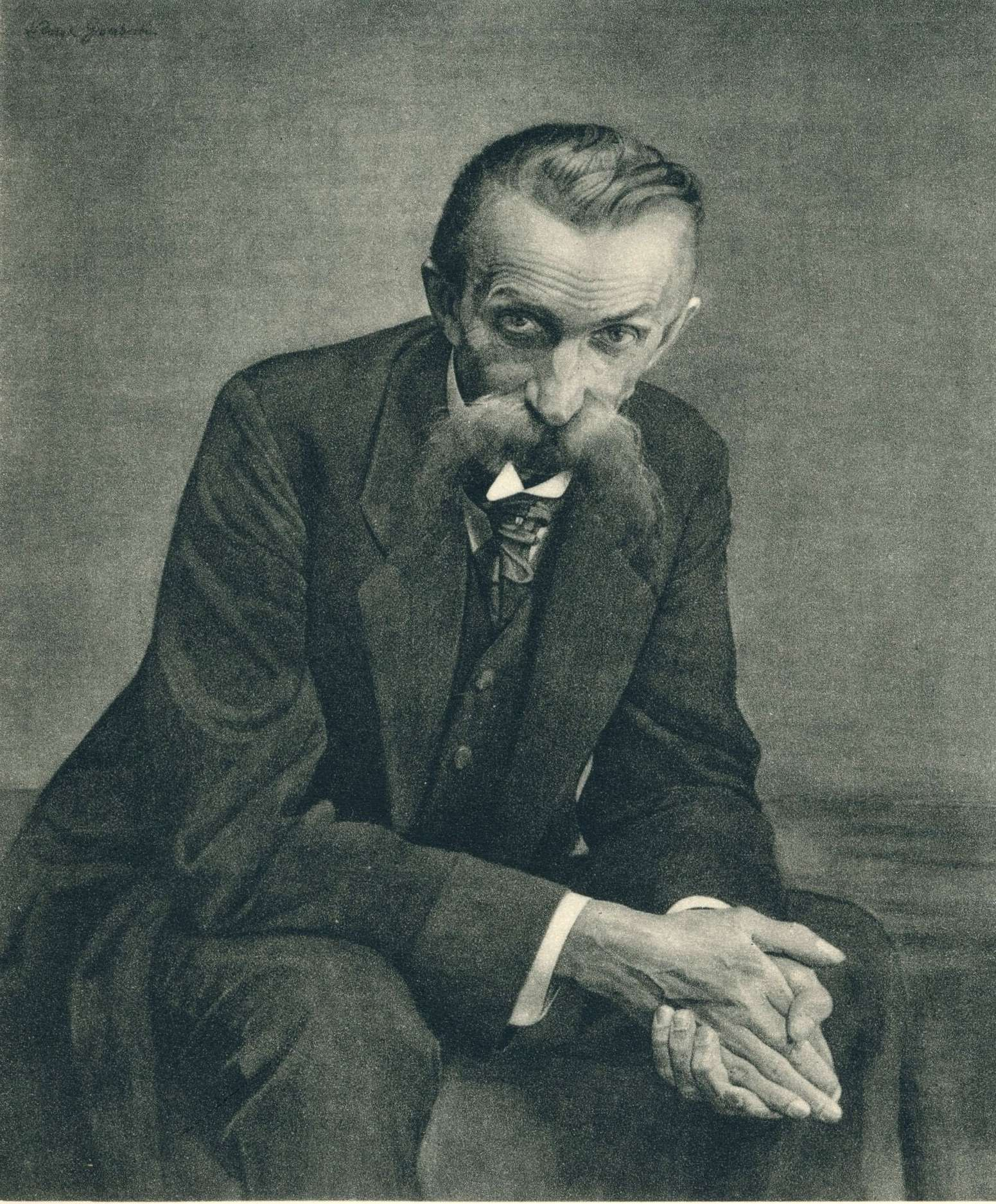
Portret ojca artysty, akwarela z 1913 roku malowana w Warszawie

Po roku 1923 artysta intensywnie angażuje się w rozwiązywanie problemów społecznych i organizacyjnych ówczesnego środowiska polskich artystów plastyków, co częściowo odbywało się kosztem jego twórczości. Już wcześniej w 1921 roku brał czynny udział w zakładaniu Kooperatywy Polskich Artystów Plastyków, która początkowo zajmowała się sprzedażą obrazów, a od 1923 roku stała się centralą zaopatrzenia w tanie materiały i przybory malarskie. Jego aktywność w tym okresie była rozległa, wielowymiarowa. Jej przykładem może być urządzenie w 1922 roku wielkiej loterii dzieł sztuki, której dochody wspomogły wspomnianą Kooperatywę, innym przykładem z tego samego roku jest opracowanie projektu opieki społecznej nad środowiskiem artystów. Przewidywał on powszechną dobrowolną dotację na potrzeby tego środowiska (między innymi na zakupy, stypendia, zaopatrzenie bibliotek w specjalistyczne księgozbiory). Jeszcze innym przykładem jest jego zaangażowanie w 1923 roku w sporze między artystami i Komitetem Towarzystwa Zachęty Sztuk Pięknych, a szczególnie wydanie własnym kosztem dwu broszur poświęconych sprawie bojkotu Zachęty przez artystów. O jego aktywnej działalności na rzecz środowiska ludzi sztuki świadczy jego publicystyka z 1924 roku dotycząca ówczesnej krytyki artystycznej. Była to seria artykułów pod wspólnym tytułem: „Z kart zgubionego szkicownika” w Rzeczypospolitej, w których zawarł wiele gorzkich uwag pod adresem krytyków i stosowanych przez nich kryteriów oceny dzieł sztuki. W tymże roku brał udział w komisji statutowej powołującej Związek Zawodowy Polskich Artystów Plastyków, a następnie uczestniczył w jury wystaw związkowych.

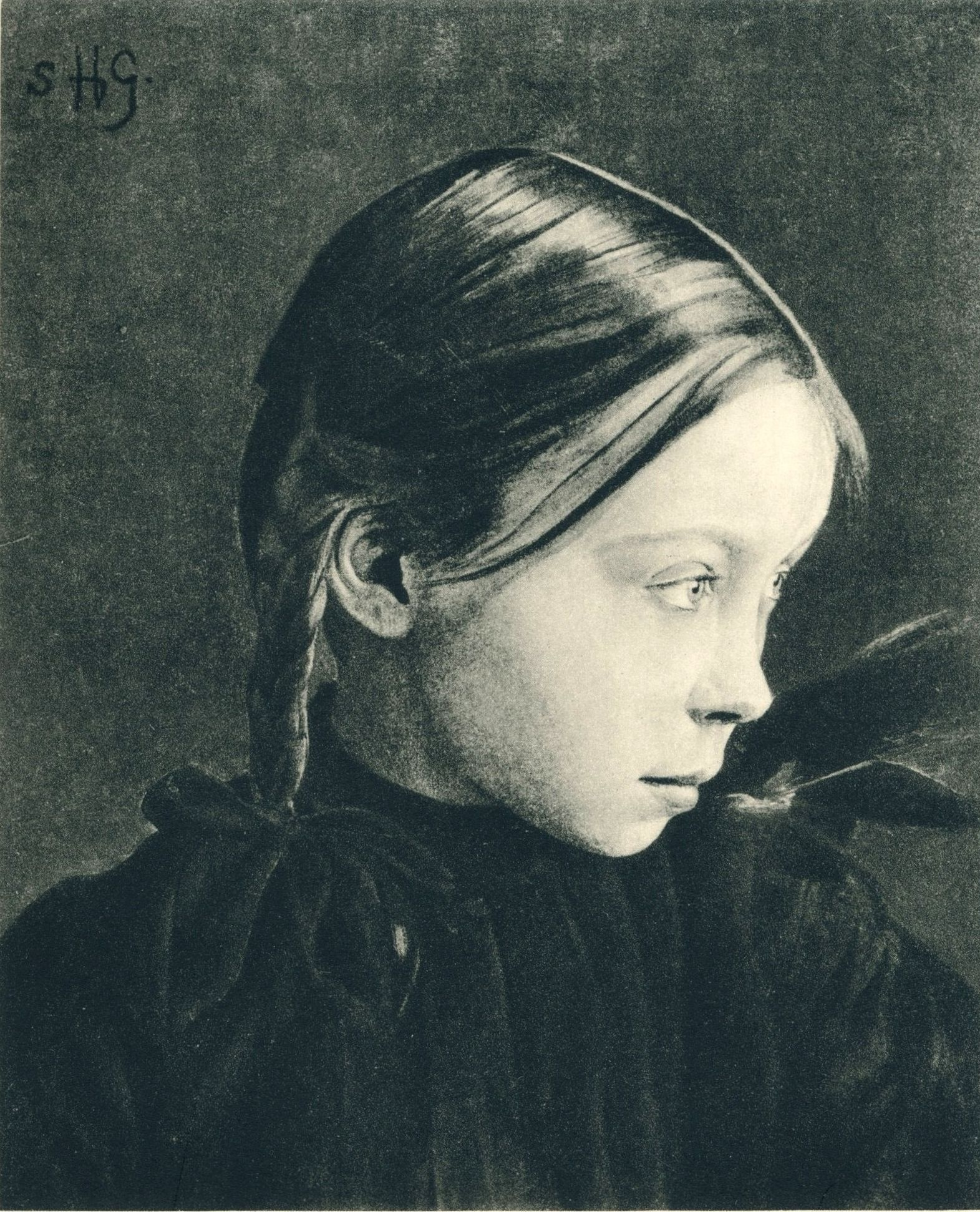
Stasia, akwarelowe studium portretowe dziewczynki z warkoczykiem z 1913 roku

Wakacje 1927 roku spędził Grombecki we Francji. Jest to pierwsza jego podróż zagraniczna po młodzieńczej wyprawie do Włoch w 1905 roku. Czerwiec i część lipca upłynęły mu w Paryżu. Przeżywał wtedy nowe, cenne dla jego twórczości doświadczenia ze względu na dostęp do licznych ekspozycji muzealnych, księgarń i wydawnictw. Oprócz Paryża odwiedził w tymże roku również Normandię i Bretanię zatrzymując swą uwagę zwłaszcza na Opactwie na Mont Saint-Michel. Wywarło ono na artyście silne wrażenie, które zapragnął utrwalić w formie wizji plastycznej o wieloznacznym symbolicznym, metaforycznym znaczeniu („żywioł”, „ludzkość” „ideały”). Przedsięwzięcia tego jednak nie zrealizował widząc ryzyko „spłycenia”, „trywializacji” swej pierwotnej koncepcji. Podążył dalej w poszukiwaniu „prawdziwego” morza”. Nadzieja na jego znalezienie na wyspie d'Oleron, dokąd wkrótce, jeszcze w 1927 roku, wyruszył, nie sprawdziła się. Spełniła się dopiero w Biarritz w następnej podróży do Francji w 1928 roku. Jednak ostatecznie zaplanowanej w Opactwie i już częściowo zaawansowanej kompozycji nie doprowadził do końca, nie znajdując odpowiednich ku temu środków malarskich. Wspomniana druga podróż zagraniczna artysty – przez Austrię, Szwajcarię, Włochy do południowej Francji – zaprowadziła go do Lourdes, gdzie szkicował kompozycje podobne do projektowanych na Mont Saint-Michel

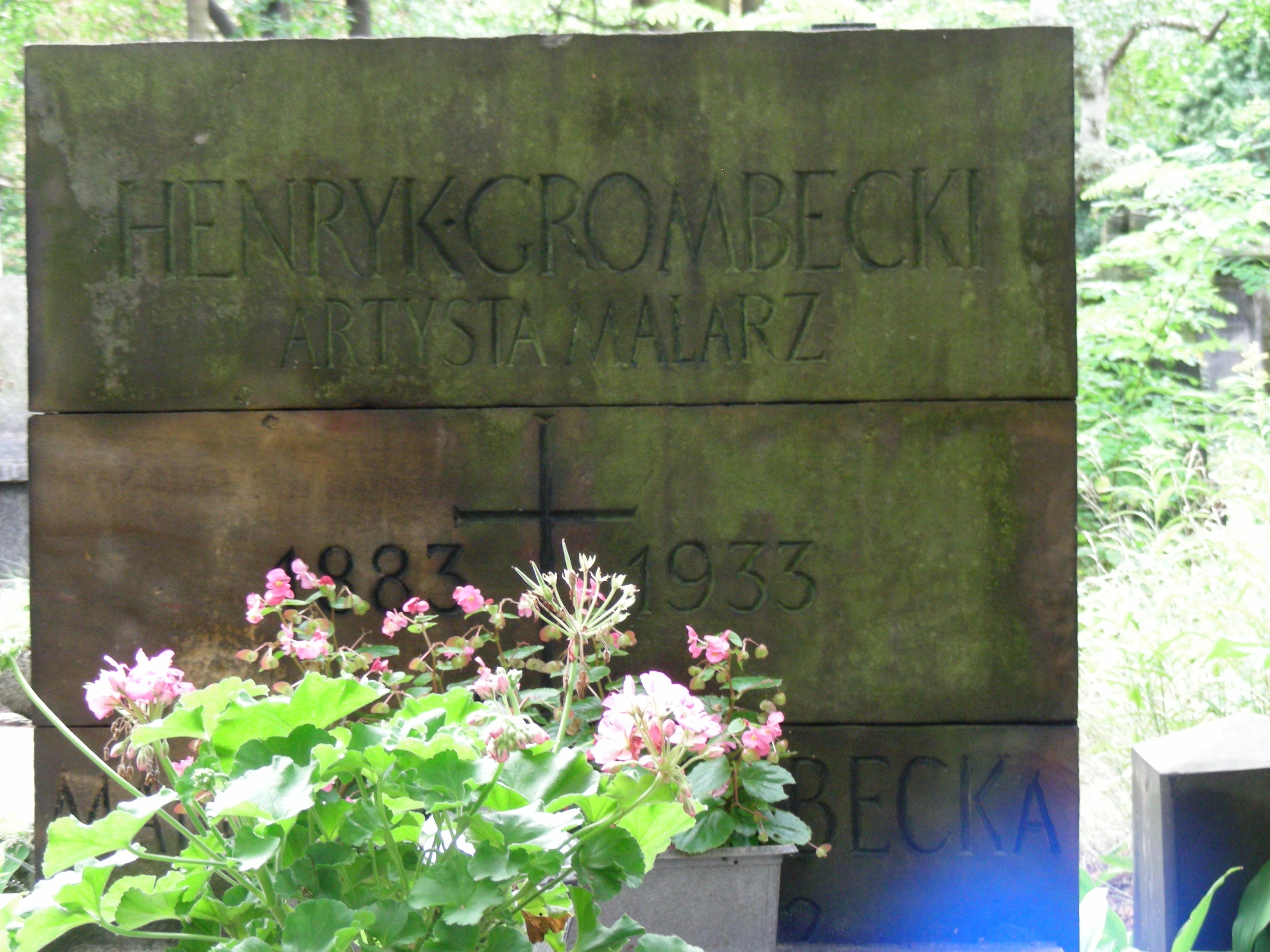
Nagrobek Henryka Grombeckiego na cmentarzu Stare Powązki w Warszawie, kwat.197, rząd 1, miejsce 16, zdjęcie z 17 sierpnia 2008

Kontynuując w 1927 roku swą aktywność społecznikowską – objął funkcję prezesa Komitetu Tymczasowego na Ogólnopolskim Zjeździe Plastyków i wiosną tegoż roku doprowadził do zaakceptowania opracowanego przez siebie Statutu Towarzystwa Polskich Artystów Plastyków „Rewja”. Ponadto bardzo istotną zasługą Grombeckiego dla środowiska sztuki polskiej jest jego czynny udział (w 1930 roku) w utworzeniu i w późniejszym rozwoju Instytutu Propagandy Sztuki – (IPS).
W końcowych latach życia – począwszy od 1931 roku artysta zrezygnował z wystąpień publicznych, a nawet z udziału w ekspozycjach malarstwa by ograniczyć się do twórczości artystycznej.
Śmierć artysty nastąpiła 11 stycznia 1933 roku. Jego grób znajduje się na warszawskim cmentarzu „Stare Powązki”, kwat.197, rząd 1, miejsce 16 (zob. ilustracja).

## Twórczość
Na spuściznę po Henryku Grombeckim – według badań przeprowadzonych w pierwszych latach po jego śmierci – składały się prace w liczbie nieco ponad 250. Jego dorobek twórczy można podzielić według kilku – przynajmniej trzech – kryteriów: chronologii, formy i techniki artystycznej oraz tematyki (treści). W twórczości Grombeckiego dominuje akwarela, mimo to kilka swych czołowych prac wykonał techniką olejną (przykładami są obrazy: „Nędzarka” z 1916 roku, „Ojciec Józef” z 1918 roku, „Bartłomiej Sztosik” z lat 1917–1918, „Portret pani Sabiny T.” z 1925 roku) W poniższym przeglądzie przyjęto układ chronologiczny, nawiązujący do życiorysu artysty. Grombecki w ogromnej większości przypadków, poza nielicznymi wyjątkami, nie datował swych prac, co – jak podkreślił autor jego monografii – sprawia trudności przy dokładnym ustalaniu czasu ich powstania. Nie wyklucza to jednak wyodrębnienia w jego twórczości kilku okresów.

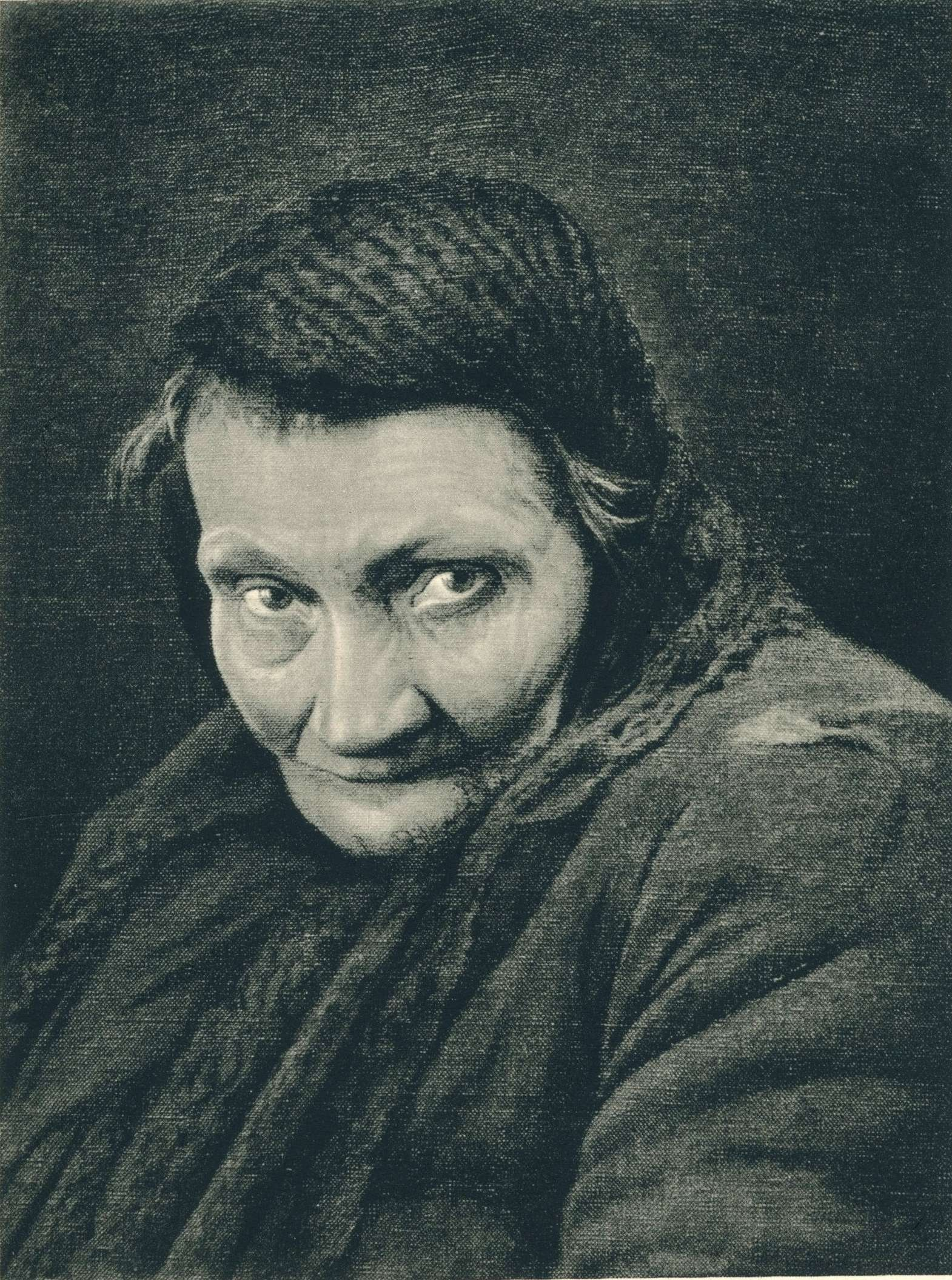
Nędzarka, portret olejny z 1916 roku

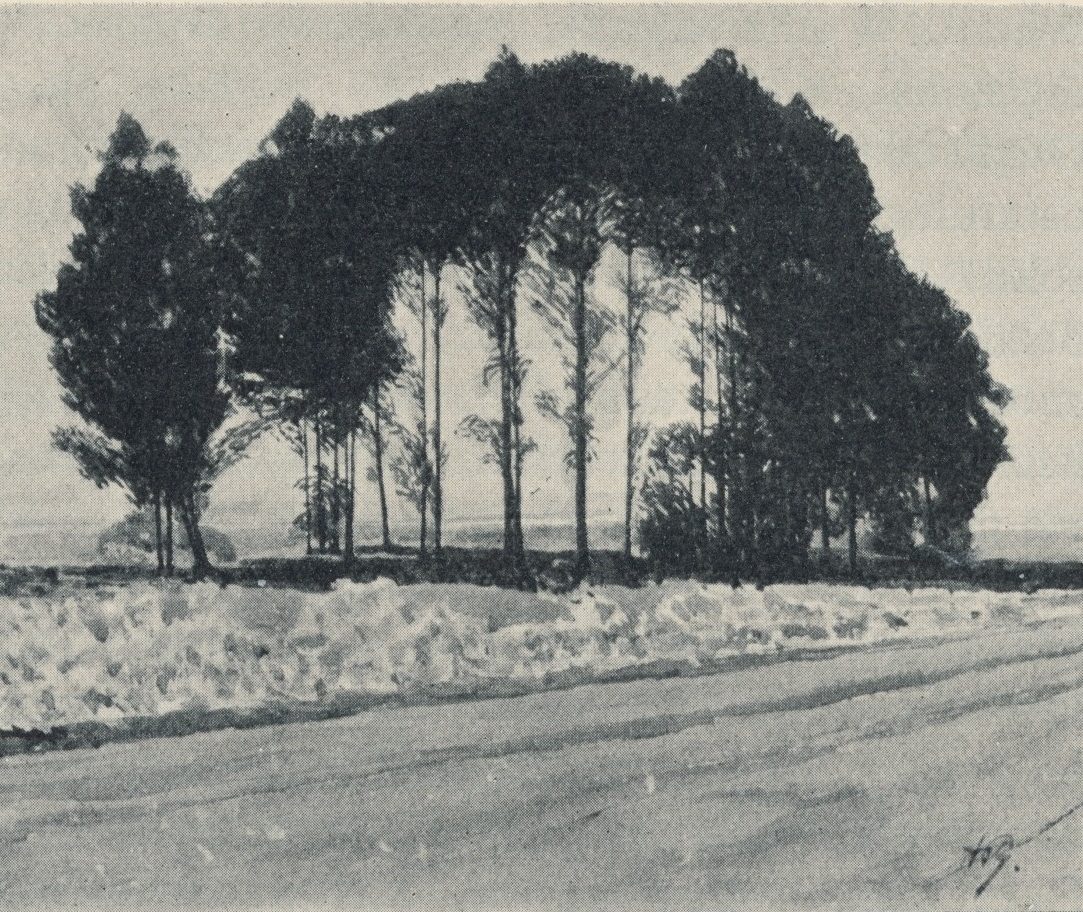
Poranek, akwarela malowana we wsi Wola Rafałowska w 1916 roku

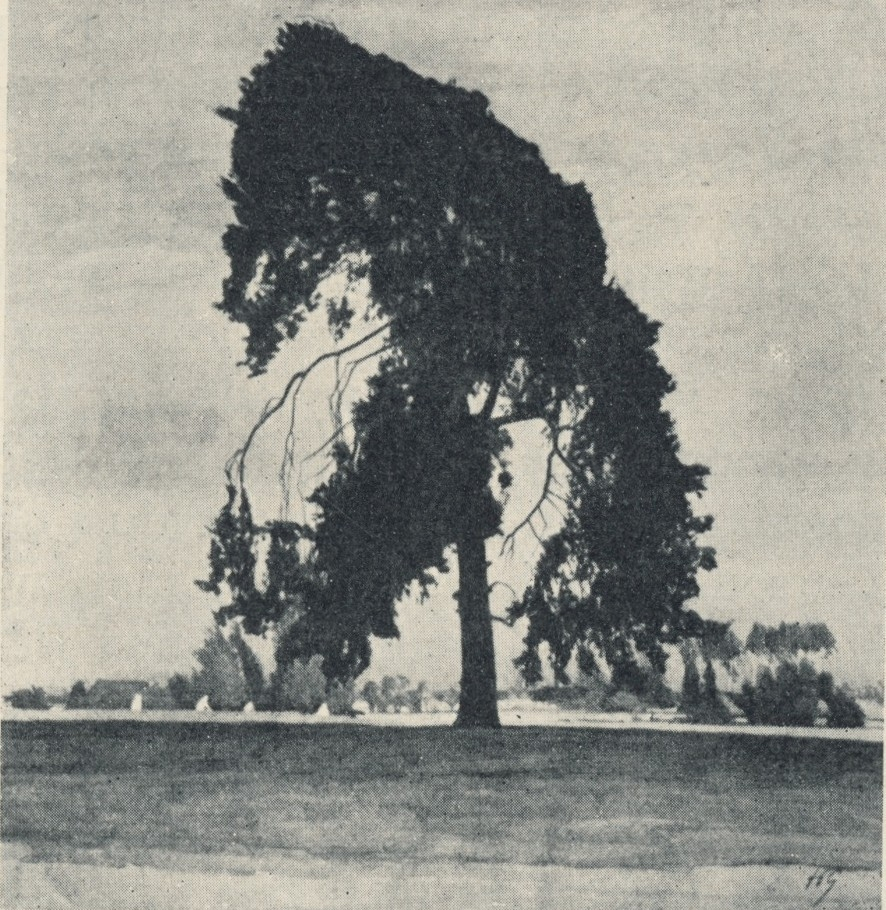
Sosna, akwarela z Woli Rafałowskiej z 1916 roku

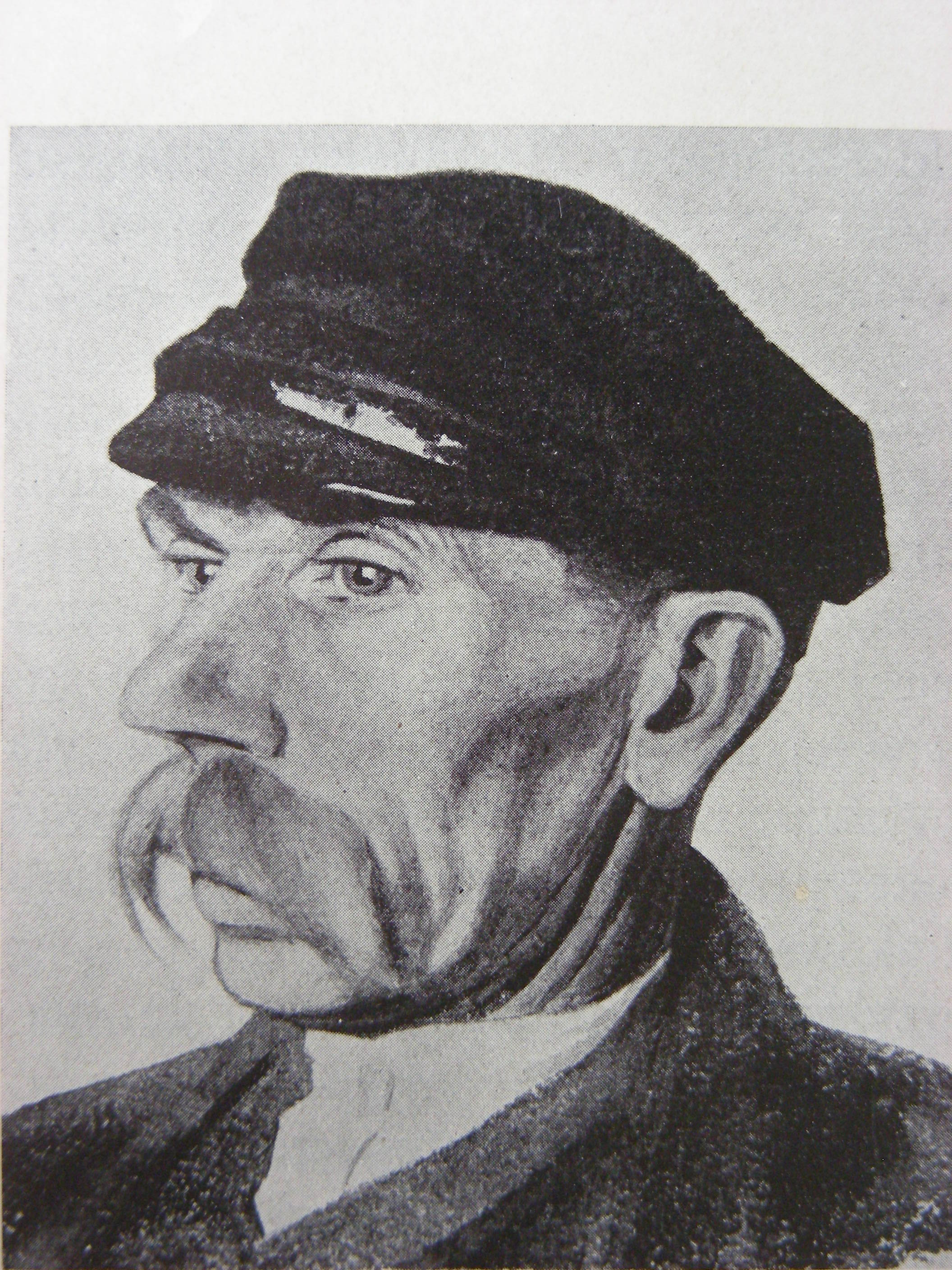
Jeziórski, portret gospodarza, u którego zamieszkiwał artysta w Woli Rafałowskiej, akwarela z lat 1916–1920

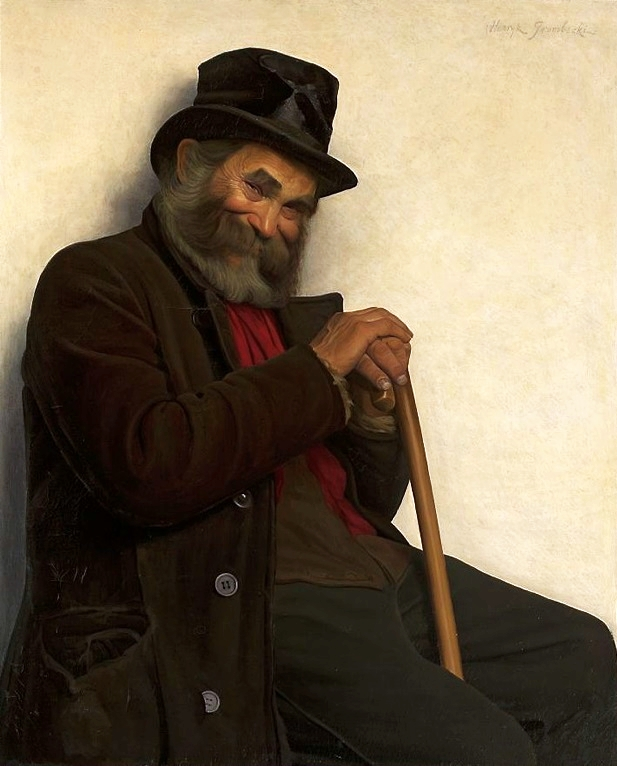
Bartłomiej Sztosik, portret olejny z okresu 1917–1918 (malowany w Warszawie)

Najwcześniejszy okres był zbieżny z jego studiami w latach 1903–1905 na Akademii Sztuk Pięknych w Krakowie. Działalność twórcza Grombeckiego rozpoczęła się bowiem wraz z podjęciem przez niego w 1903 roku studiów, jednak z tego najwcześniejszego okresu przetrwał (według stanu sprzed II wojny światowej) tylko jego autoportret w lusterku z około 1904 roku – najdawniejsza ze znanych jego prac. Jest to zarazem jedyny jego autoportret. Pozostałe swe prace z tego okresu (między innymi swój drugi autoportret) zniszczył artysta na kilka lat przed śmiercią.
Młodzieńcze lata 1906–1908 – po ukończeniu studiów i powrocie do Warszawy – to okres bezpośrednich wpływów uczelni i krakowskiego środowiska artystycznego, ale również niezwykle dynamicznego rozwoju. Dominują wtedy studia portretowe węglem świadczące o zdolności artysty do bystrej obserwacji i zarazem wyróżniające się silnie przemawiającą bezpośrednią, ostrą charakterystyką fizjonomii i psychologii modela. Należą do nich studia portretowe między innymi: żony, pani S., pana E., Pana L. (powtórzone dwukrotnie) – tworzone zwykle „jednym zamachem” podczas krótkich, nie dłuższych niż godzinne seansów. Z tego okresu (1907) pochodzą również ilustracje – karykatury (zamieszczane głównie dla podreperowania finansów artysty) w wydawanym w Warszawie Tygodniku Satyryczno-Literackim „Zygzaki”. Z tego roku pochodzi także pojedynczy obraz zatytułowany „Anemony”, wystawiony w Zachęcie w kwietniu 1908 roku wspólnie z grupą artystów polskich „Odłam”. Natomiast szczególne miejsce w jego twórczości, w tych i późniejszych latach zajmują studia portretowe ojca, wielokrotnie powtarzane w różnym jego wieku – jako dowód niezwykle bliskiej emocjonalnej więzi syna z ojcem. Wśród nich z omawianego okresu pochodzi „Portret ojca z ostami”, malowany w Warszawie, wystawiony w Zachęcie na II wystawie grupy malarzy „Odłam” w kwietniu 1908 roku, sygnowany i datowany (wyjątkowo) „Henryk Grombecki 1907”.

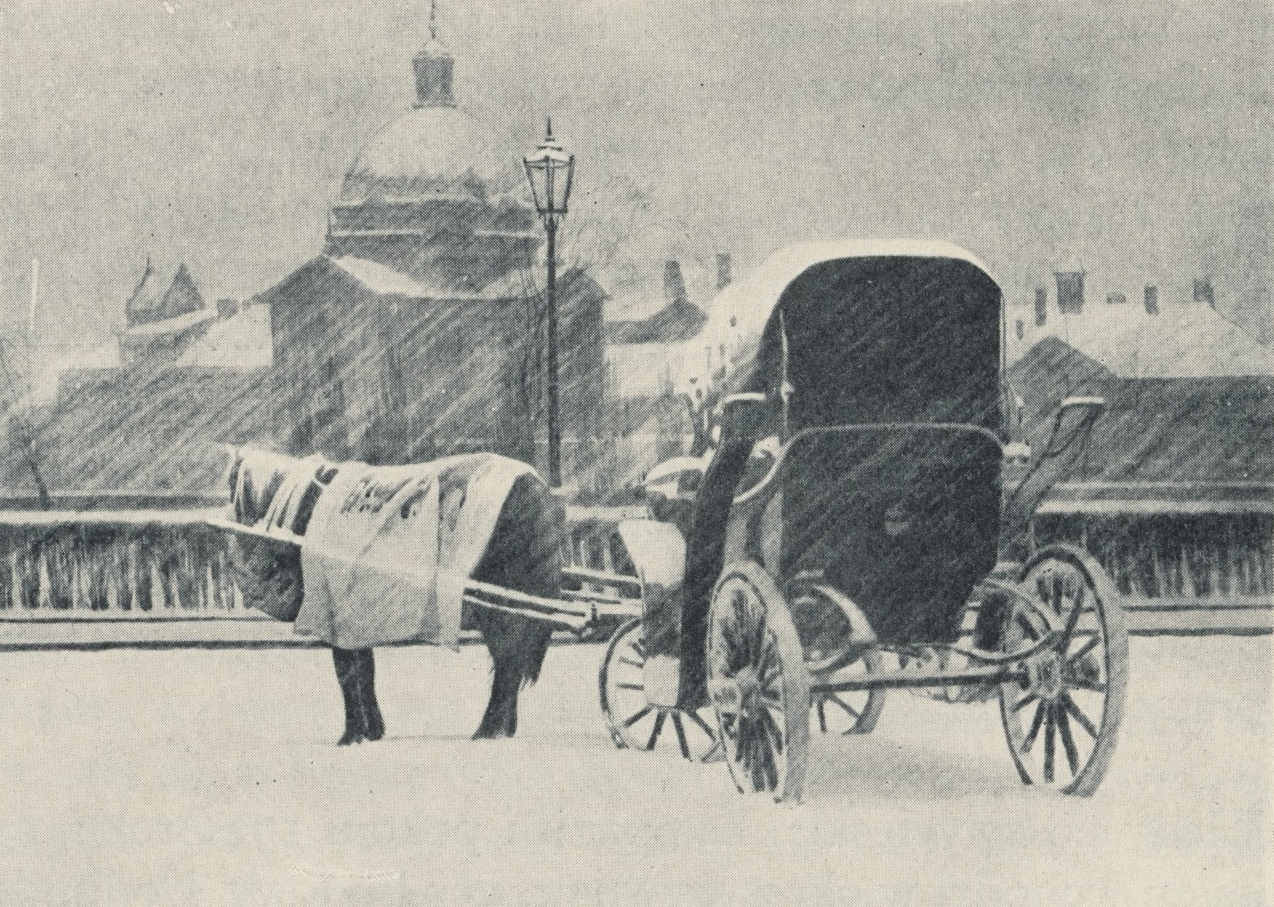
Dorożka, akwarela z 1919 roku (malowana w Warszawie)

Na lata od 1909 do 1913 przypada w twórczości Grombeckiego okres „krystalizacji”, w którym dominuje akwarela, ale występują także prace olejne i rysunki. Są one wynikiem przekształceń, jakie następowały w tym czasie w twórczej sylwetce i światopoglądzie artysty. Kładzie on odtąd szczególny nacisk na rzetelność i trwałość wykonania swych prac. Ta zmiana punktu widzenia doprowadziła go do swoistej samokrytyki i do zniszczenia wielu ciekawych i wartościowych studiów z poprzednich lat po-krakowskich.

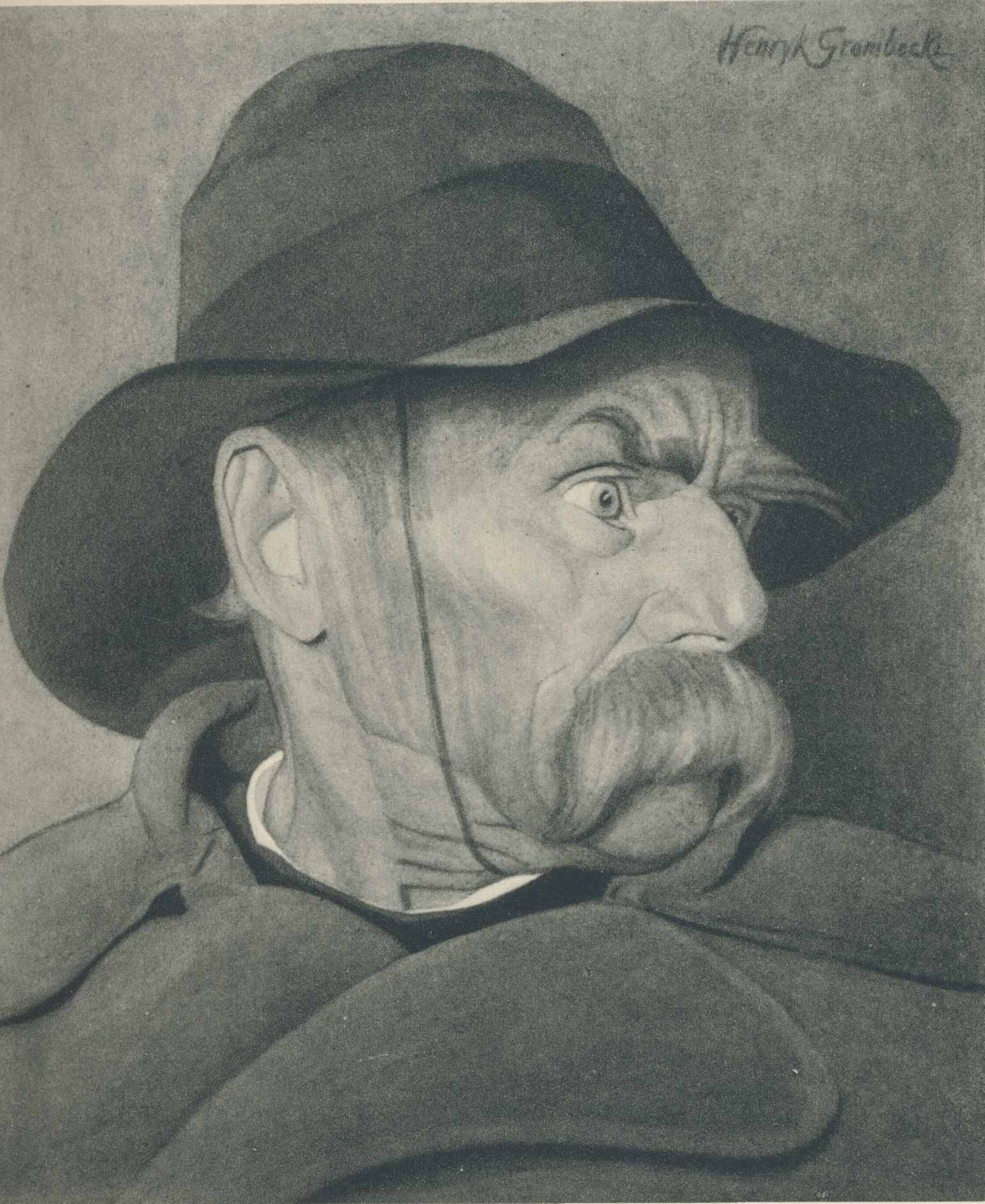
Orliński – portret akwarelowy z Woli Rafałowskiej z 1920 roku

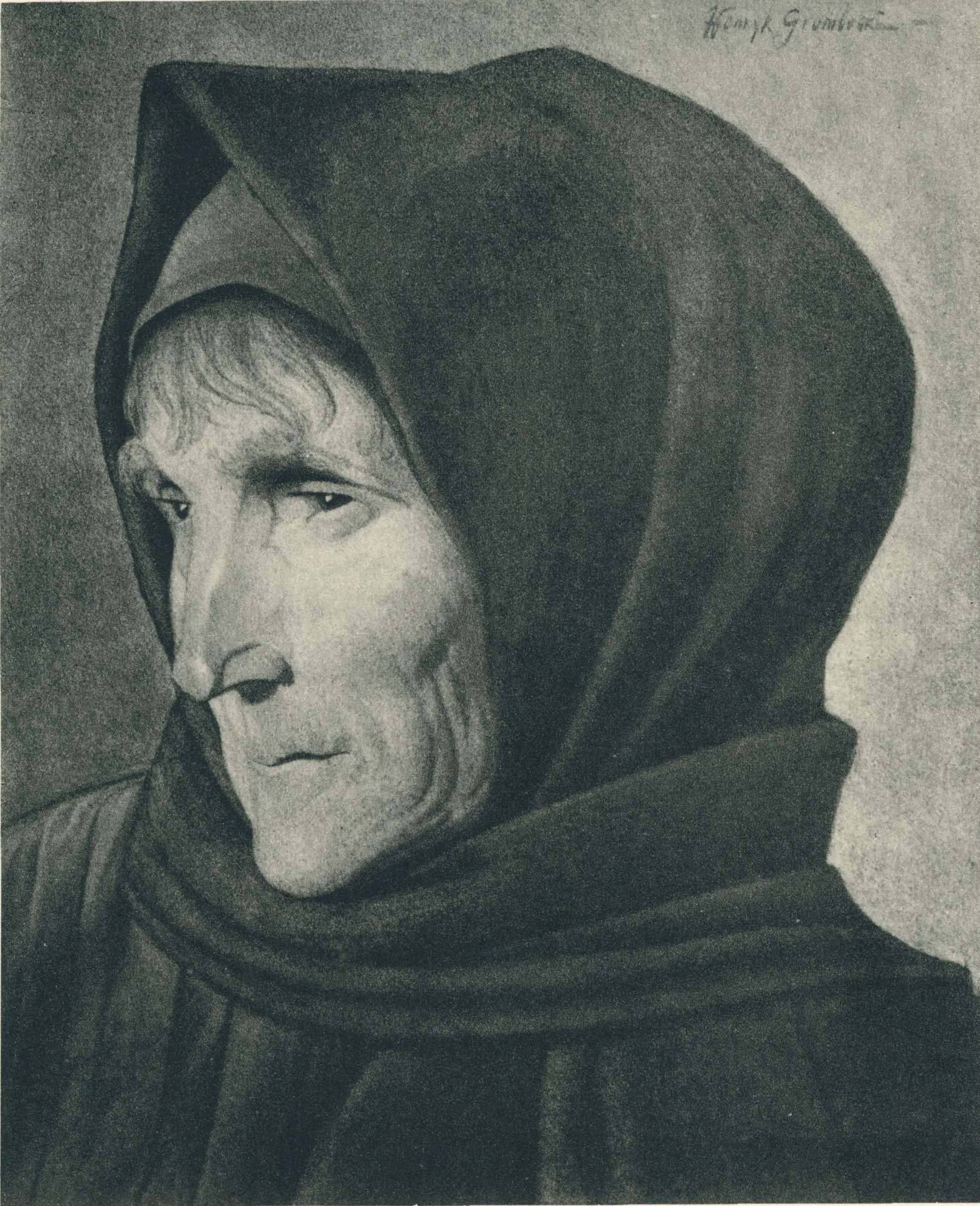
Anastazja akwarela z 1920 roku malowana we wsi Wola Rafałowska

Wśród prac z okresu „krystalizacji” na uwagę zasługuje akwarela zatytułowana „Modlitwa chłopska”, chociaż namalowana w 1909 roku (w Rybiniszkach) – jednak bliska jeszcze pracom z minionych lat po-krakowskich. Jest to – jak napisał autor monografii artysty – „obraz wzruszający dziwną harmonią przestylizowanych kształtów, subtelnie odczutym kolorytem różu, chromu, zieleni i prawdziwym, wiernym wyrazem zafrasowanego na śmierć oblicza Zbawiciela. Artysta zachował tutaj przejrzystość i lekkość techniki akwarelowej – realizm szczegółów podporządkował całości, tworzonej z wyraźną ideą skomponowania wybranego fragmentu. Materiał drewnianej figury Ukrzyżowanego podkreślił jeszcze swą konstruktywną formą stylizacyjne zalety pracy. Obraz jest równocześnie szczęśliwym rozwiązaniem zagadnienia nastroju.”
Na wyróżnienie zasługuje także odrębna grupa prac głównie z lat 1911–1912, a niekiedy też z 1914 i 1915, na którą składają się studia typów ludzkich – „ludowych i ulicznych” – wykonane techniką akwarelową. Artysta podkreślał w nich specyficzny koloryt i malowniczość postaci. Świadczą one o trwających wciąż w jego twórczości tendencjach realistycznych. Należą do nich między innymi obrazy: akwarela „Druciarz” (malowana w Warszawie w latach 1911–1912), zaś z 1912 roku prace akwarelowe malowane w Klarysewie pod Warszawą: „Dziad białoruski I”, „Dziad białoruski II”, rysunek ołówkiem „Poleszuk”, akwarela „Wiejska Żebraczka”, rysunek „Studium praczki”, akwarela „Praczka”.

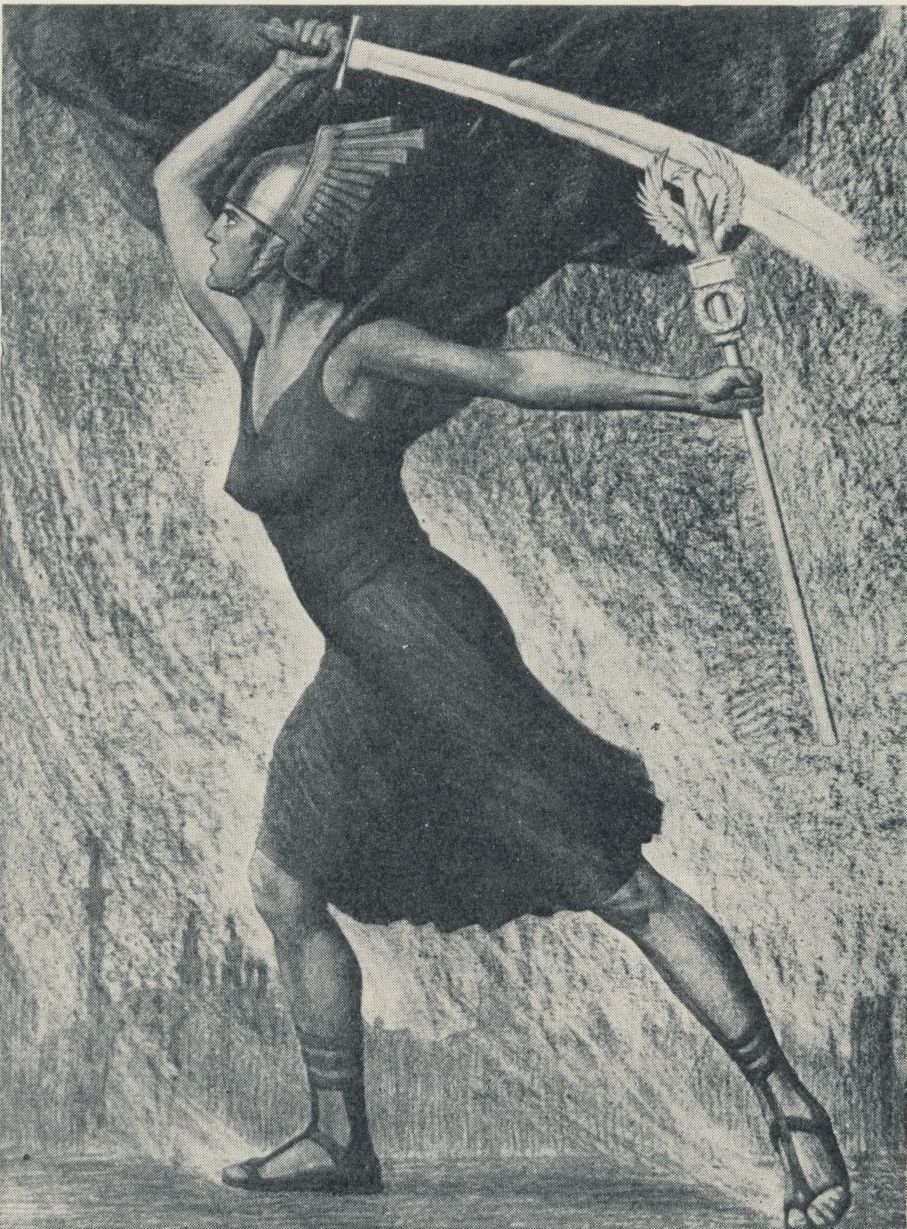
Rok 1920 – projekt obrazu, rysunek kredą, wykonany w 1920 roku w Warszawie

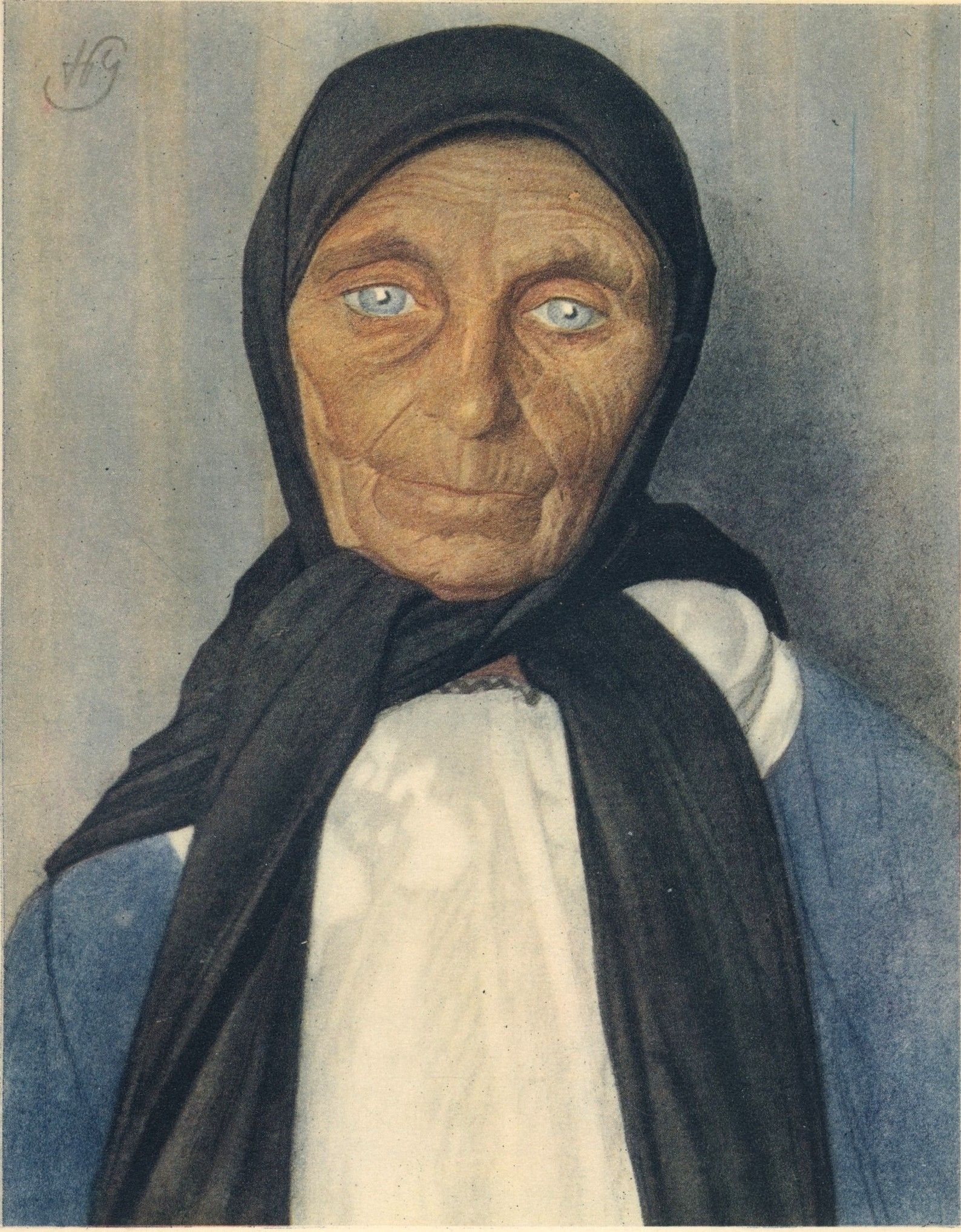
Szare życie – akwarela namalowana w 1920 roku w Woli Rafałowskiej

Osobne miejsce w omawianym okresie 1909–1913 zajmuje akwarela zatytułowana: „Pamięci naszych babek” namalowana w 1911 roku w Warszawie – eksponowana na Salonie Zachęty w 1912 roku, gdzie spotkała się z bardzo pochlebną oceną krytyki. Warto przytoczyć w związku z tym fragment recenzji malarza i krytyka sztuki Henryka Piątkowskiego opublikowanej w 1912 roku w „Kurierze Warszawskim”: „Trudno uwierzyć, aby twórca tak zrównoważony, z taką precyzją i odczuciem umiejący tłumaczyć naturę, miał zaledwie kilka lat samodzielnej pracy nad sobą. – W chwili, kiedy nowe prądy całe generacje młodzieży odrzucały od akademickiej czystości rysunku...jednostka, która pozostała wierna dawnym tradycjom, nietylko jest wyjątkiem, lecz staje się czemś nadzwyczajnem. Z rzeszy swych rówieśników oddziela się Grombecki i kroczy śmiało, aby zająć przynależne sobie stanowisko jednego z najwytworniejszych, najwięcej umiejących <<rysowników współczesnych>>”Wspomniana akwarela jest poniekąd przedłużeniem wątku podjętego dwa lata wcześniej w obrazie „Modlitwa chłopska” (1909), ale ukazuje zarazem znaczny dystans przemian i przeżyć jakiego doświadczył artysta w tak krótkim czasie. W tym przypadku bowiem temat – mimo że motywowany sentymentem i uczuciem „został ujęty bardzo konkretnie i dotykalnie”. [...] Obraz [...] „choć malowany akwarelą, na pierwszy rzut oka czyni [...] wrażenie pracy olejnej. Farbę nakładaną warstwa po warstwie, drobnymi partiami, przykrywa powłoka szkliwa-werniksu”.

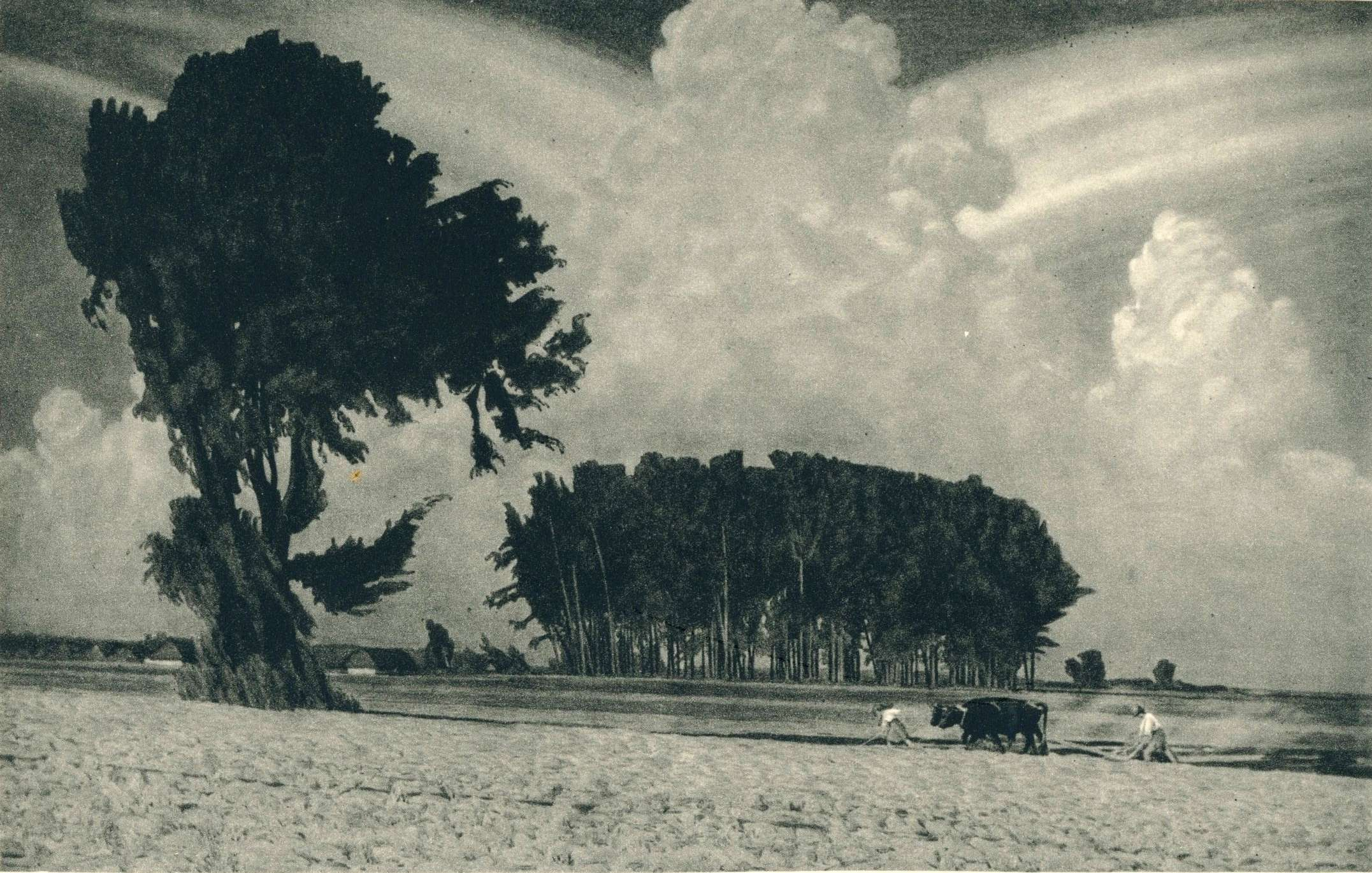
Pejzaż patetyczny nazywany także: „Jak nigdy nie było i nigdy nie będzie” – akwarela namalowana w 1921 roku w Warszawie na podstawie studiów z Woli Rafałowskiej

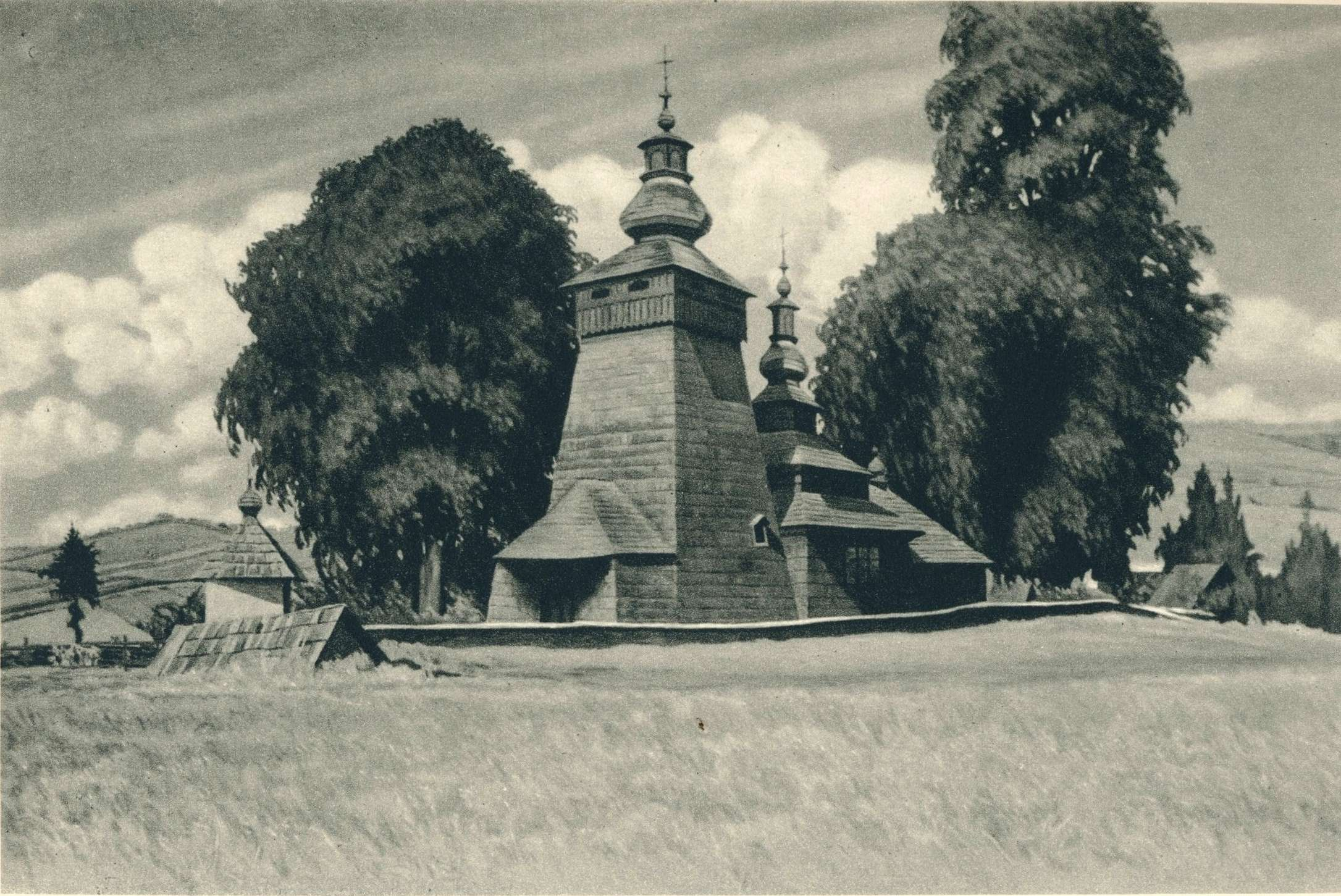
Krajobraz polski, obraz olejny z lat 1921–1922 malowany w Warszawie na podstawie studiów z Żegiestowa

Kontynuacją podjętego wcześniej, nasyconego uczuciem, wątku tematycznego jest w omawianym okresie pochodzący z 1913 roku i wystawiony w tymże roku na jesiennym Salonie Zachęty akwarelowy „Portret Ojca”. Był on wystawiany również później na Wystawie jubileuszowej w maju 1914 roku w Towarzystwie Przyjaciół Sztuk Pięknych, w kwietniu-maju 1920 roku na Wystawie zbiorowej artysty i wreszcie w 1921 roku – z sukcesem – na Salonie Societe Nationale des Beaux ArtsWspomniany portret przyczynił się do ugruntowania prestiżu artysty w malarstwie polskim. Świadczy on (podobnie jak inne studia portretowe Grombeckiego), że za zewnętrznymi pozorami niezwykle starannego realizmu, za zasłoną realistycznej powierzchni, „w sumienności swej aż nazbyt precyzyjnej” w odtwarzaniu fizycznej strony przedmiotu w przestrzeni, w świetle i w barwie – artysta umieścił głębiej „drugie”, transcendentne dno”.
Z tego samego okresu – z 1913 roku – pochodzi, lecz zachowuje wiele cech z lat wcześniejszych (tj. linearyzm i stylizacja) – akwarelowe studium portretowe dziewczynki z warkoczykiem zatytułowane „Stasia”. Również z tego okresu pochodzą – wystawione z dużym powodzeniem w 1913 roku na Salonie Zachęty – dwa obrazy olejne zatytułowane „Róże” i rysunek „Studium głowy”

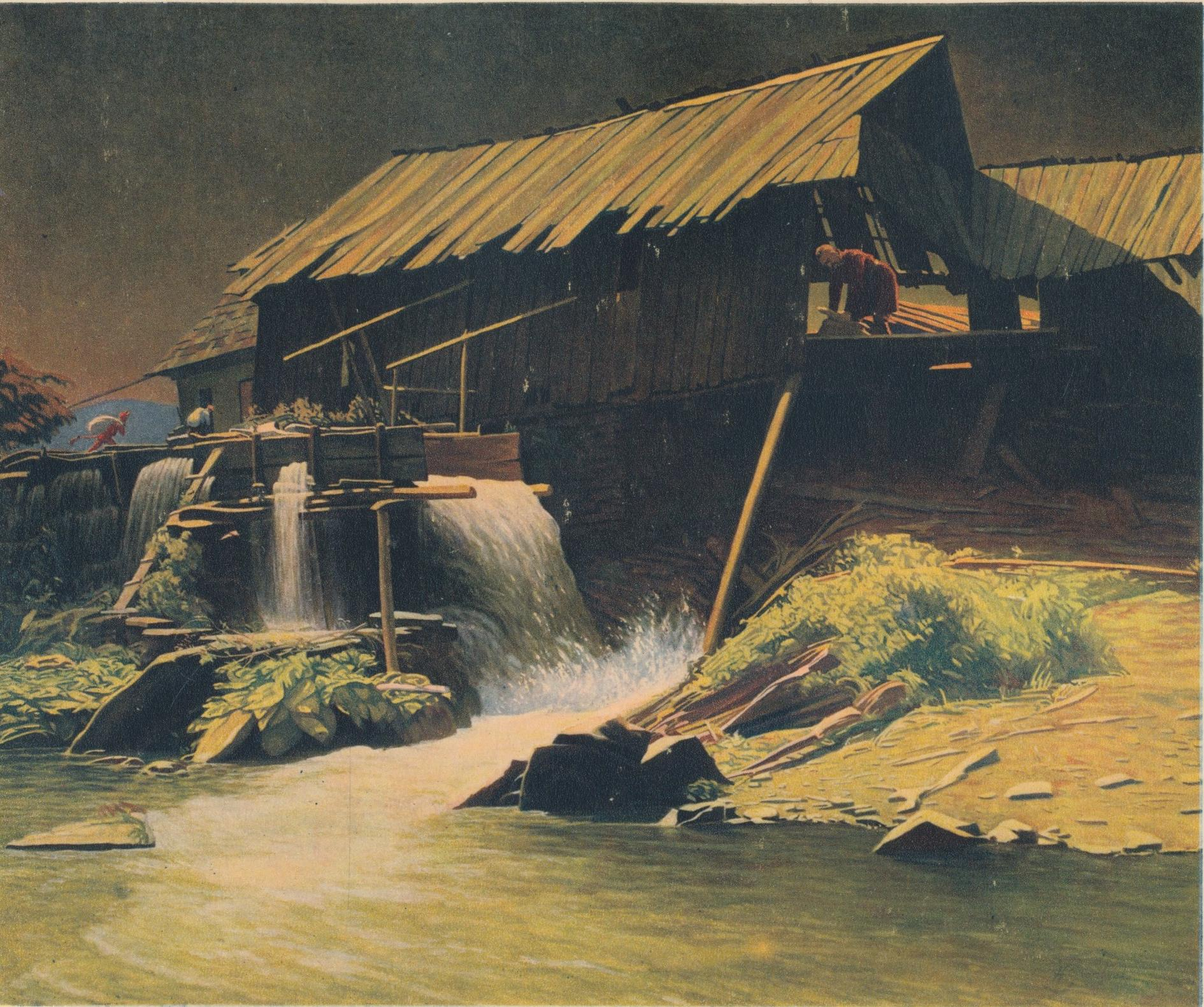
Diabli młyn, akwarela namalowana w 1925 roku w Warszawie na podstawie studium wykonanego w Zawoi pod Makowem

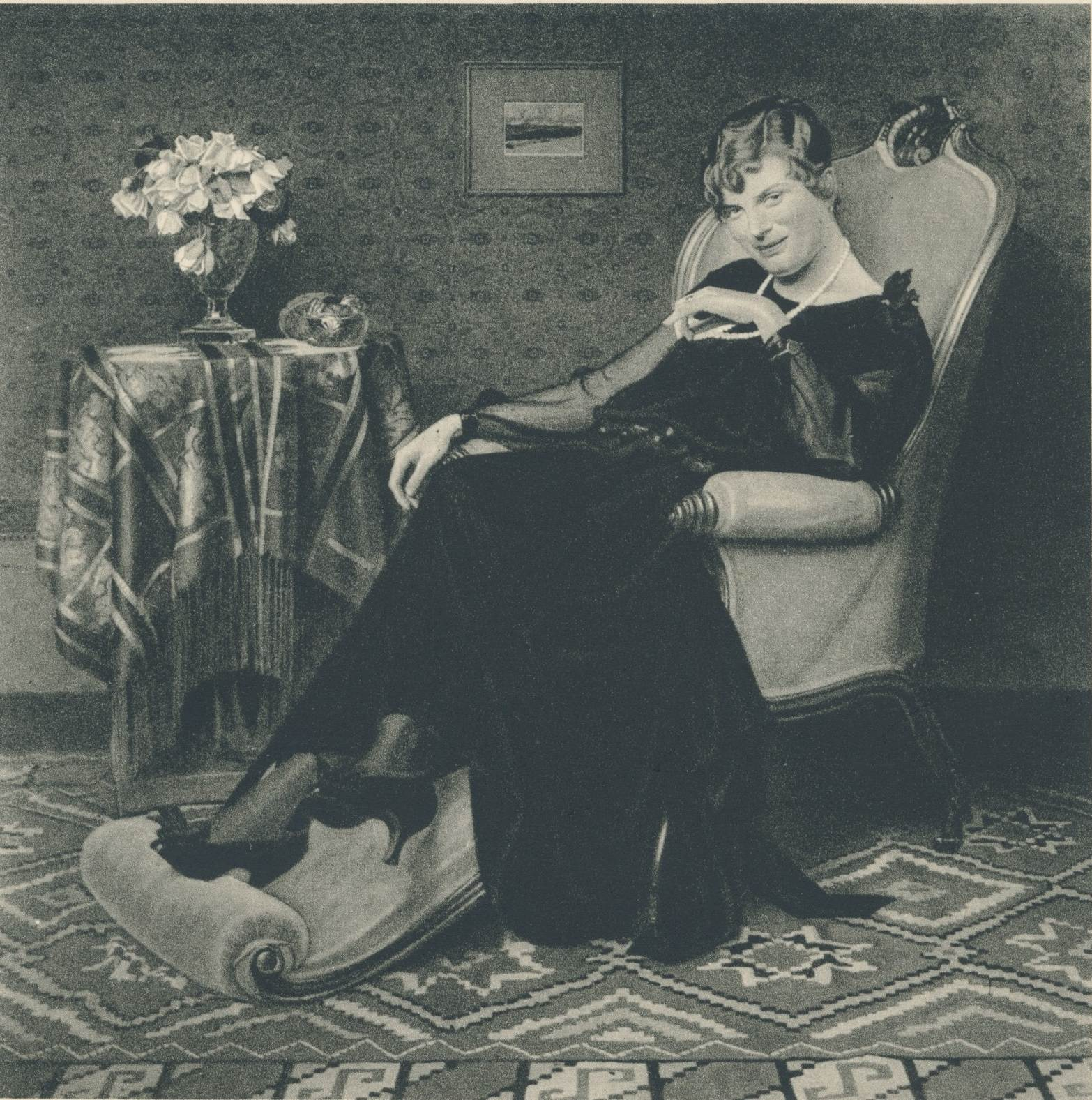
Portret pani Sabiny T., obraz olejny malowany w 1925 roku w Warszawie

Dziesięciolecie od 1913 do 1923 – to dla Grombeckiego okres dojrzałego rozkwitu i „pełni malarskiego rozwoju”. Dominującą tematyką jego obrazów, nad którą pracował w tym czasie, są wizerunki ludzkich postaci i pejzaże. Tematy do swych obrazów czerpał zarówno z Warszawy, jak – zwłaszcza – ze środowiska wiejskiego, w którym spędzał miesiące letnie – z Druskiennik (w latach 1913 i 1914), z Woli Rafałowskiej (w latach 1916–1920), z Żegiestowa w (1921 roku) i z Kurpiów (w 1921 roku).
W kolejności chronologicznej można, spośród wielu prac z tego czasu, wymienić następujące przykłady: z 1914 roku: „Dziwny Chłopiec” (akwarela malowana w Warszawie), „Pan Profesor” (rysunek podmalowany akwarelą z Druskiennik); z 1916 roku: „Nędzarka”, „Poranek” (akwarela z Woli Rafałowskiej), „Sosna” (akwarela z Woli Rafałowskiej), „Jeziórski” (akwarela z Woli Rafałowskiej malowana w latach 1916–1920); z 1917 roku: „Portret ojca artysty” – (akwarela namalowana w Warszawie), „Portret żony artysty” (akwarela namalowana w Warszawie), „Bartłomiej Sztosik” (obraz olejny malowany w latach 1917–1918 w Warszawie); z 1918 roku: „Ojciec Józef” (obraz olejny malowany w Warszawie), „Studium dziewczynki” – tzw. Wandzi Śmieszki (akwarela namalowana w Warszawie); z 1919 roku: „Dorożka” (akwarela namalowana w Warszawie); z 1920 roku: „Rok 1920” (projekt obrazu, rysunek kredą wykonany w Warszawie), „Orliński” (akwarela z Woli Rafałowskiej), „Szare życie” (akwarela z Woli Rafałowskiej), „Anastazja” (akwarela z Woli Rafałowskiej); z 1921 roku: „Pejzaż patetyczny” (akwarela malowana w Warszawie na podstawie studiów w Woli Rafałowskiej); z lat 1921–1922: „Krajobraz polski” (obraz olejny malowany w Warszawie na podstawie studiów z Żegiestowa); z około 1923 roku: „Stare Wierzby” (akwarela malowana w okolicach Warszawy).

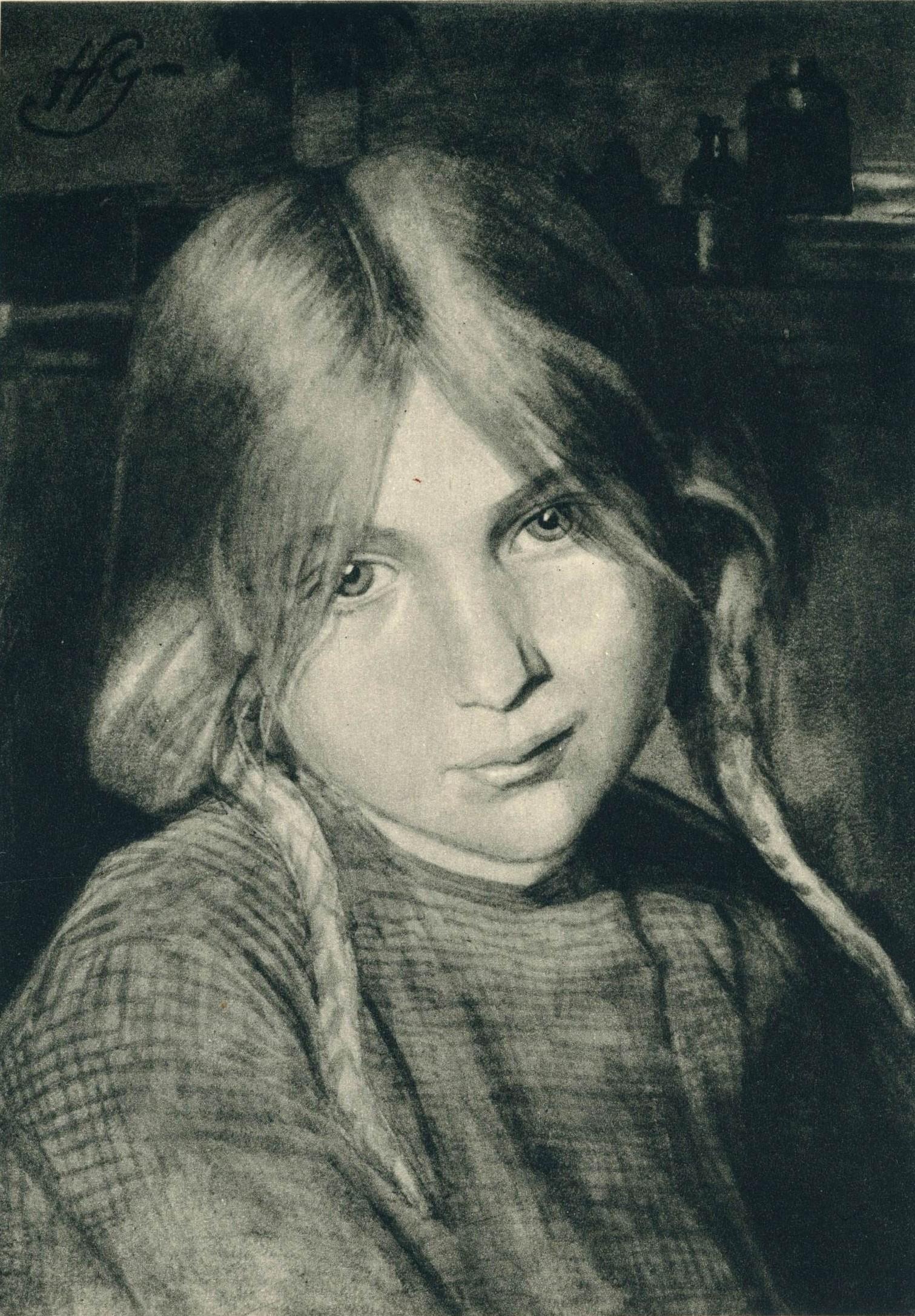
Głowa dziewczynki – akwarelowy portret z około 1925 roku.

U Grombeckiego jako portrecisty na uwagę zasługuje jego szczególnie bliski i serdeczny, osobisty stosunek do portretowanych osób. Wiadomo z jego biografii, że serdeczna życzliwość, jaką je darzył przekształcała się niekiedy w przyjaźń. Ilustracją może być życzliwy kontakt artysty z Bartłomiejem Sztosikiem włóczęgą – szewcem-filozofem, którego artysta spotkał na warszawskim Starym Mieście, po czym zaprosił do siebie (co było początkiem wielomiesięcznego pozowania), a następnie odwiedzał w szpitalu.
Innymi przykładami mogą być: pozująca do portretu nieszczęśliwa kobieta – „Nędzarka” o zastanawiającym, szczególnie delikatnym zachowaniu (zdradzającym jakieś szczególne pochodzenie), albo „Stasia” – córka dozorcy, na której zapłakaną twarzyczkę artysta zwrócił uwagę wychodząc kiedyś ze swej pracowni.
Szczery sentyment, jakim darzył artysta napotykane osoby rozciągał się także na krajobrazy (w szerokim tego słowa znaczeniu), w których było mu dane pracować. Dotyczy to szczególnie Woli Rafałowskiej, gdzie spędzał letnie miesiące w latach 1916–1920 i z której pochodzą liczne jego prace, na przykład akwarele: „Poranek” i „Sosna” – obie z 1916 roku, lecz także późniejsze inspirowane motywami z Woli – szczególnie „Pejzaż patetyczny” (akwarela malowana w 1921 roku w Warszawie, ale na podstawie wcześniejszych studiów wykonanych w Woli Rafałowskiej). Podczas swych tamtejszych plenerów artysta stawał się poniekąd częścią pejzażu, wśród którego – jak napisał autor jego monografii – „jego wielki płócienny parasol w upalne dni wyrasta[ł], jak olbrzymi grzyb na polach i ugorach, łącząc się z krajobrazem grusz, jabłoni i samotnych chojarów”. Wśród tamtejszych mieszkańców poznał artysta również wiele osób, które utrwalił następnie na swych portretach (por. prace: „Orliński”, „Szare życie”, „Anastazja”, „Jeziórski”)
Po roku 1923 artysta dzieli swój czas pomiędzy twórczość plastyczną i aktywne zaangażowanie w rozwiązywaniu problemów społecznych i organizacyjnych ówczesnego środowiska polskich artystów-plastyków.
W jego malarstwie ujawnia się w tym okresie, widoczny już wcześniej konflikt formy z treścią – skłonność do dualizmu – dwutorowości – połączenia niezwykle perfekcyjnego, pedantycznego, sumiennego, przesadnie rzetelnego realizmu w odtwarzaniu materialnej cielesności, z ukrytą w głębi „drugą” transcendentną płaszczyzną obrazów, na której dominują nastrój i uczucie – zarówno w portretach, jak i pejzażach.

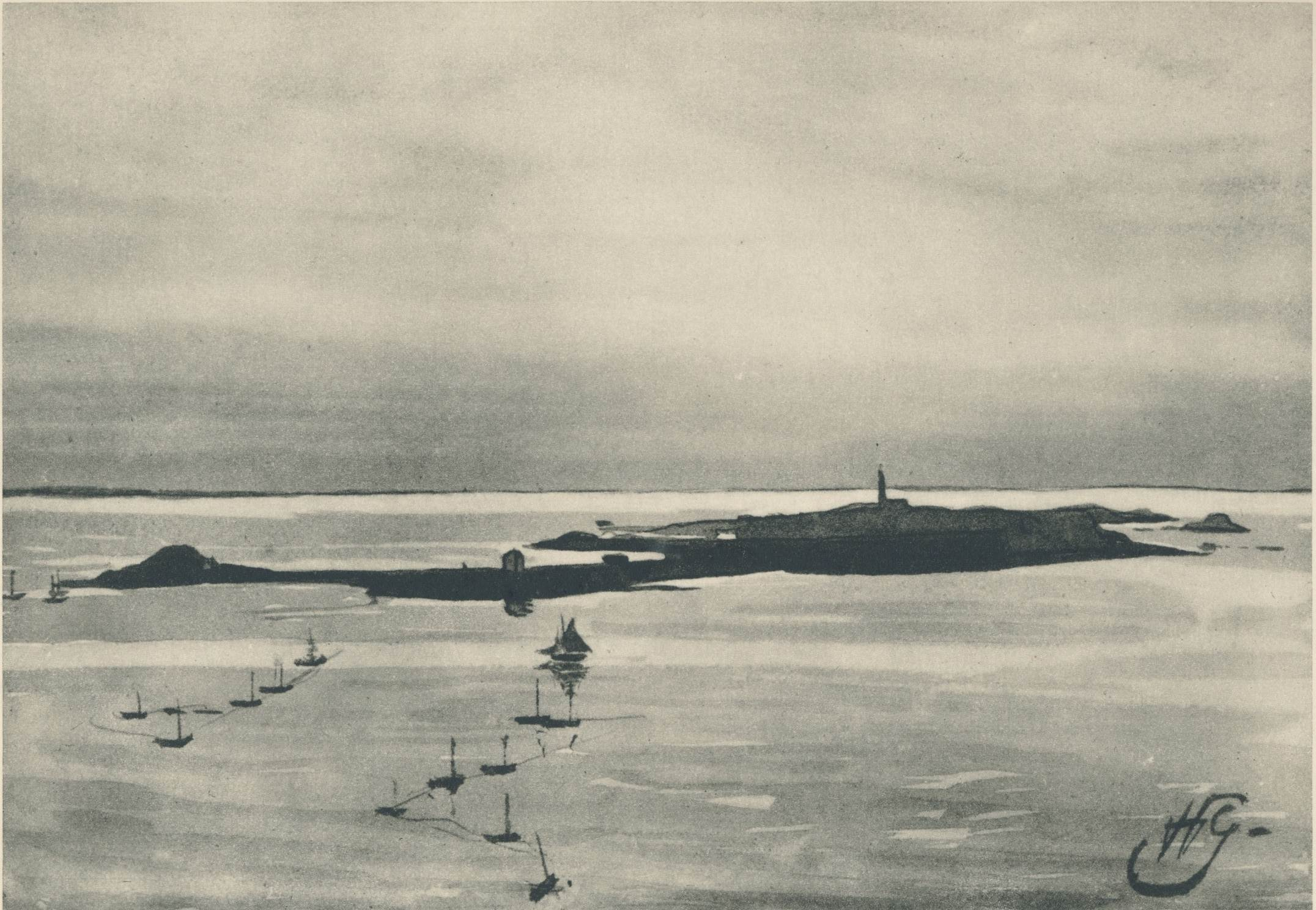
Krajobraz morski z Normandii- akwarela namalowana w 1927 roku we Francji

W jego spuściźnie można bowiem znaleźć zarówno przykłady niezwykle skrupulatnego realizmu dostrzegalne w „Portrecie Pani T.” (1925), jak i przykłady ekspresji emocjonalnych przeżyć ludzkich – widoczne w „Portrecie Ojca” artysty (z lat 1913–1917), w „Szarym Życiu” (1920) i w „Orlińskim” (1920). Wspomniany dualizm – to jest z jednej strony skłonność do doskonałości realistycznej formy, a z drugiej – do ekspresji treści – zaostrza się w tych latach i jest widoczny w sąsiadujących ze sobą pracach z tego samego lub bliskiego czasu. Ilustracją owego dualizmu twórczości artysty – konfliktu formy z treścią mogą być, namalowane w tym samym 1925 roku obrazy, kontrastujące ze sobą sposobem potraktowania formy i treści: z jednej strony pełna ekspresji akwarela „Diabli młyn”, powstała w Warszawie (na podstawie studium wykonanego w Zawoi pod Makowem), a z drugiej – wspomniany wyżej również malowany w Warszawie realistyczny olej: „Portret pani Sabiny T.”. Do tego ostatniego zbliżają się inne prace portretowe z lat 1926–1930: „Portret chłopca z zabawkami” (z ok. 1926), „Portret ks. Sz.” (1927) i Portret Ignacego Daszyńskiego (1930).

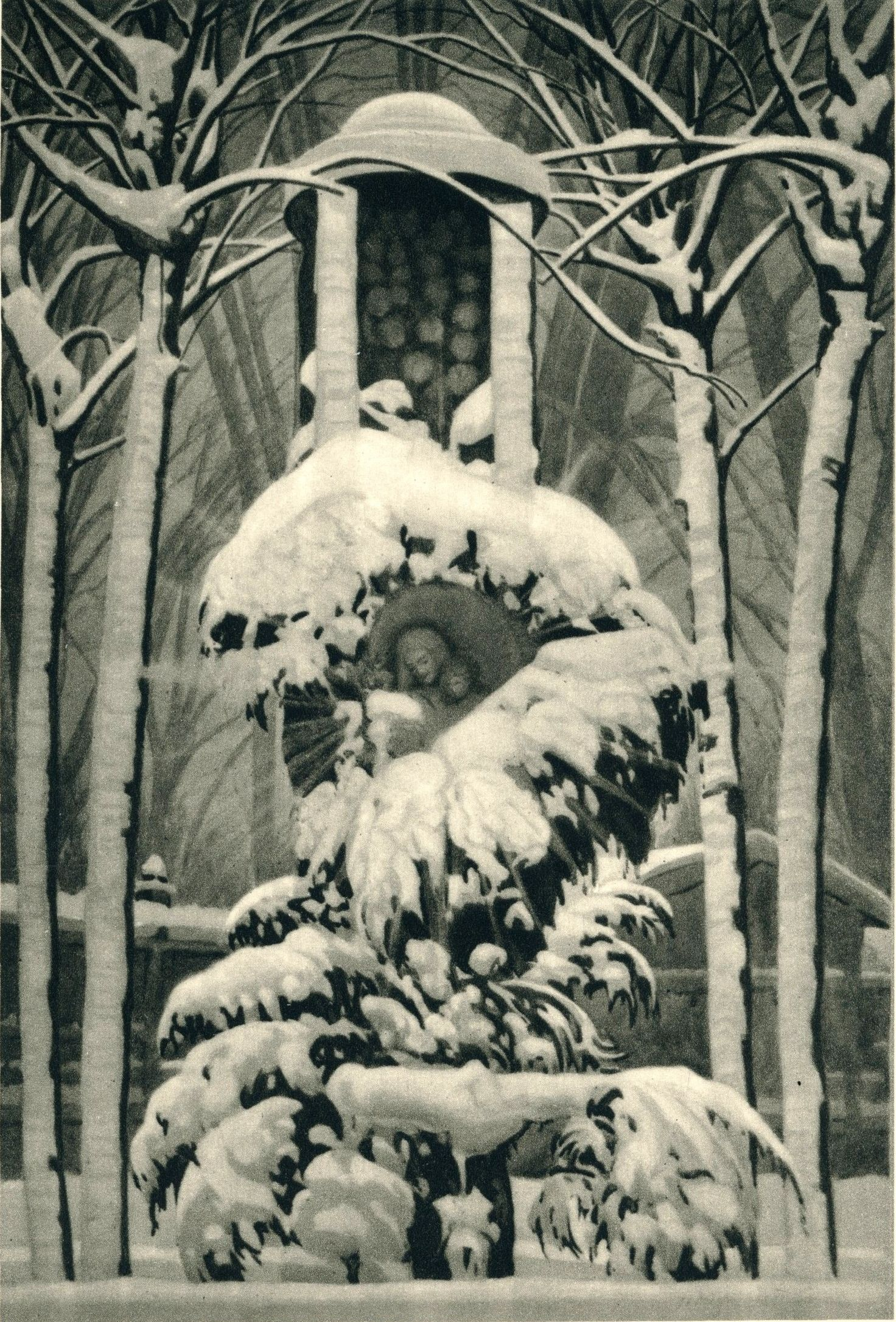
Kapliczka w śniegu – akwarela malowana około 1929 roku w Warszawie

Wakacje spędzone w latach 1927 i 1928 we Francji utrwaliły się w twórczości artysty szeregiem prac – zwłaszcza krajobrazowych, między innymi z 1927 roku: „Krajobraz morski z Normandii” (akwarela), „Krajobraz morski” (akwarela), „Studium do >>Mont Saint-Michel<<” (akwarela, według danych z 1936 roku – własność dr Antoniego Stefanowskiego) i w pracach z 1928 roku”: akwarelowe „Studium Matki Boskiej z Lourdes”, „Regnum Crucis” (akwarela malowana w Warszawie na podstawie studiów przywiezionych z Lourdes), „Mont Saint-Michel” (niedokończona akwarela malowana w Warszawie na podstawie studiów wykonanych w latach 1927 i 1928 we Francji) i liczne powstałe tam akwarelowe krajobrazy z tego roku: „Motyw z Carcasson” (własność dr Antoniego Stefanowskiego – według danych z 1936 roku), „Motyw z Biarritz” (własność – jak wyżej), „Widok z Francji” (według danych z 1936 roku – własność Janusza Jędrzejewicza) etc.

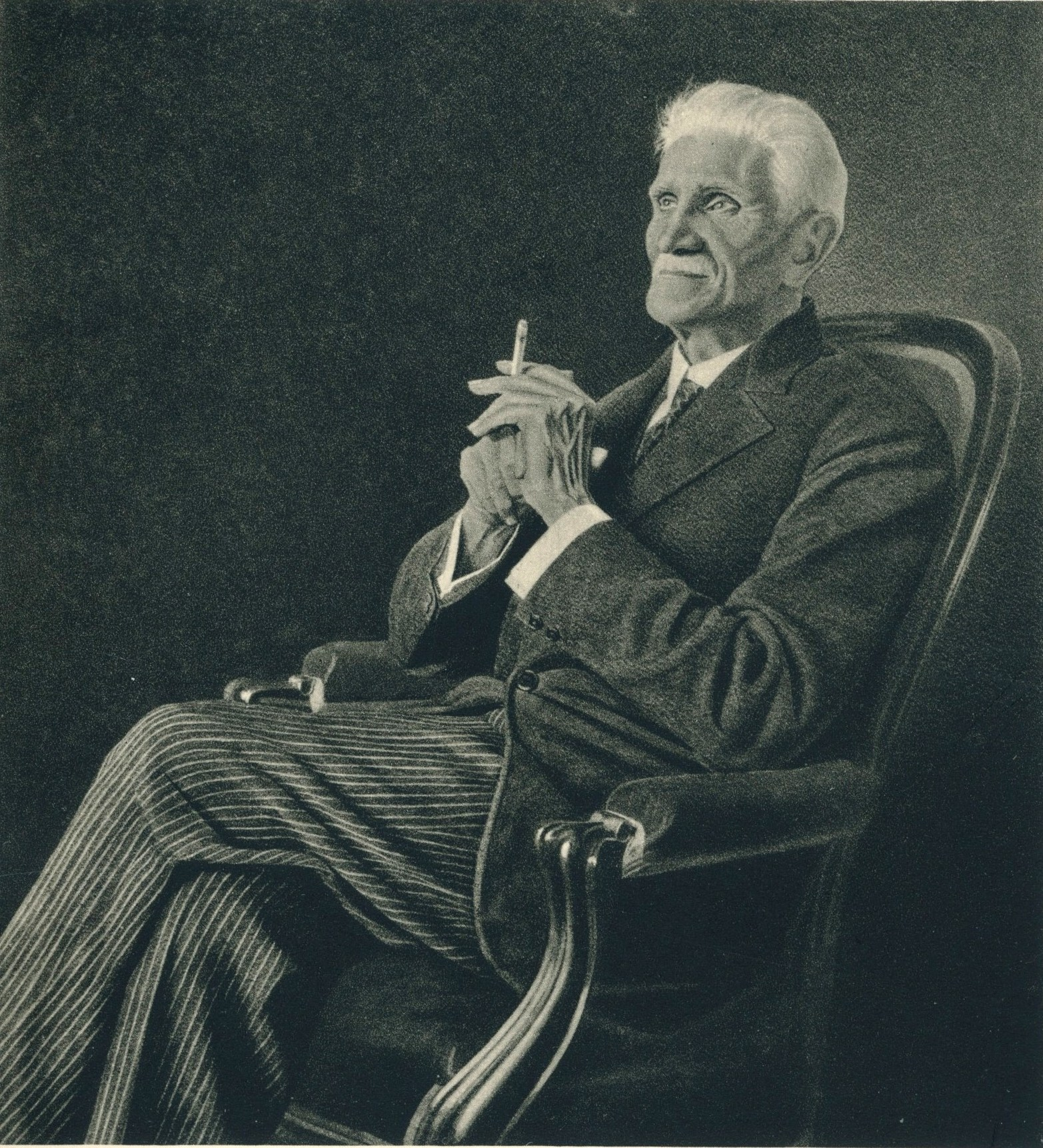
Portret Ignacego Daszyńskiego, akwarela z 1930 roku

W końcowych latach twórczej aktywności artysty – wobec ciążącego mu coraz bardziej realizmu – wzmaga się jego tęsknota za ukrytą rzeczywistością transcendentną i – szczególnie podczas wakacji spędzonych w latach 1927 i 1928 we Francji – potęgują się widoczne w jego spuściźnie – próby nowych poszukiwań i „eksperymentów”. Wiążą się one zwłaszcza ze znanymi z jego biografii odwiedzinami Opactwa św. Michała Archanioła na Mont Saint-Michel i Sanktuarium Matki Bożej w Lourdes, ale dostrzegalne są i w późniejszych pracach wykonanych po powrocie do kraju takich, jak: „Kaplica Pana Jezusa” w kościele katedralnym św. Jana w Warszawie malowana w 1928 roku (według danych z 1936 r. – własność Papieża Piusa XI w Watykanie), „Wnętrze katedry św. Jana w Warszawie” z 1928 roku (własność – jak wyżej), „Kapliczka w śniegu” (malowana w Warszawie akwarela z około 1929 roku).
W omawianym, a także w późniejszym okresie wykonał artysta także szereg prac portretowych – między innymi – w dwu kolejnych latach 1929 i 1930 portrety marszałka Sejmu Ignacego Daszyńskiego, zaś w 1932 roku – „Studium portretowe” Janusza Jędrzejewicza (rysunek kredą, 1932), a następnie jego „Portret” (akwarela, 1932).
Końcowym akcentem spuścizny Grombeckiego jest pełna ekspresji niewykończona akwarela zatytułowana: „Zwycięzca” o symbolicznej wymowie (1932). Artysta jeszcze wprawdzie kilka miesięcy przed śmiercią (1933) podjął próby wykonania litograficznej podobizny Chopina, która miała zakończyć się jego imaginacyjnym portretem. Zamiaru tego jednak nie zrealizował.

## Wystawy
Grombecki wystawiał swe prace wielokrotnie – w kraju – w Warszawie i innych miastach, szczególnie w Krakowie (1911 i 1914), we Lwowie (dwukrotnie), Poznaniu, Łodzi, Bydgoszczy. Najszerzej znane były ekspozycje zbiorowe prac artysty. Pierwsza z nich odbyła się w roku 1920 w warszawskiej Zachęcie. Złożył się na nią dorobek lat 1909–1920 – to jest 52 obrazy. Druga odbyła się w lutym 1926 roku w Salonie Sztuki Czesława Garlińskiego. Zaprezentowano na niej 28 jego prac, w tym: 5 obrazów i 23 szkice, studia i projekty. Spotkała się z licznymi recenzjami i komentarzami w prasie. Artysta uczestniczył także w salonach zagranicznych. W Paryżu wystawiał w latach 1921, 1926 i 1927. Prace jego zwłaszcza „Portret ojca”, „Portret Pani Sabiny T(etzlaw)” i „Diabli młyn” spotkały się tam z pozytywną oceną krytyki francuskiej. Ponadto Grombecki wystawiał w Dreźnie, Antwerpii, Bukareszcie, Padwie i Gdańsku.
W Zachęcie wystawiał począwszy od 1907 – kończąc na 1923 roku – ze względu na swój udział w aktualnym wówczas, powszechnym sporze artystów z „Zachętą”. Później wiele swych prac eksponował w warszawskim Salonie Sztuki Czesława Garlińskiego, na Powszechnej Wystawie Krajowej w Poznaniu (1929) i w salonach Instytutu Propagandy Sztuki (IPS) – m.in. w salonie jesiennym (listopad) 1930 i wiosennym 1931 roku.

## Nagrody i odznaczenia
- Wielki medal srebrny na Powszechnej Wystawie Krajowej w Poznaniu (1929);

- Nagroda państwowa na I-szym Salonie Instytutu Propagandy Sztuki (1930);

- Krzyż Oficerski Polonia Restituta (jesień 1931)[4]

## Galeria

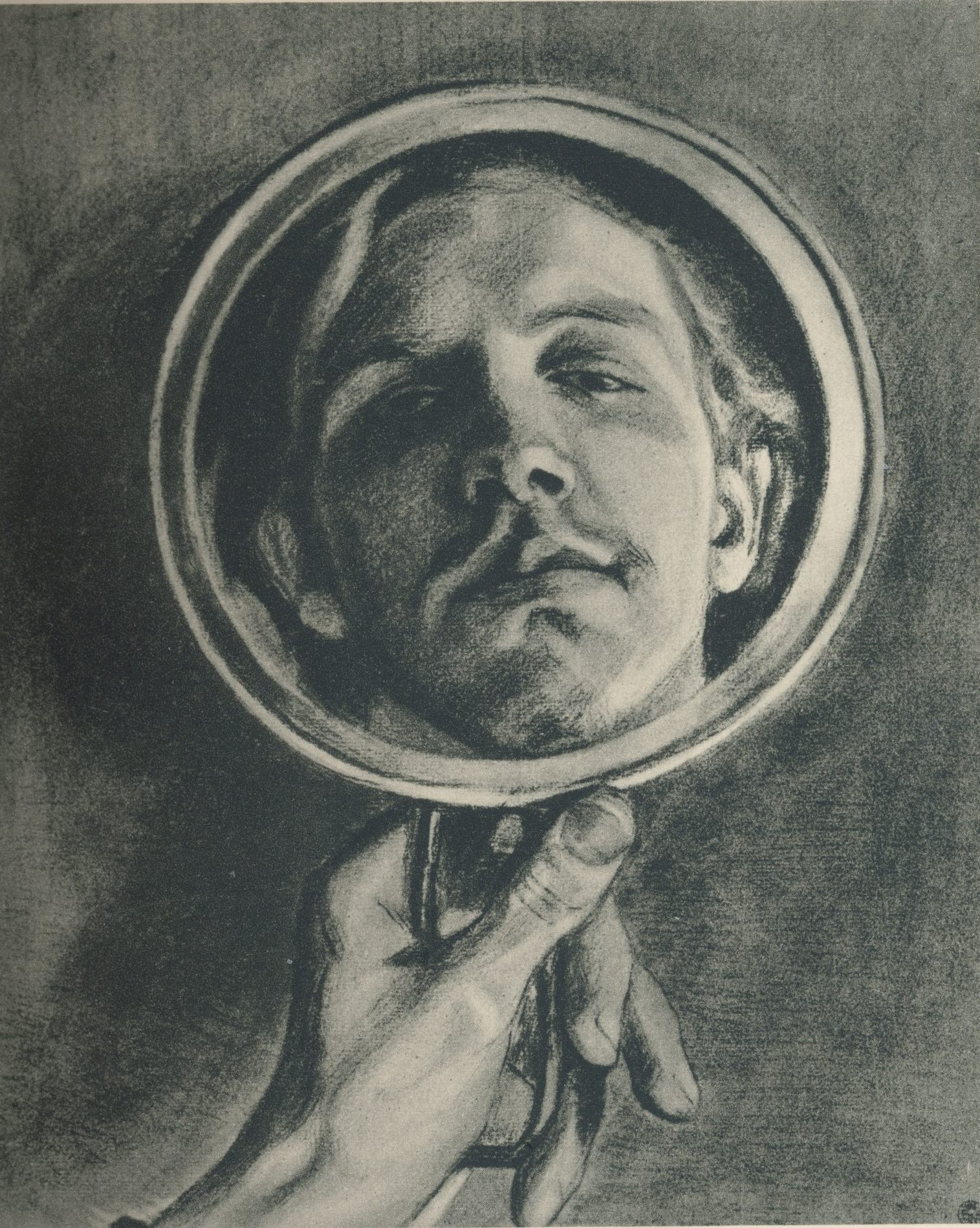
Autoportret – studium w lusterku rysunek węglem, ca 1904
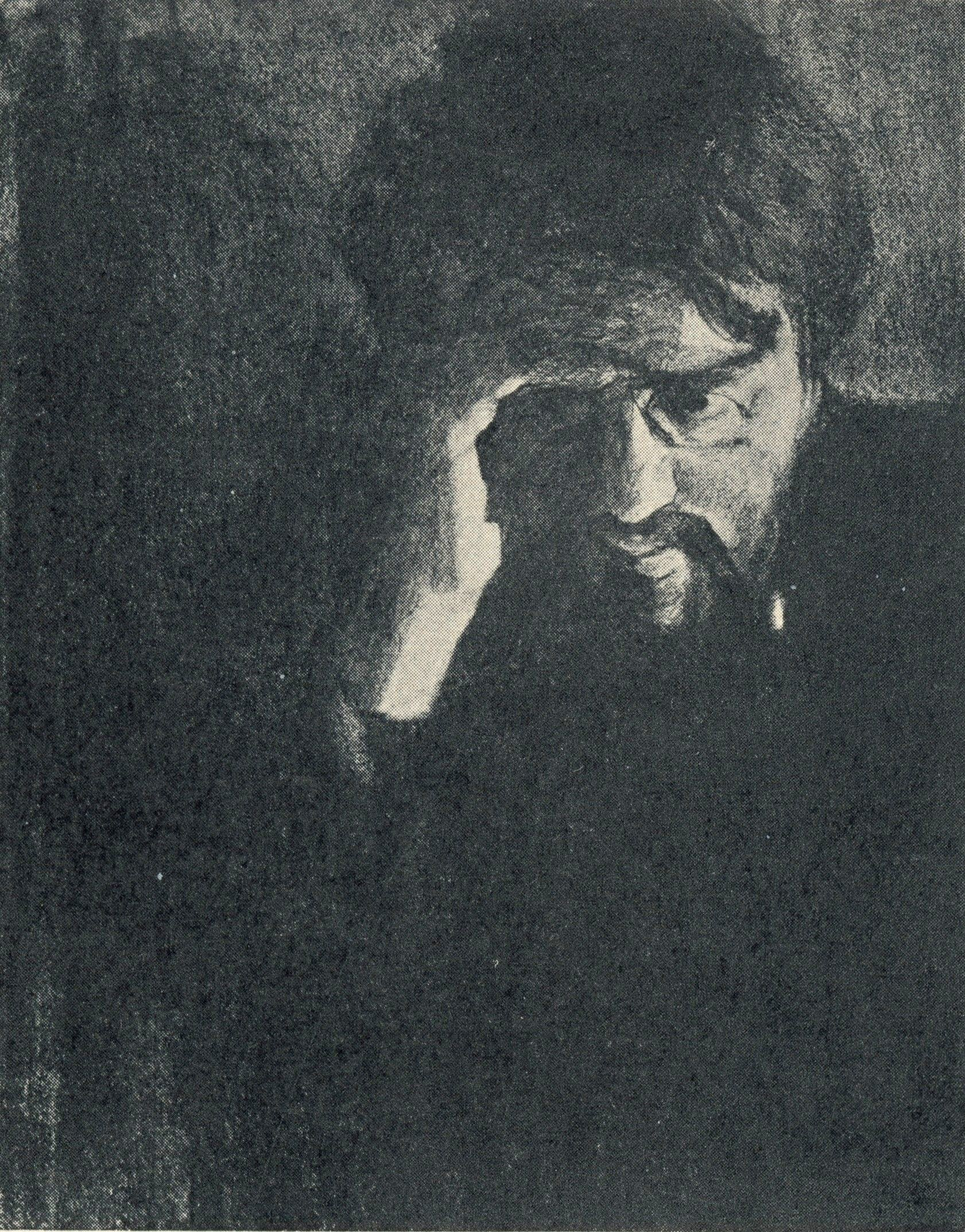
Studium portretowe Pana L. z lat 1906–1907, rysunek węglem wykonany w Warszawie
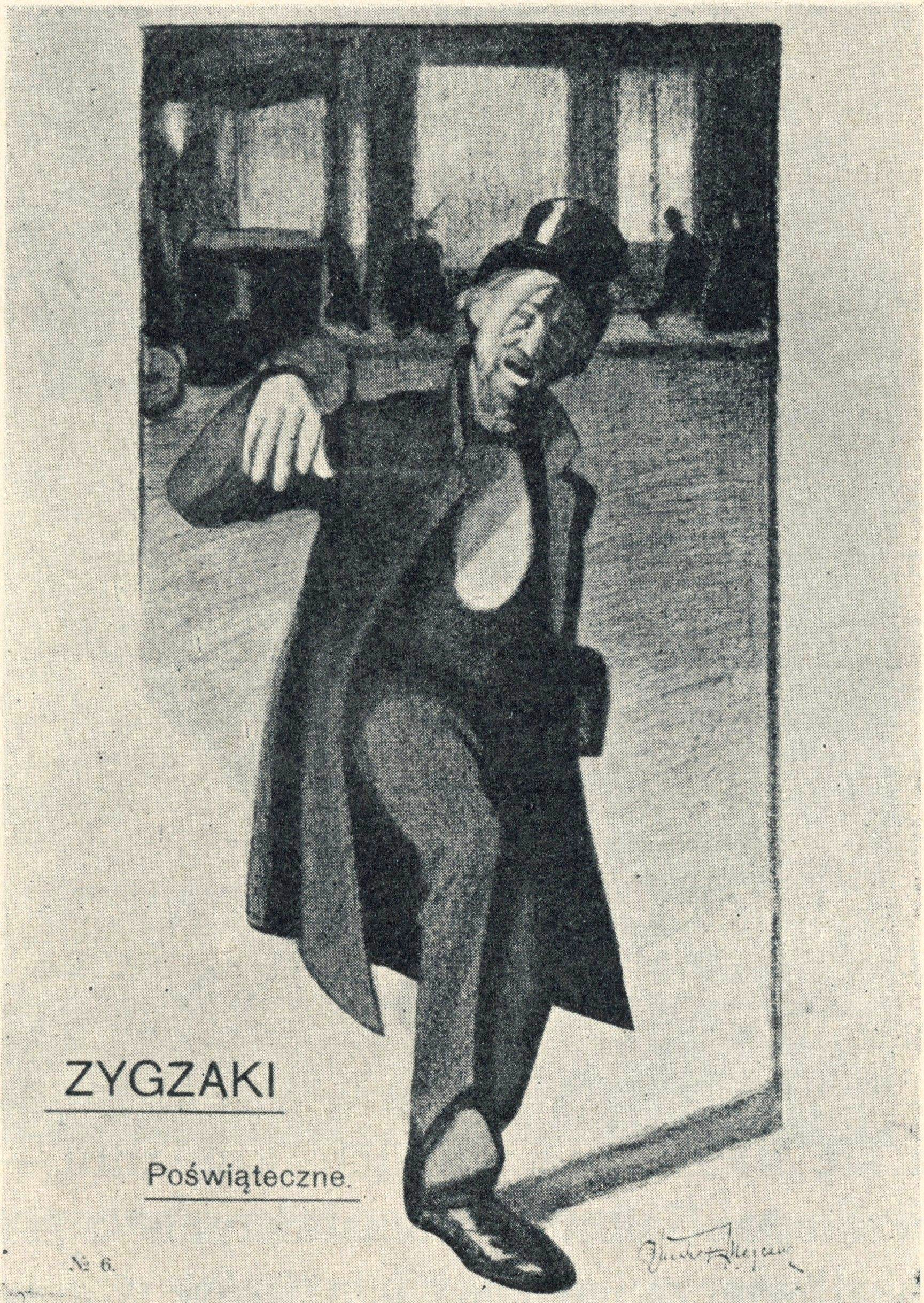
Strona tytułowa tygodnika satyryczno-literackiego „Zygzaki” z 1907 roku
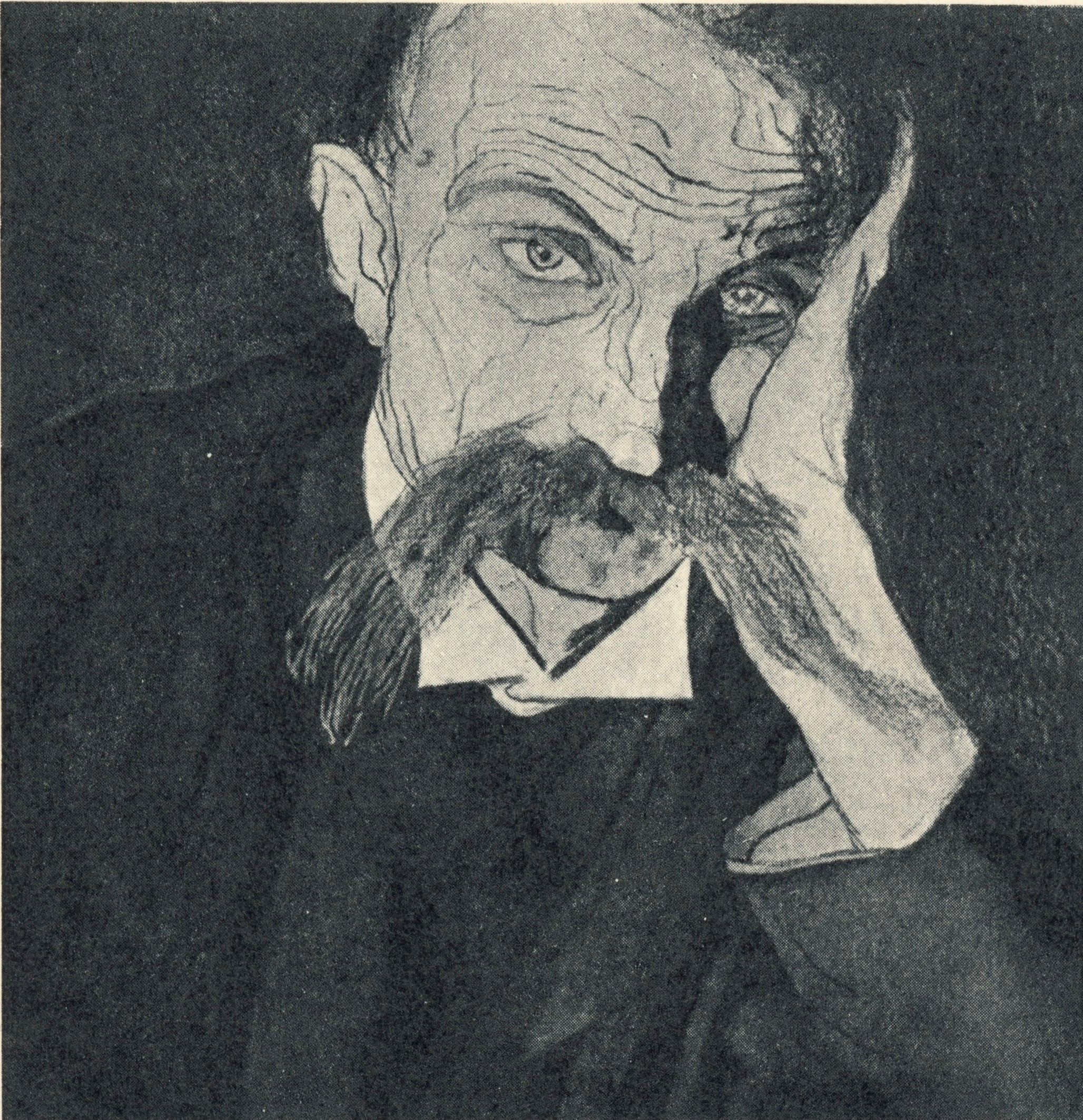
Studium portretowe ojca artysty z 1907 roku
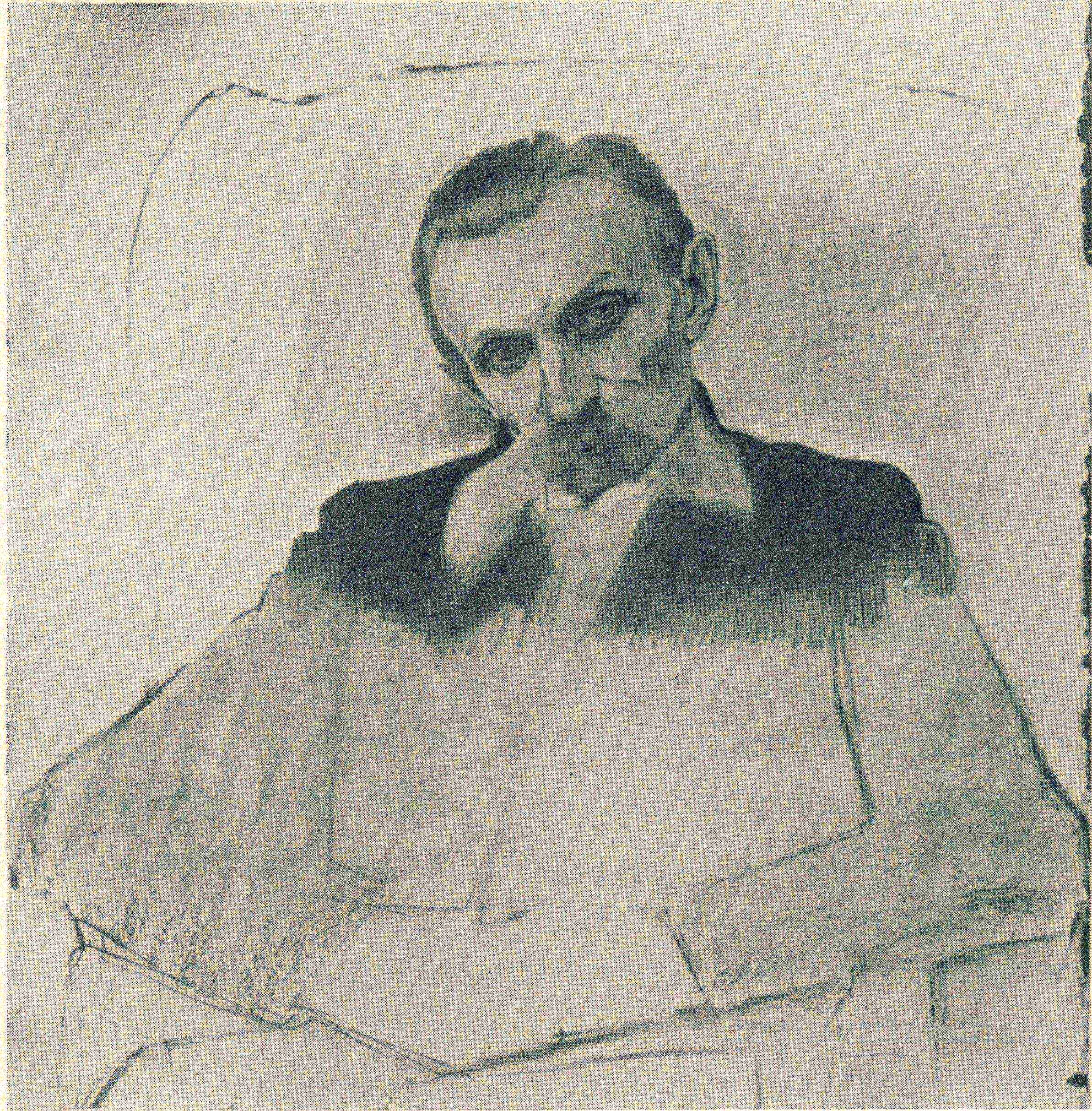
Szkic do portretu ojca artysty z około 1909 roku
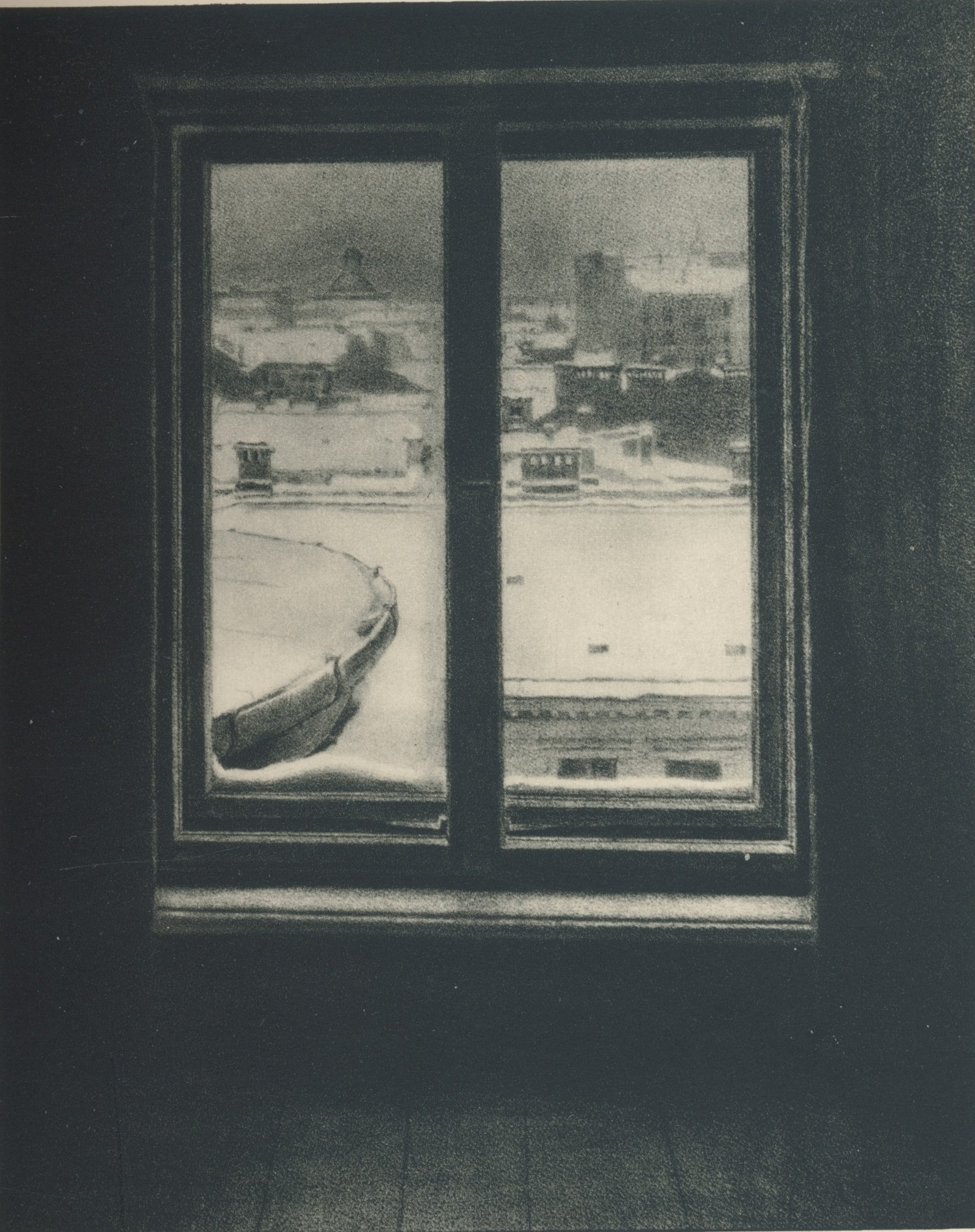
Okno mojej pracowni, rysunek oł., wykonany w Warszawie około 1910 roku
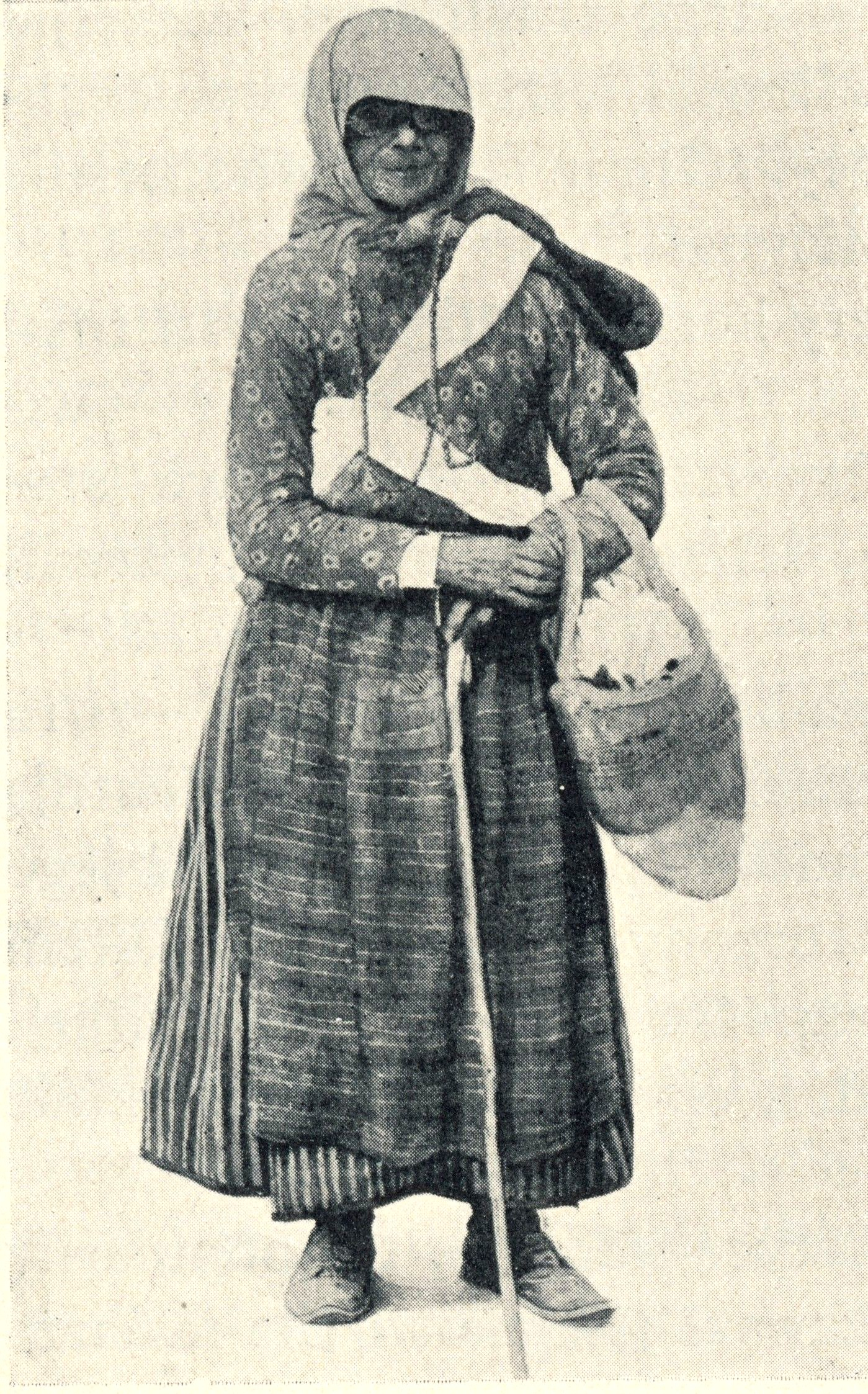
Wiejska żebraczka, akwarela malowana w 1912 roku w Klarysewie pod Warszawą
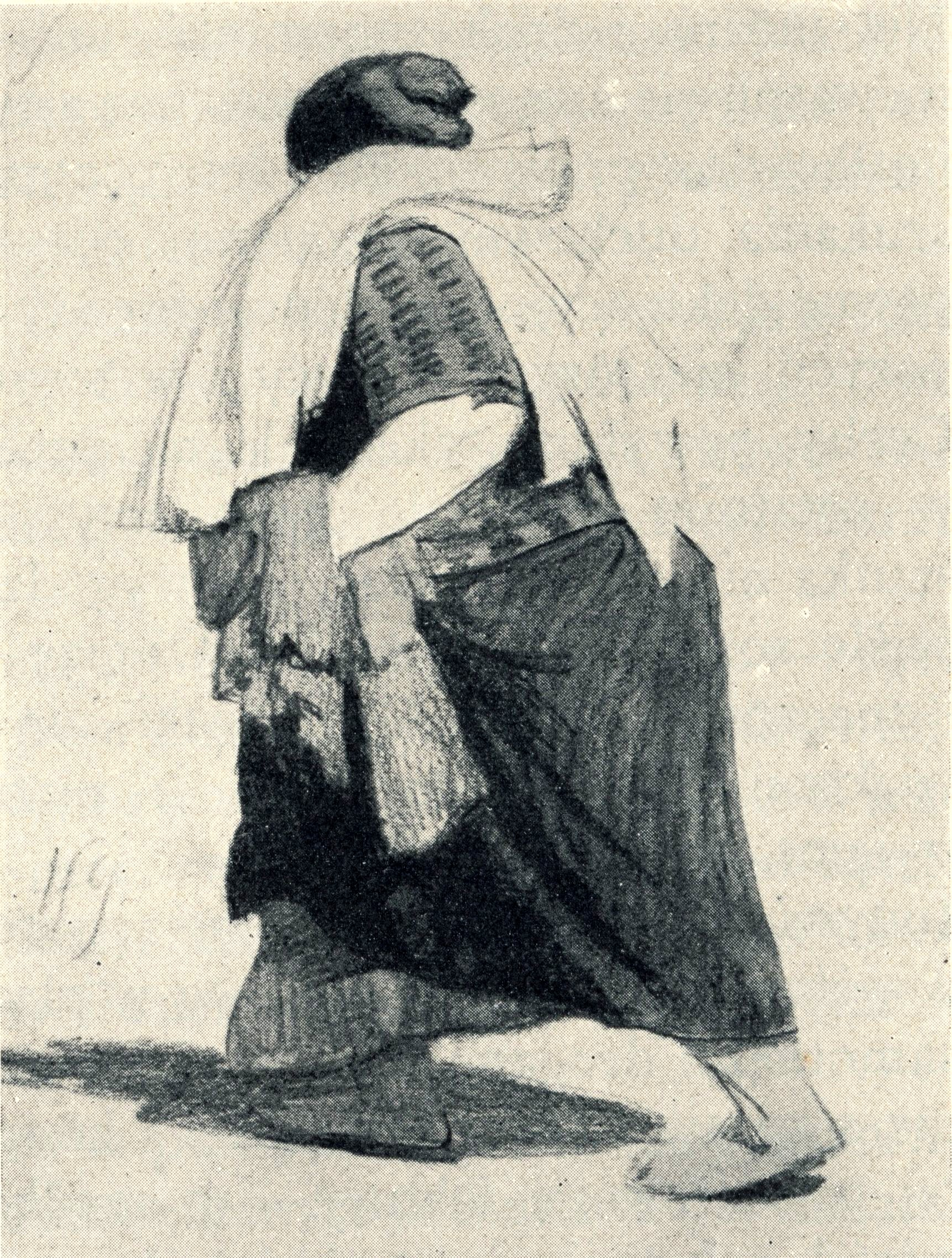
Studium praczki, rysunek podmalowany akwarelą, wykonany w 1912 roku w Klarysewie pod Warszawą
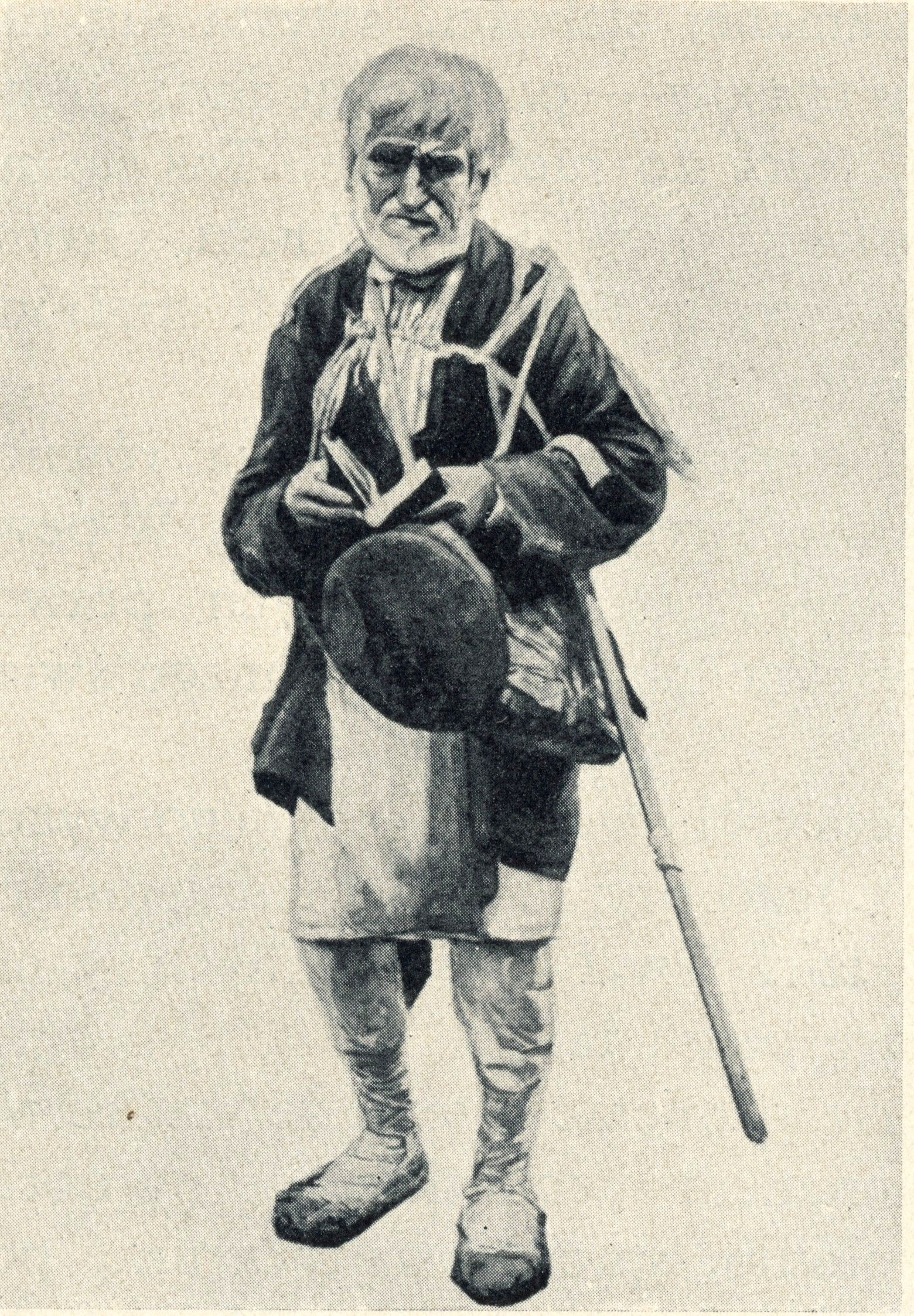
Dziad Białoruski I, akwarela z 1912 roku, malowana w Klarysewie pod Warszawą
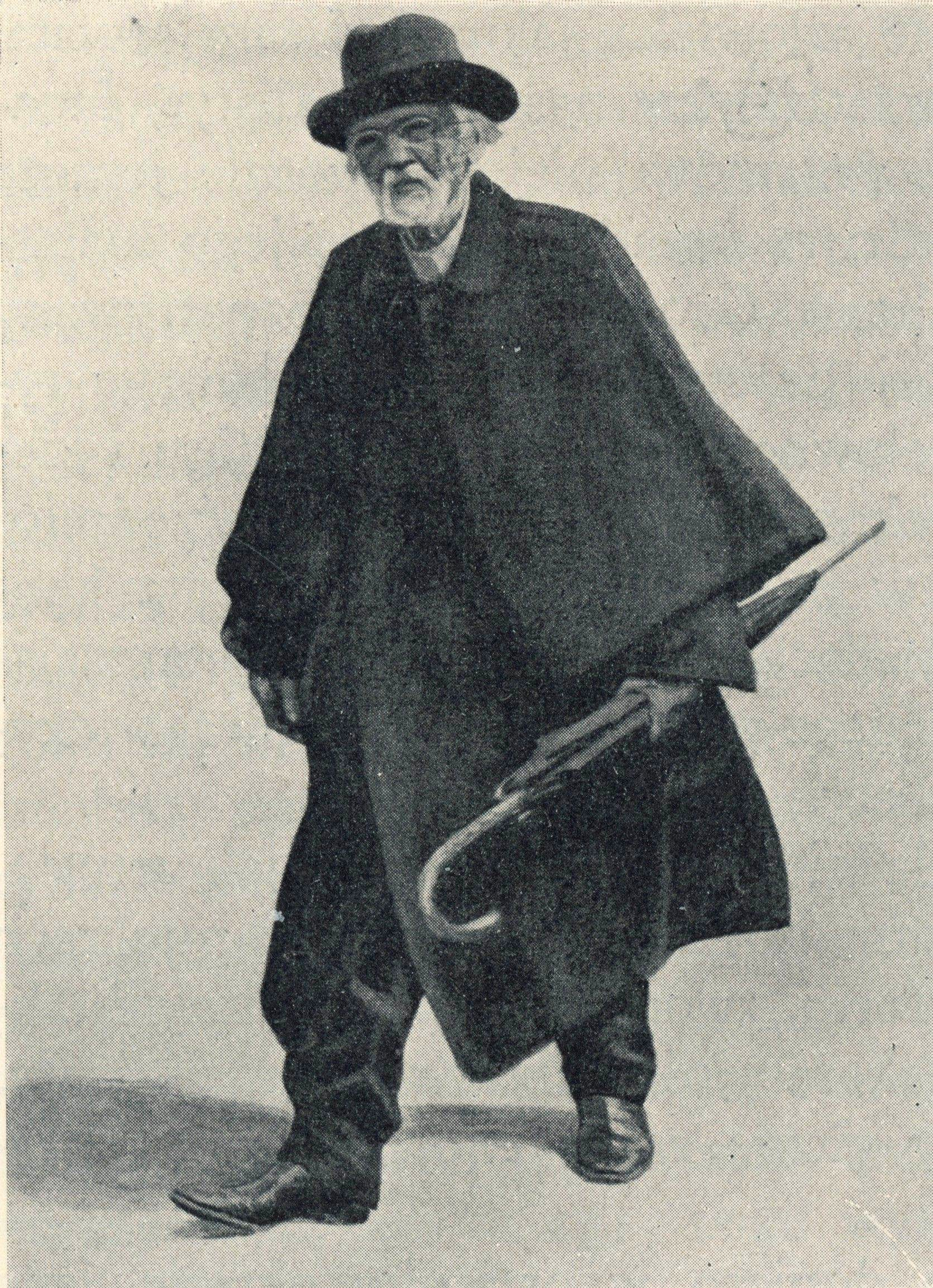
Pan Profesor, rysunek podmalowany akwarelą, wykonany w 1914 roku w Druskiennikach
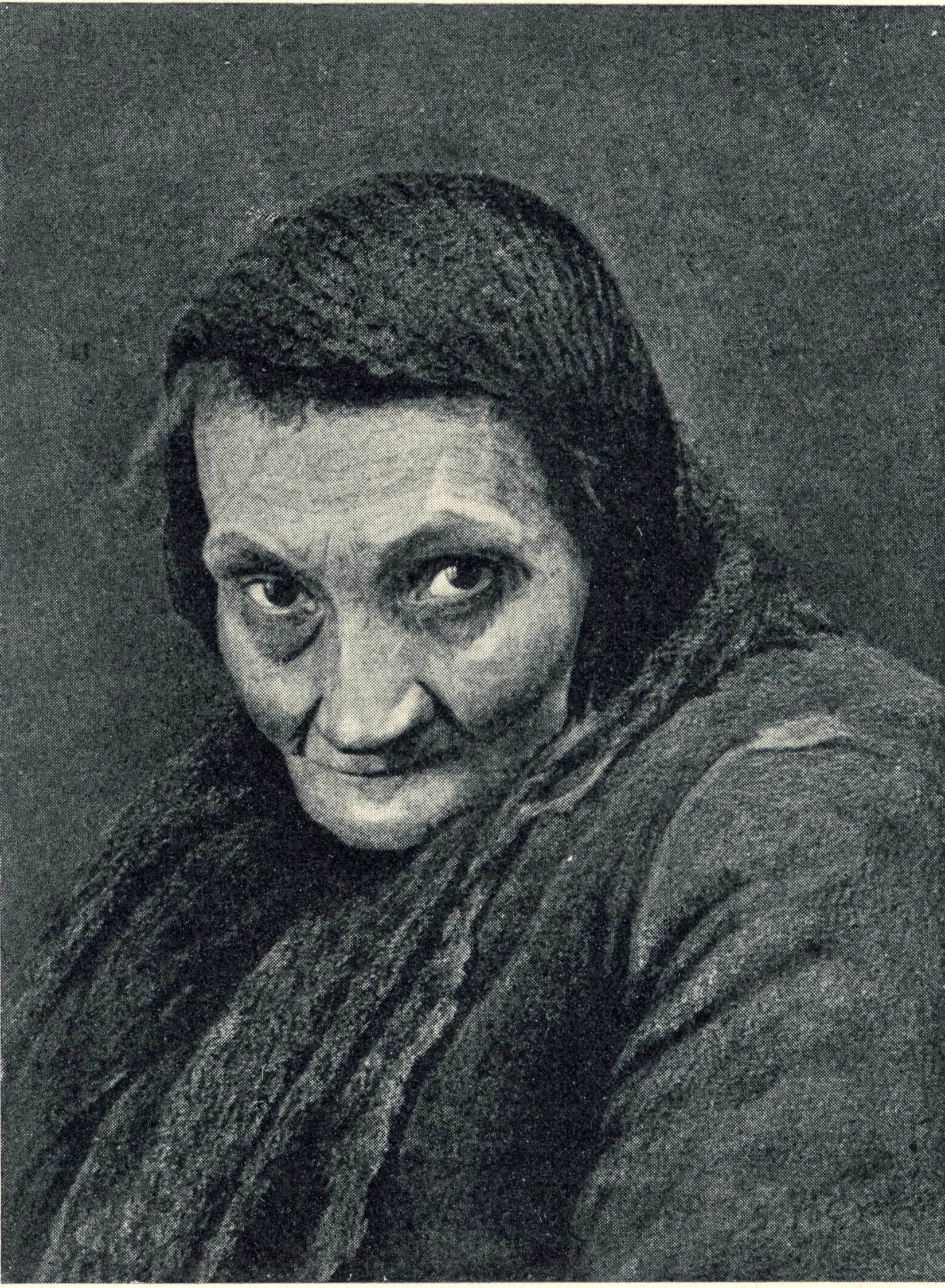
Studium do obrazu „Nędzarka”, rysunek podkolorowany z Warszawy z 1915 roku
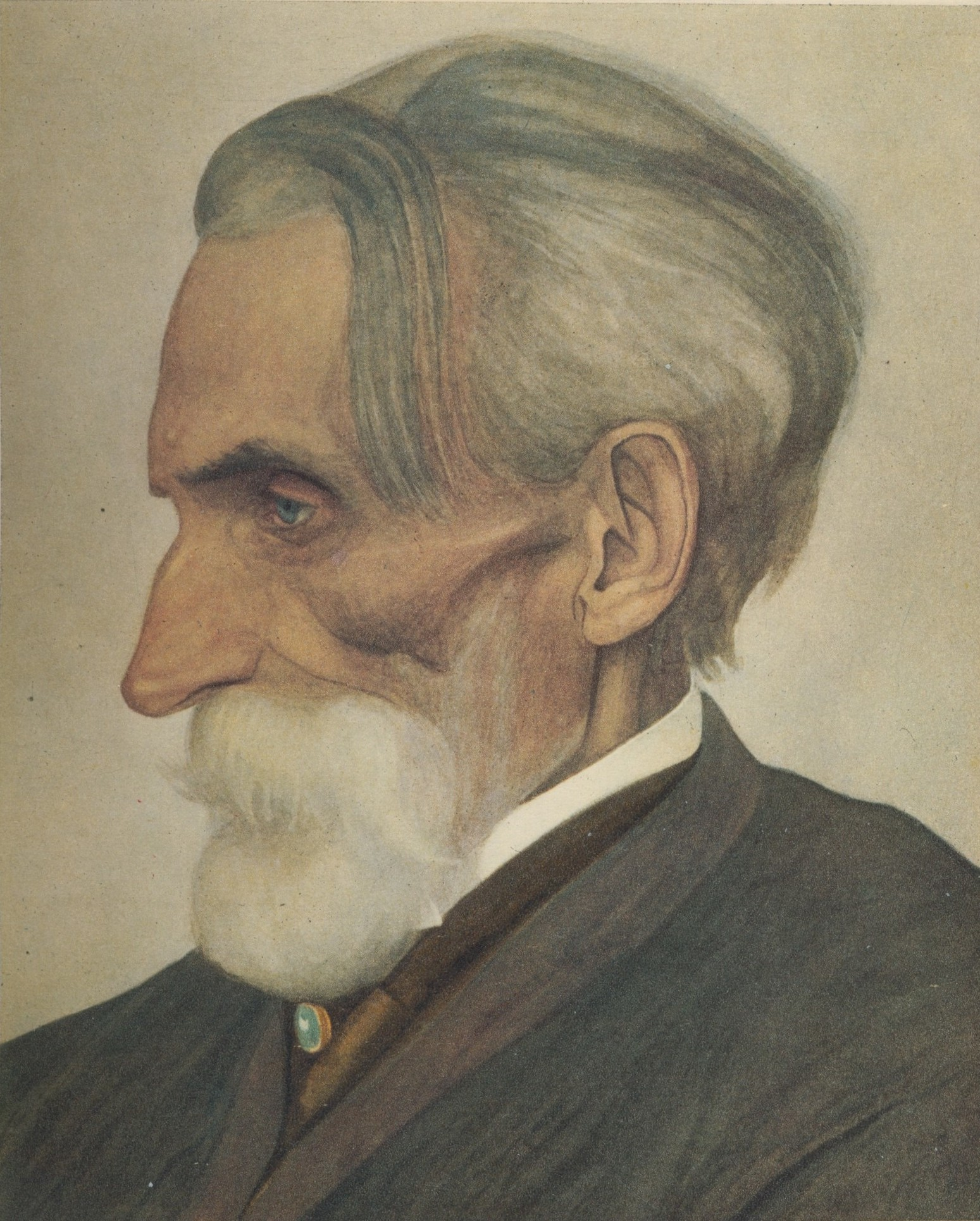
Portret ojca artysty akwarela z 1917 roku malowana w Warszawie
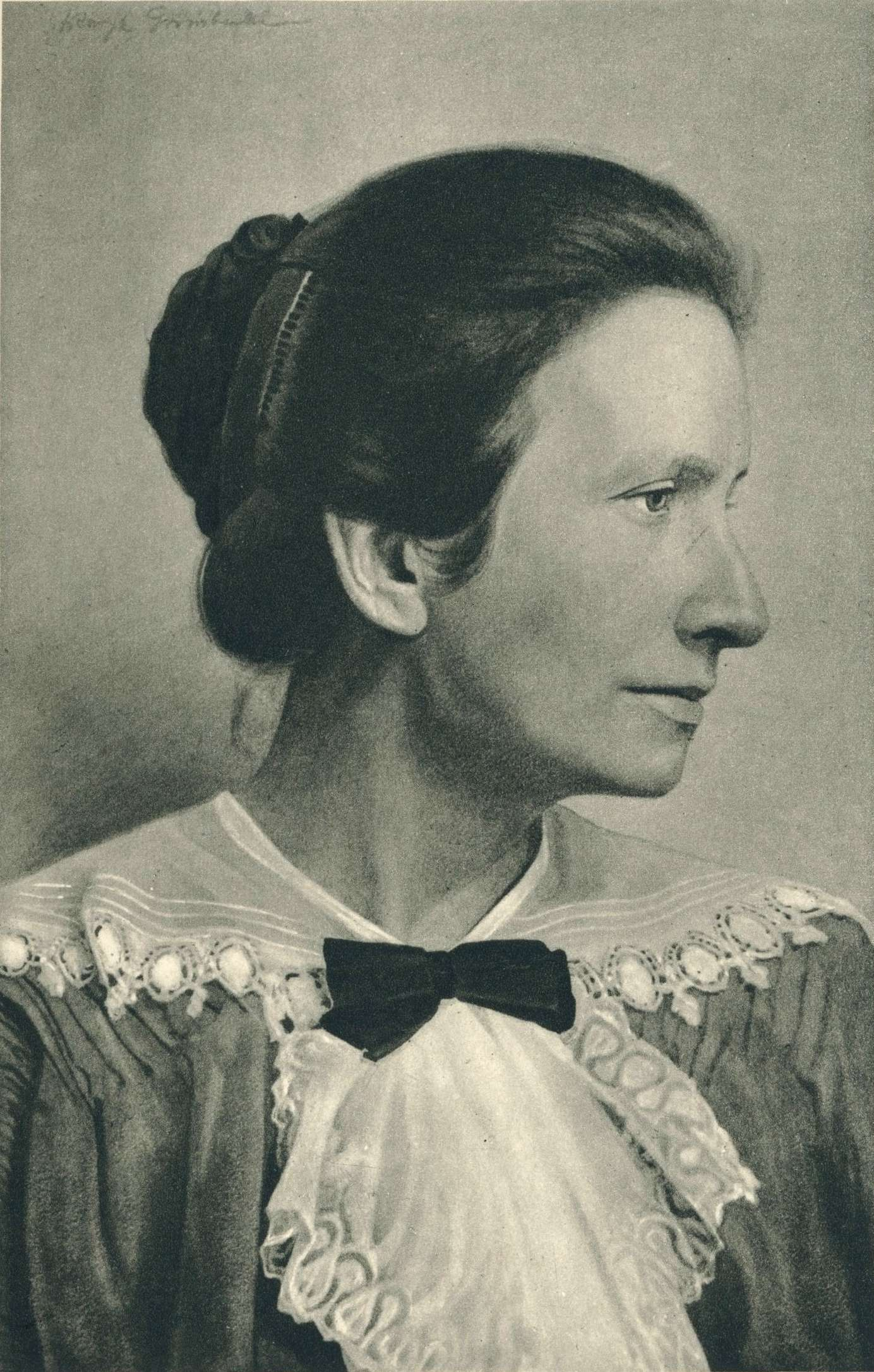
Portret żony artysty akwarela z 1917 roku malowana w Warszawie
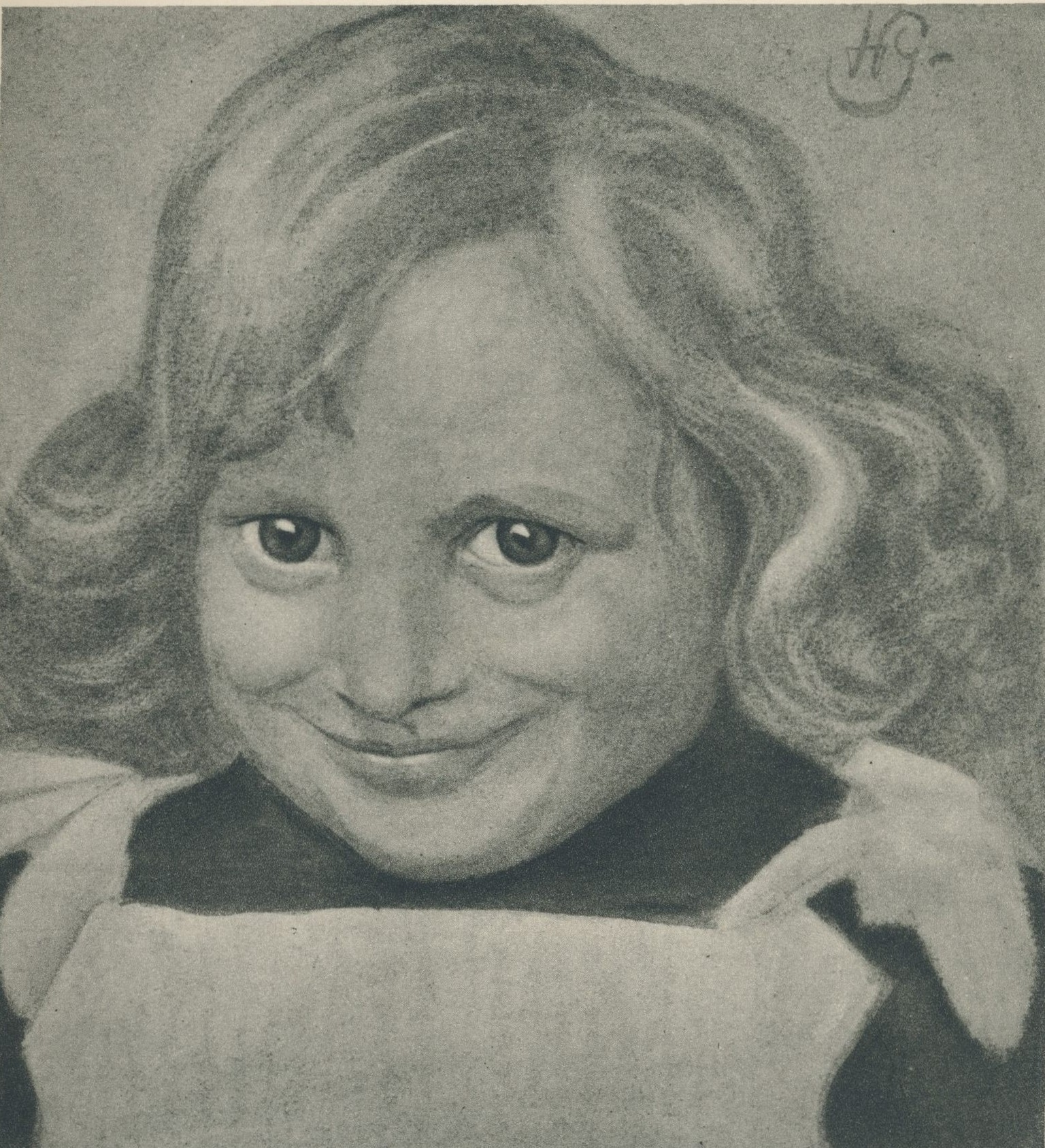
Studium dziewczynki – t.zw. Wandzi Śmieszki, akwarela z 1918 roku malowana w Warszawie
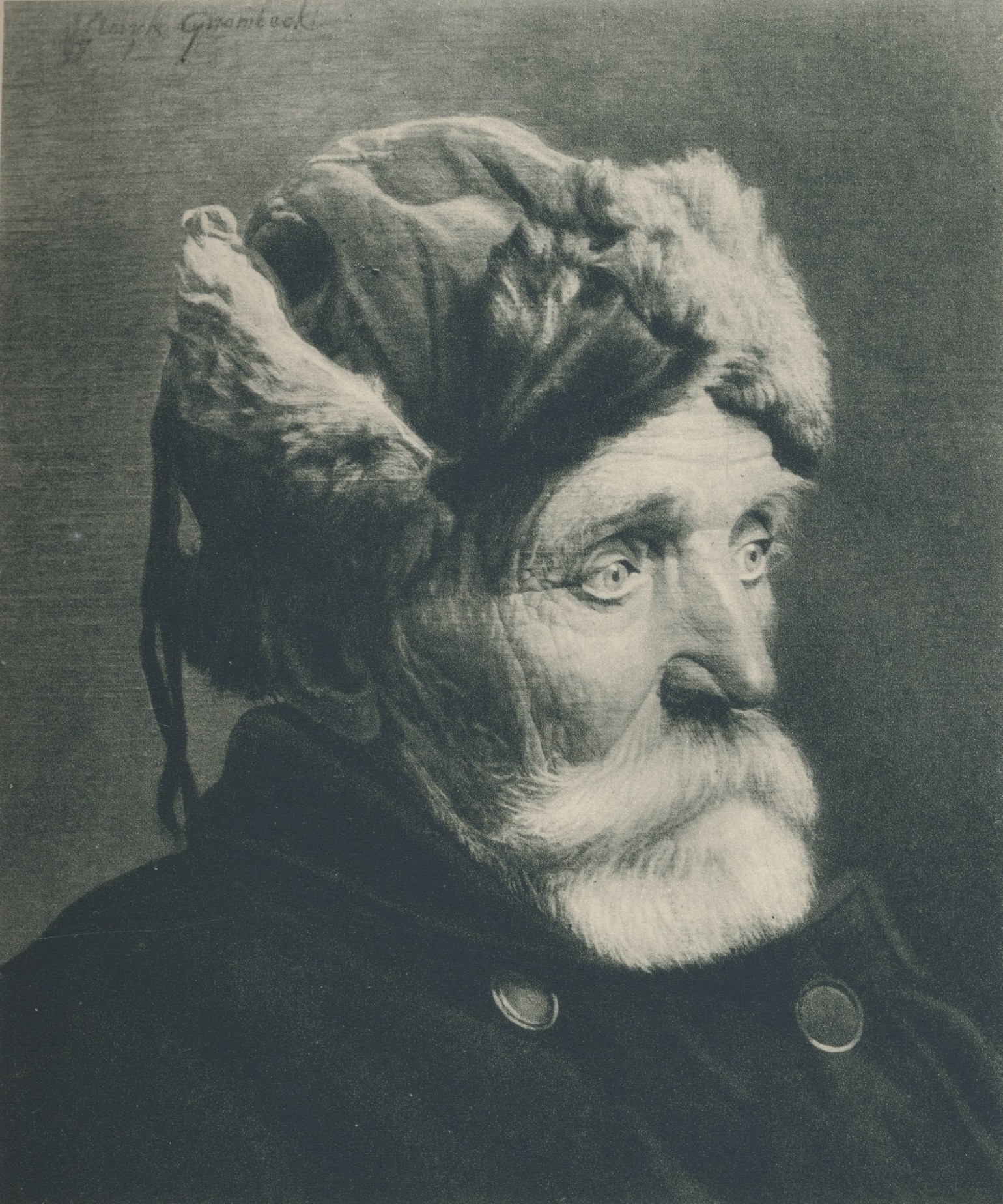
Ojciec Józef, portret olejny, malowany w 1918 roku w Warszawie
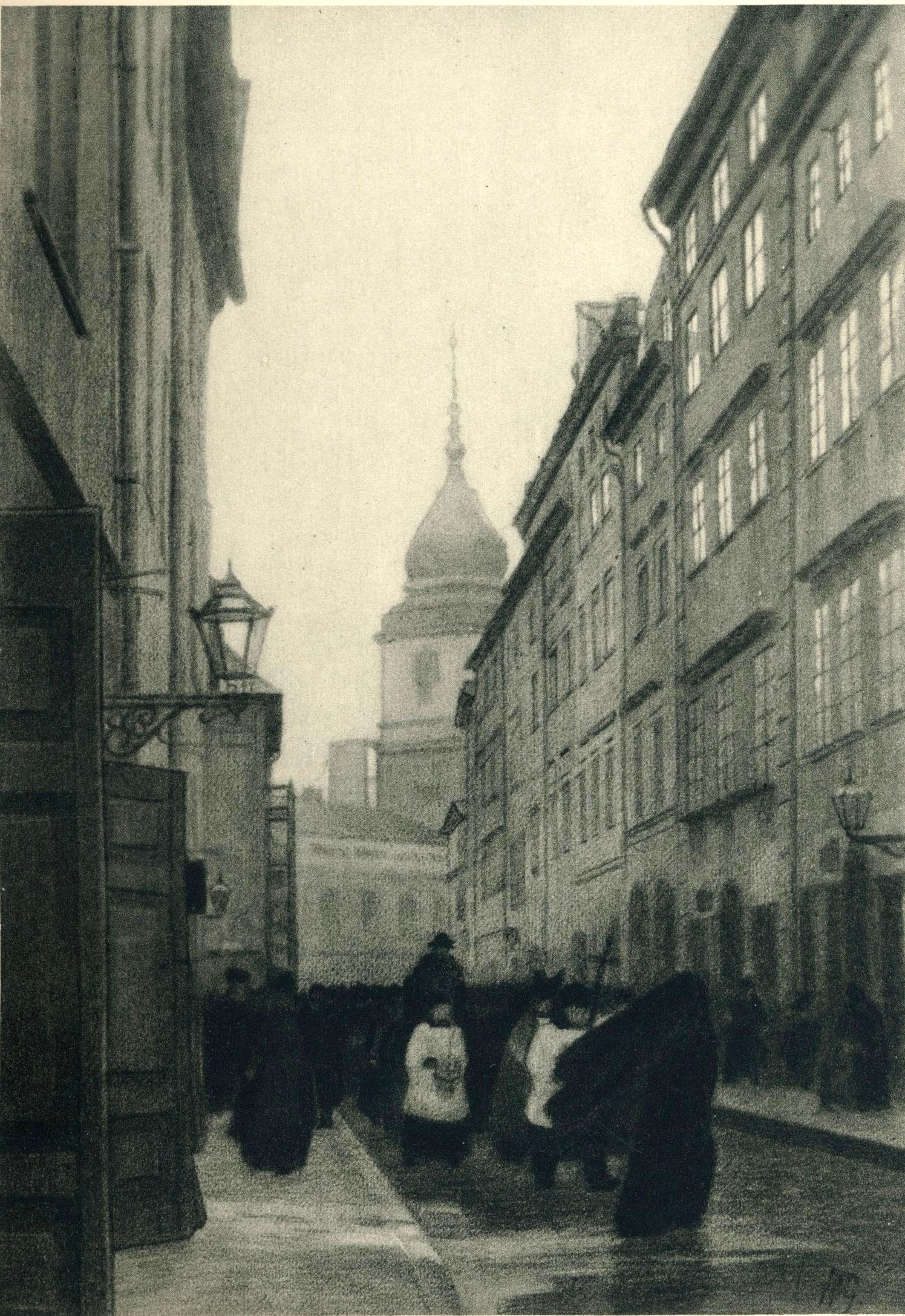
Pogrzeb, rysunek ołówkiem, wykonany w Warszawie w 1918 roku
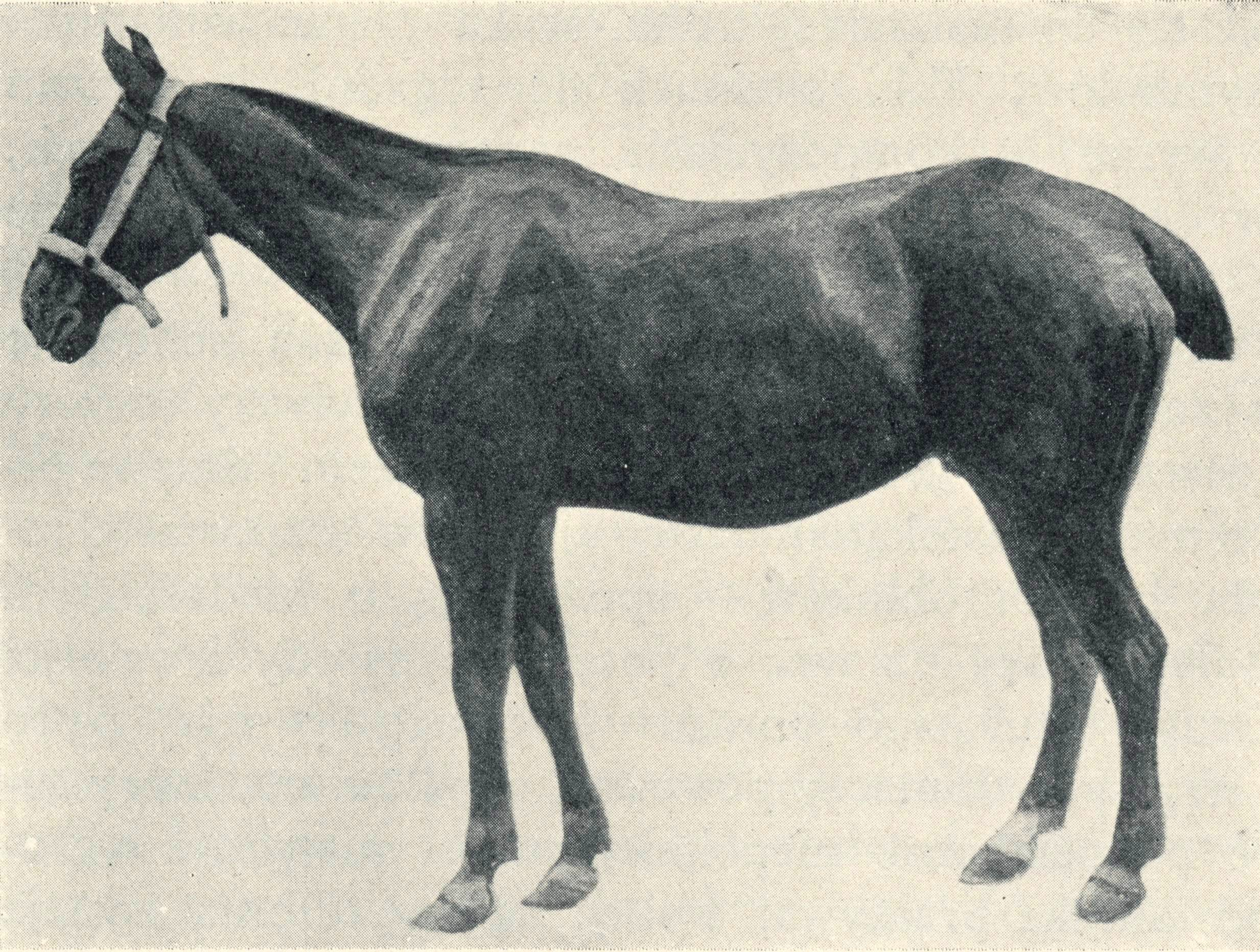
Studium konia wyścigowego, akwarela z lat 1917–1920 (malowana w Warszawie)
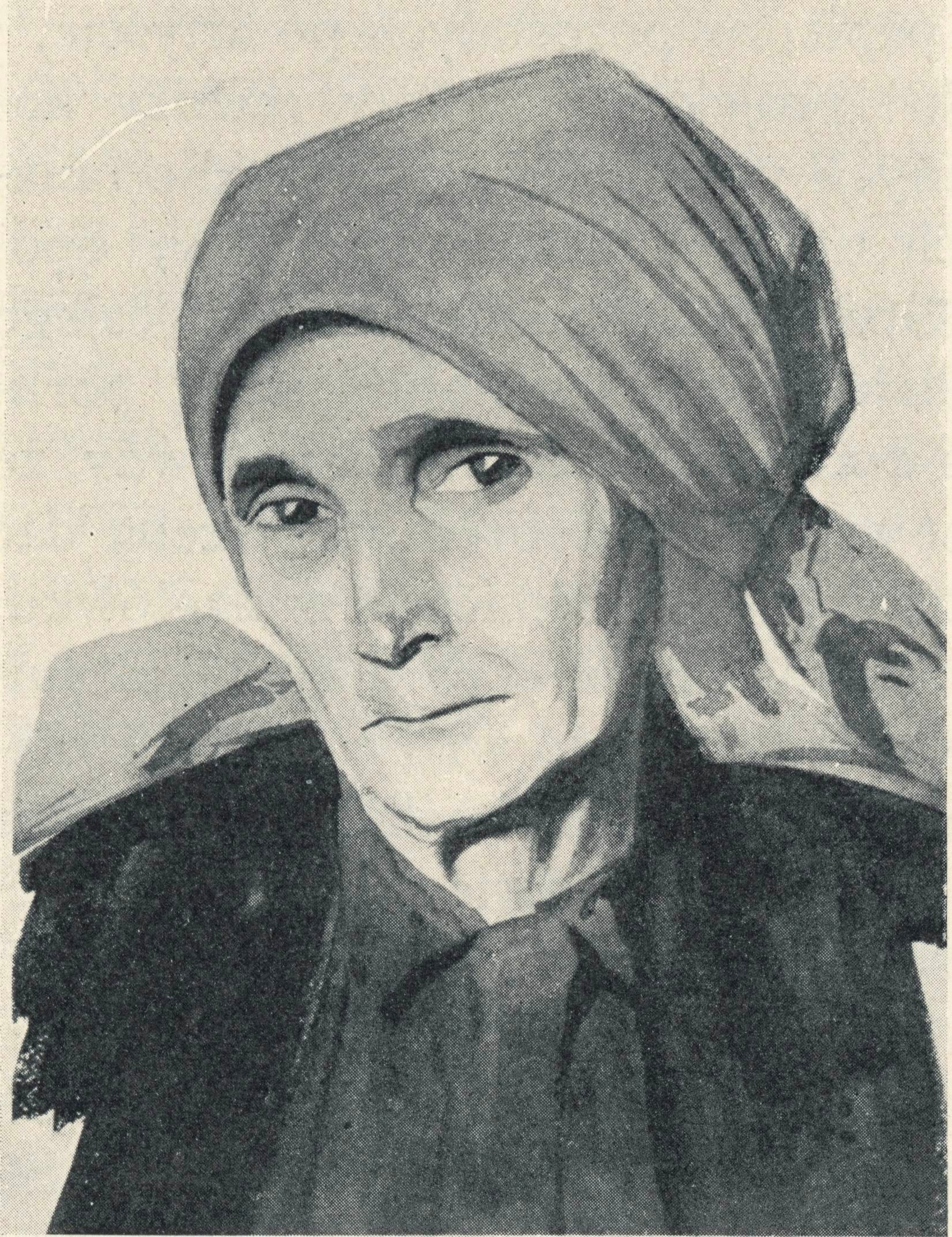
Studium do „Anastazji”, akwarela z 1920 roku z Woli Rafałowskiej
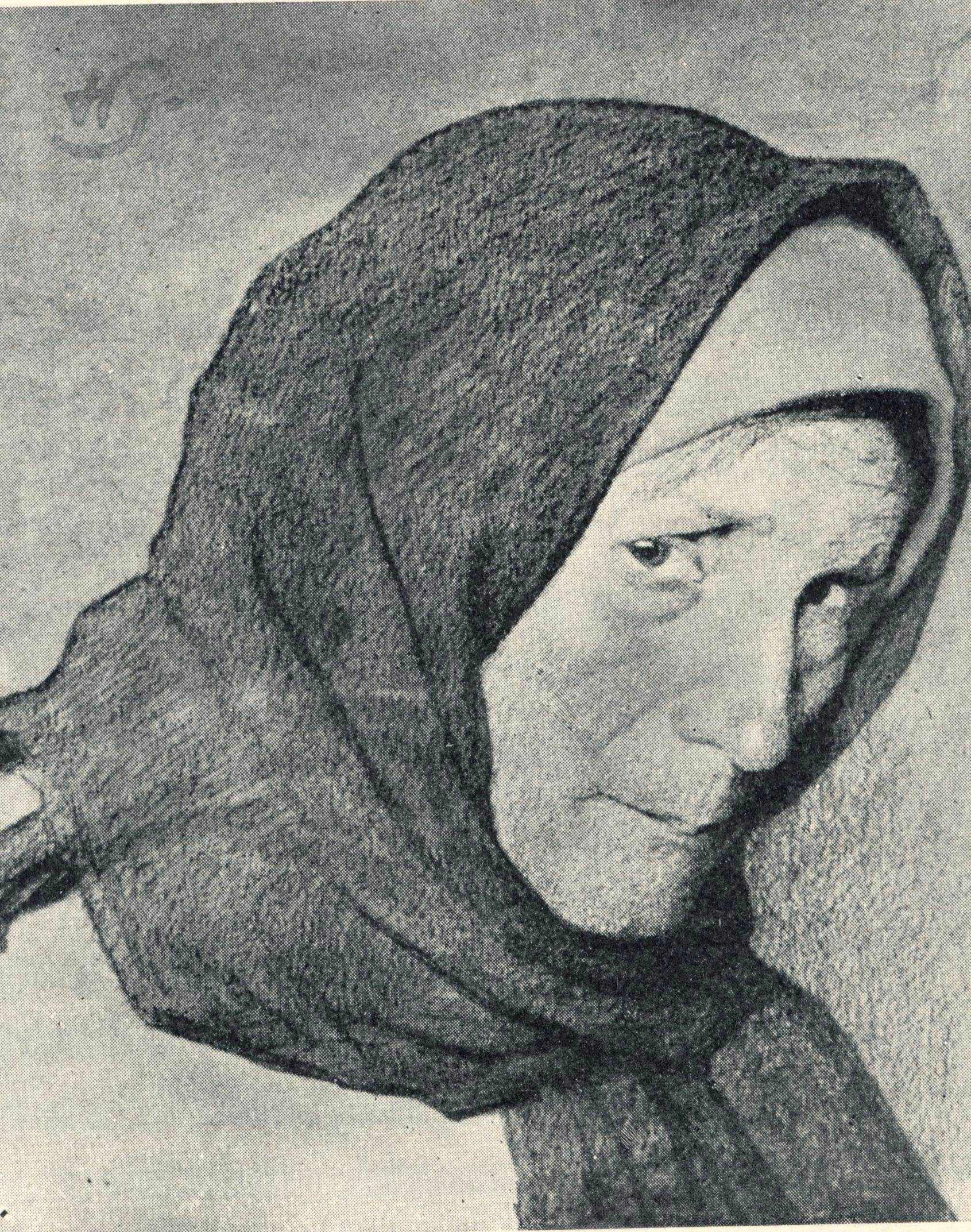
Studium do „Anastazji”, rysunek – kreda kolorowa i akwarela z 1920 roku z Woli Rafałowskiej
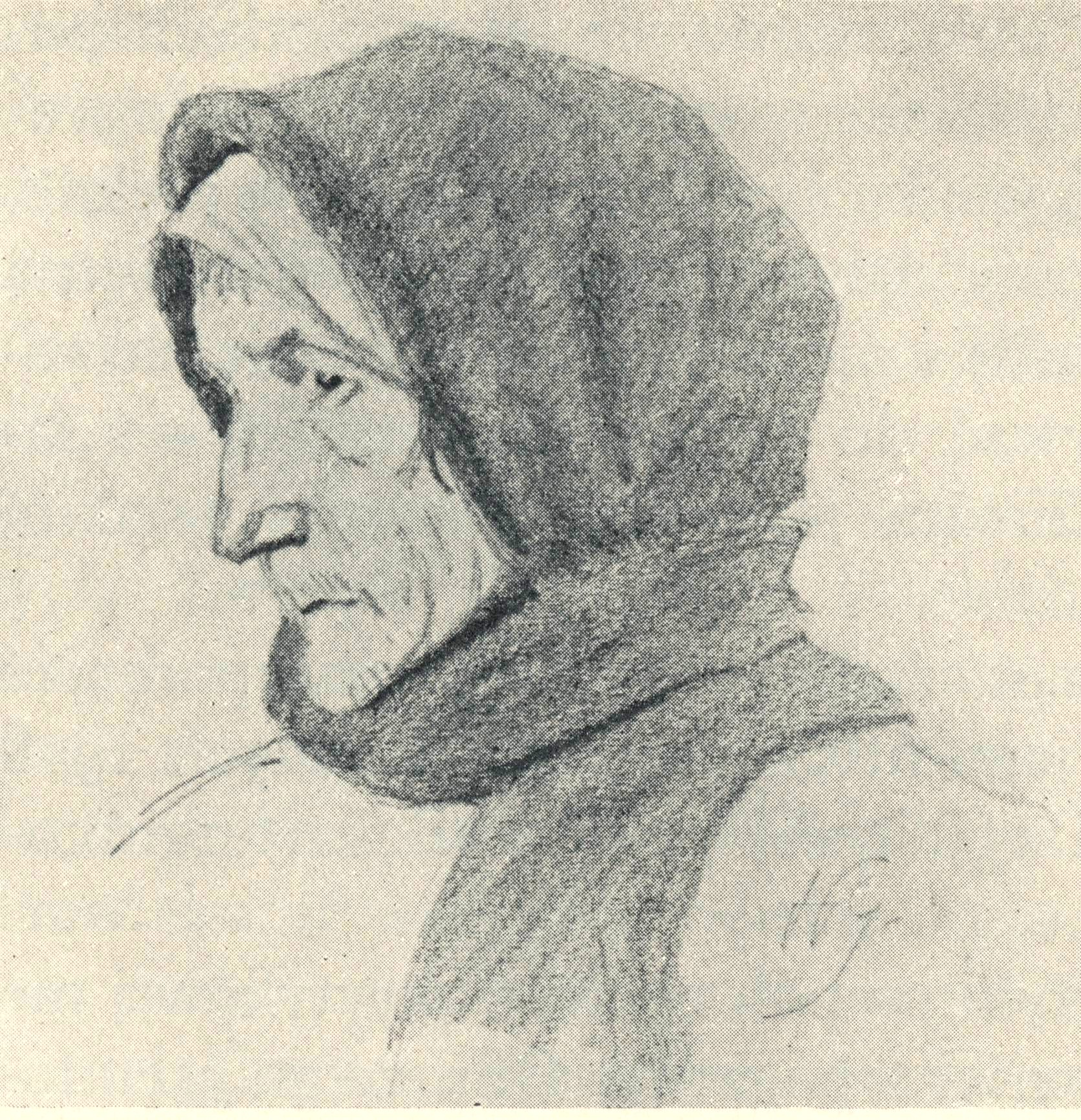
Głowa starej kobiety – Studium do „Anastazji”, rysunek ołówkiem z 1920 roku z Woli Rafałowskiej
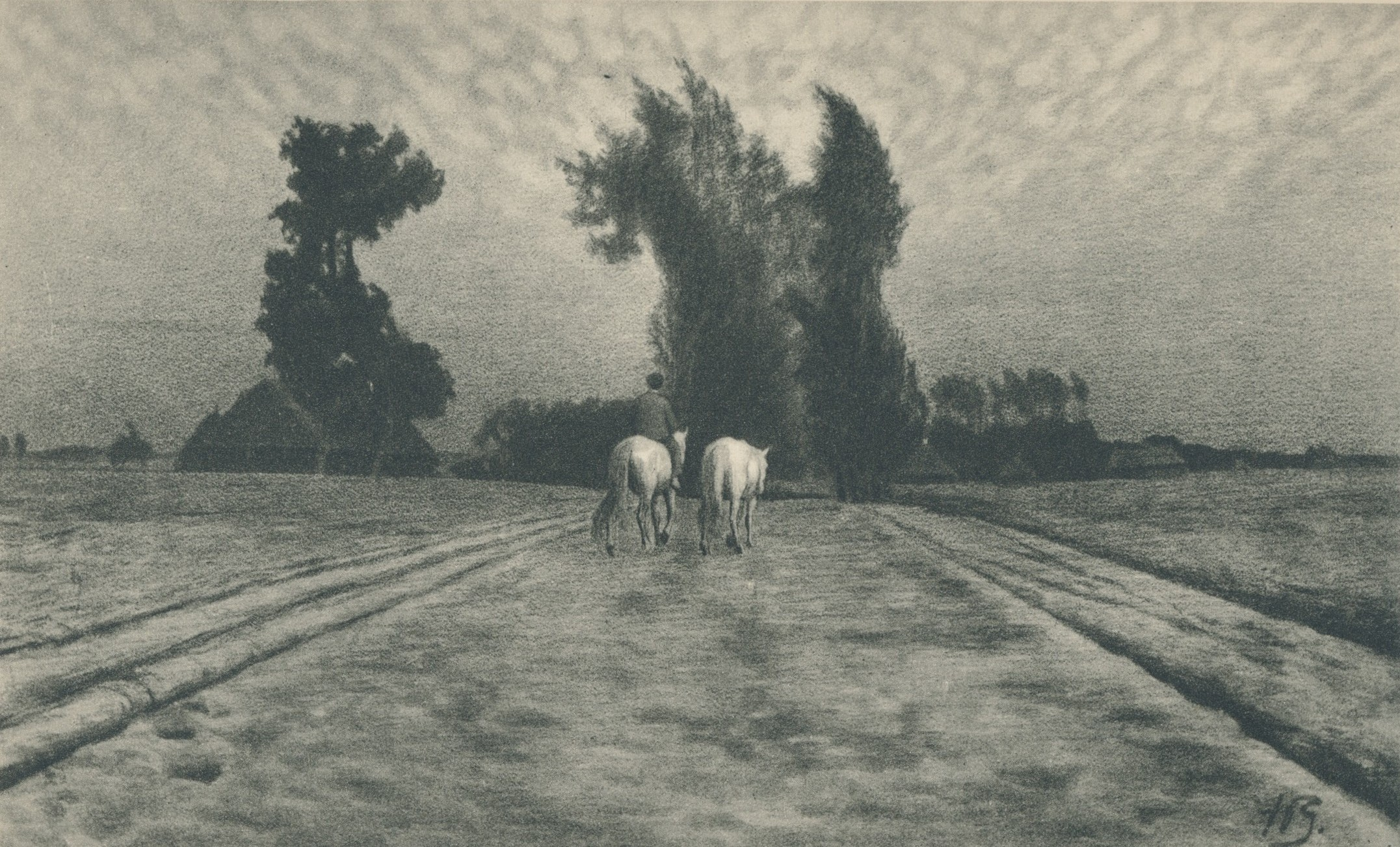
Studium do obrazu: Zmierzch – rysunek ołówkiem z 1920 roku z Woli Rafałowskiej
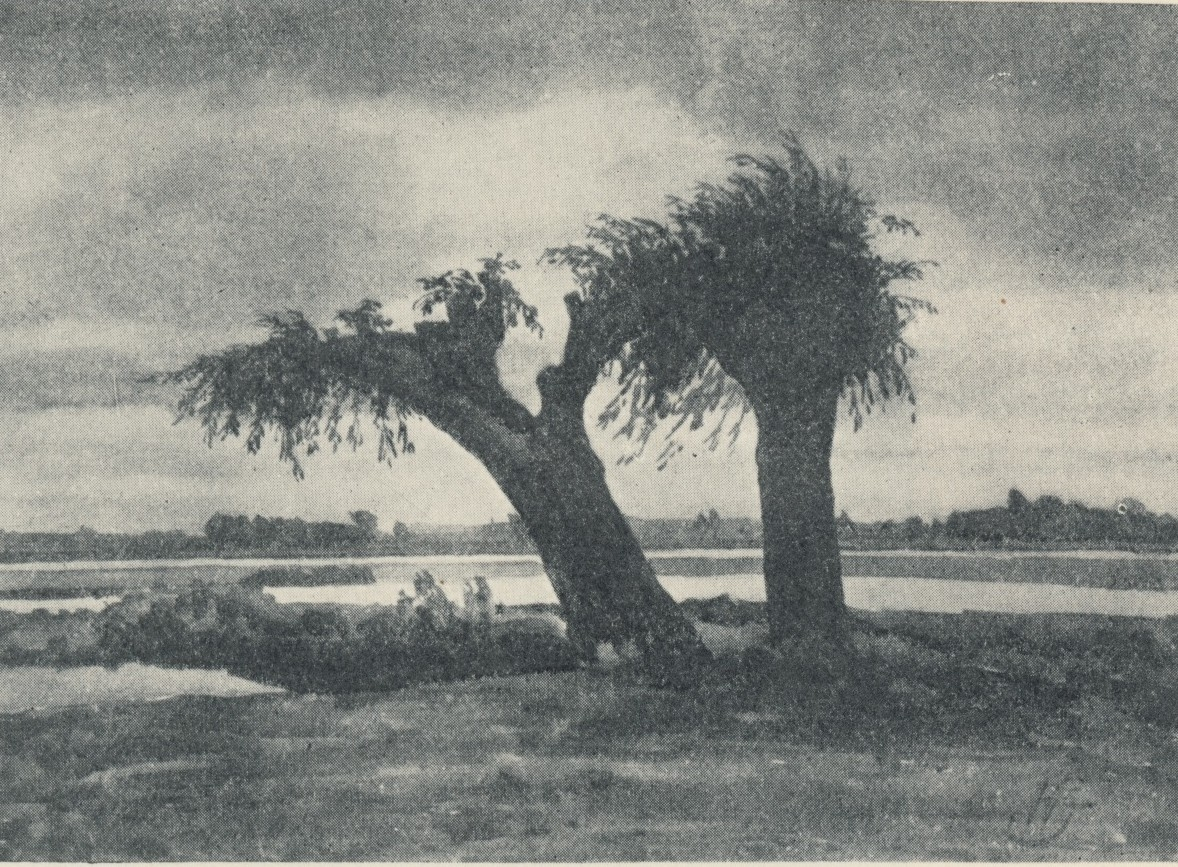
Stare wierzby – akwarela namalowana około 1923 roku w okolicach Warszawy
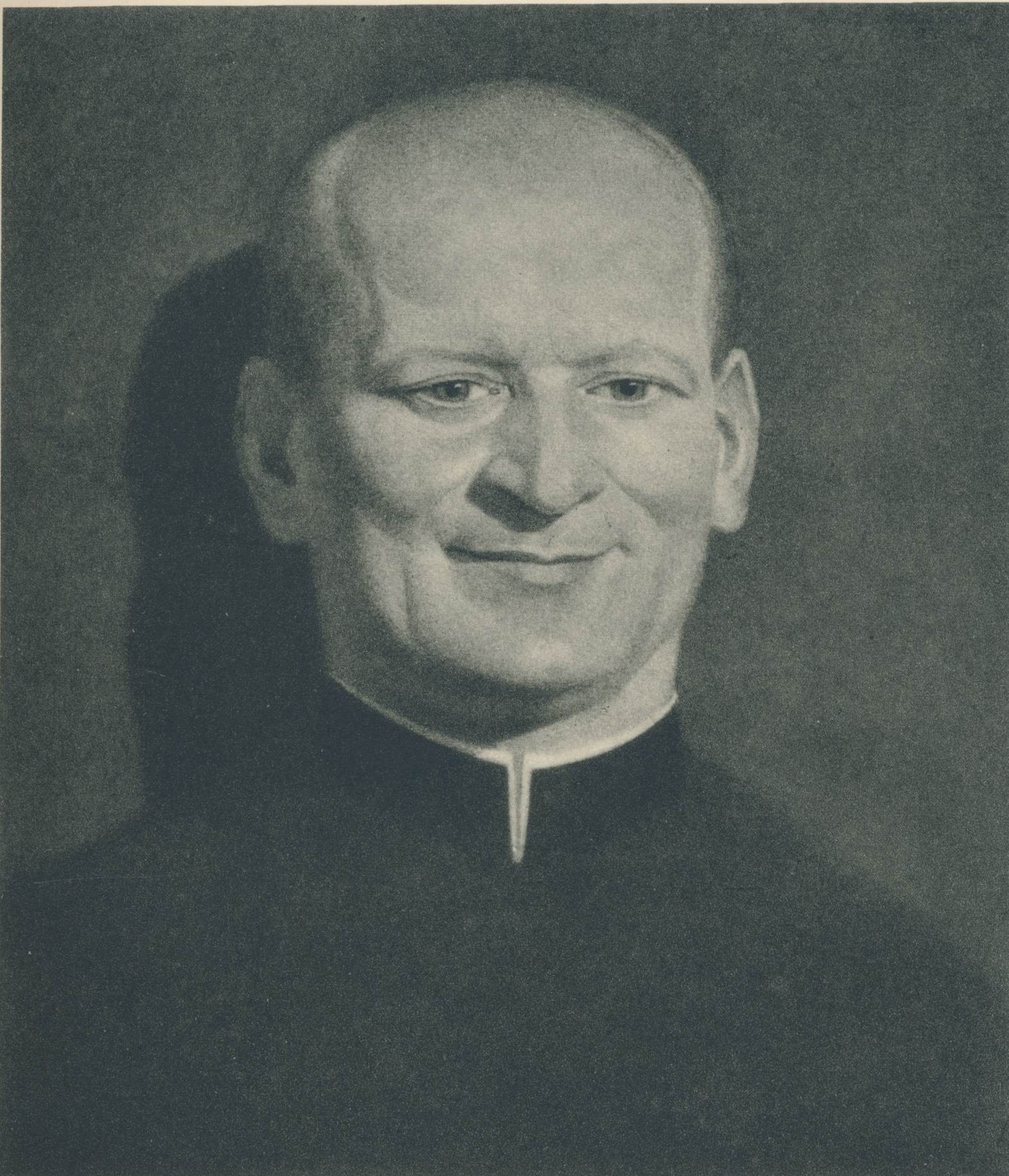
Portret ks. J. Sz. akwarela z 1927 roku malowana w Warszawie
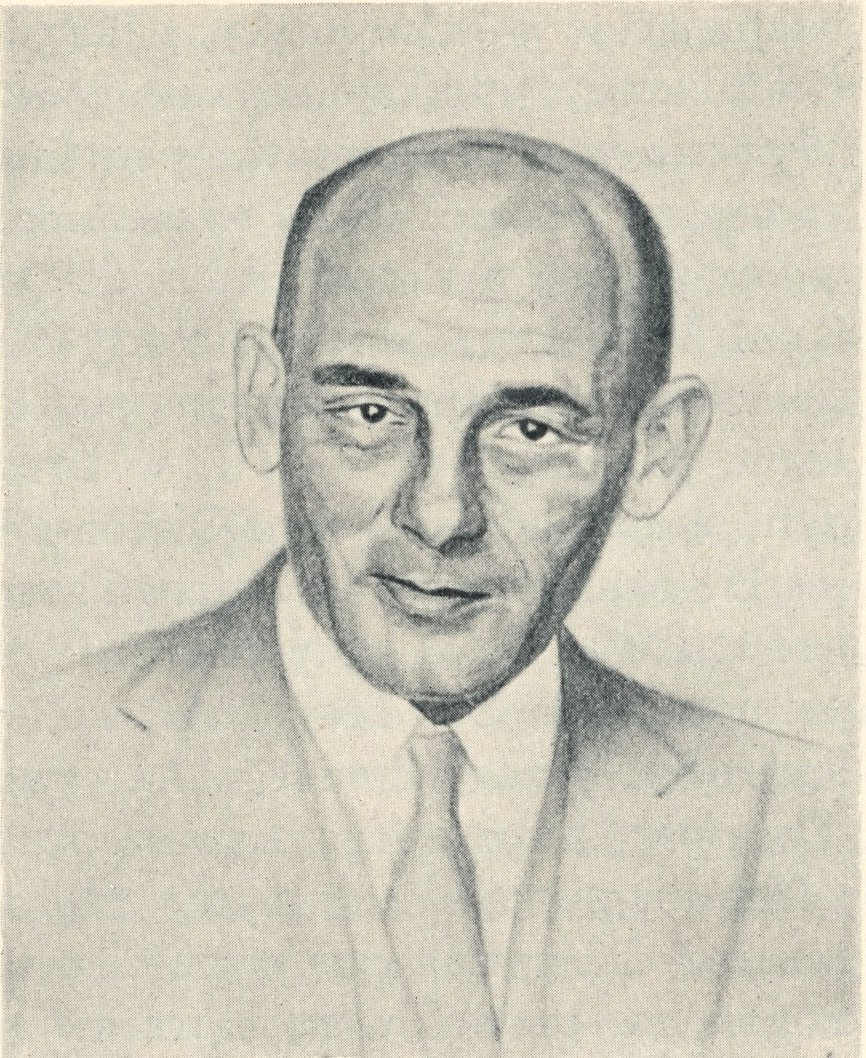
Studium portretowe Janusza Jędrzejewicza, rysunek kredą z 1932 roku wykonany w Warszawie
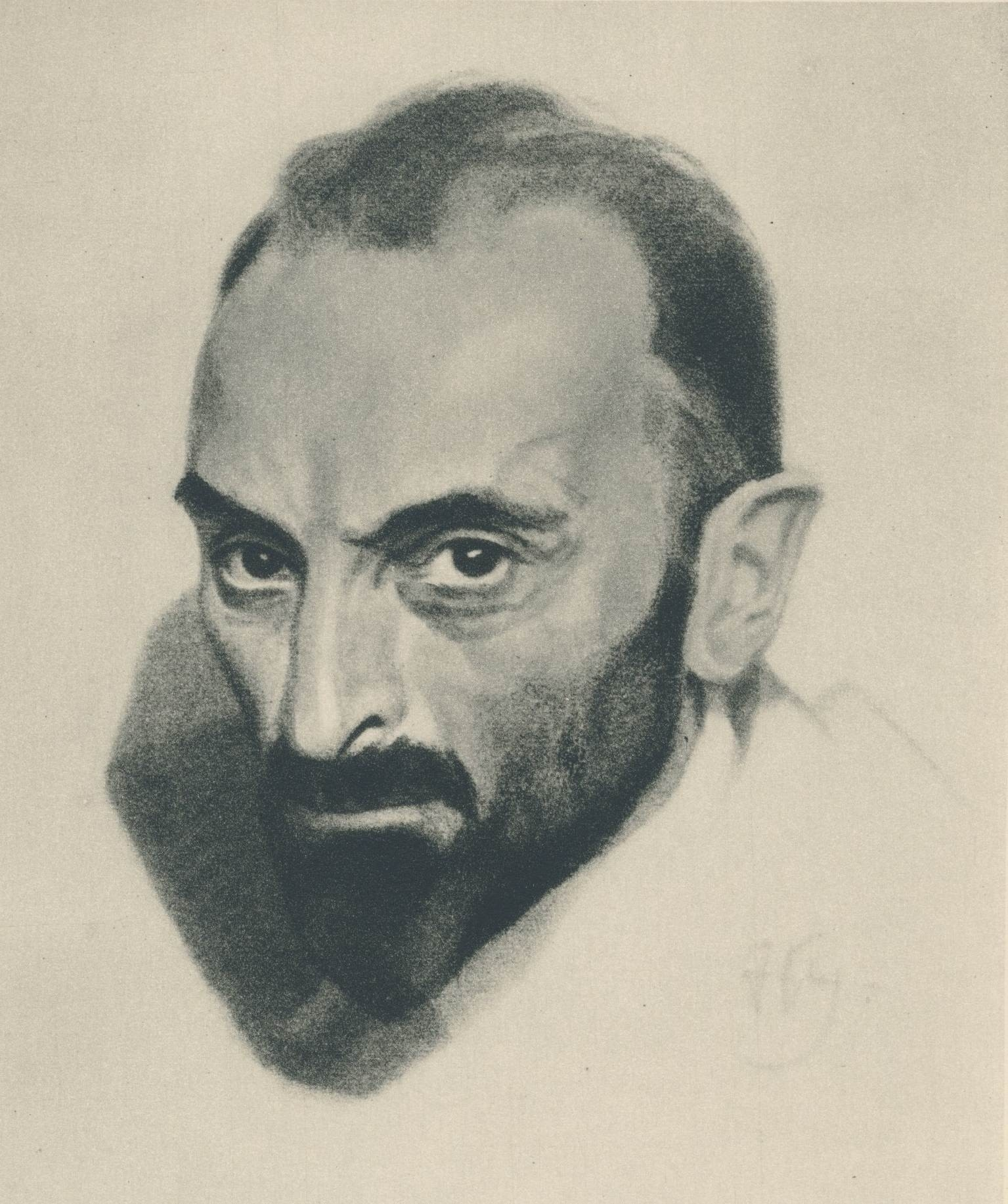
Studium portretowe Adama Skwarczyńskiego, rysunek z 1932 roku wykonany w Warszawie